# Religioni in Cina
BuddhismoTaoismoCredenze ...IslamCattolic...Cristian...Nessuna credenzaAltroBuddhismoTaoismoCredenze religiose tradizionaliIslamCattolicesimoCristianesimoNessuna credenzaAltro

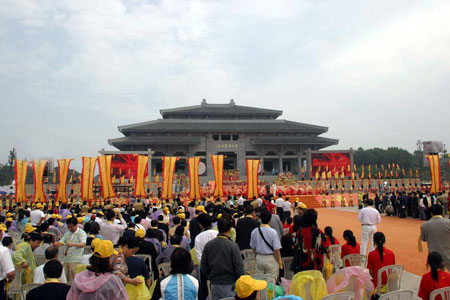
Cerimonia pubblica al Tempio di Yandi Shennong, dio dell'agricoltura e della tecnica, a Suizhou, in Hubei.

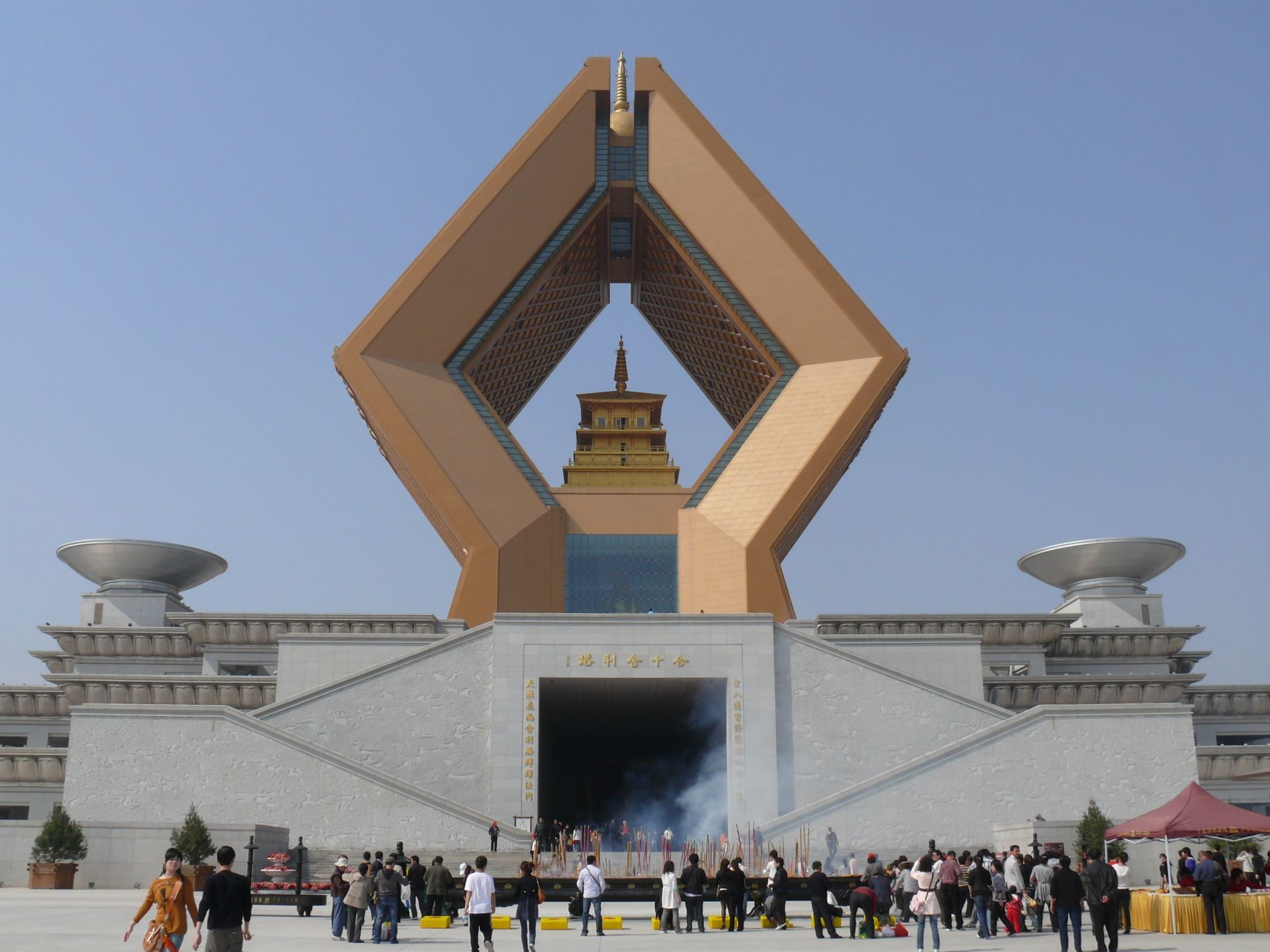
Il grande stupa del Tempio di Famen ("Porta della Legge"), che custodisce una reliquia (parte dell'osso di un dito) del Buddha Shakyamuni, sito a Baoji, in Shaanxi.

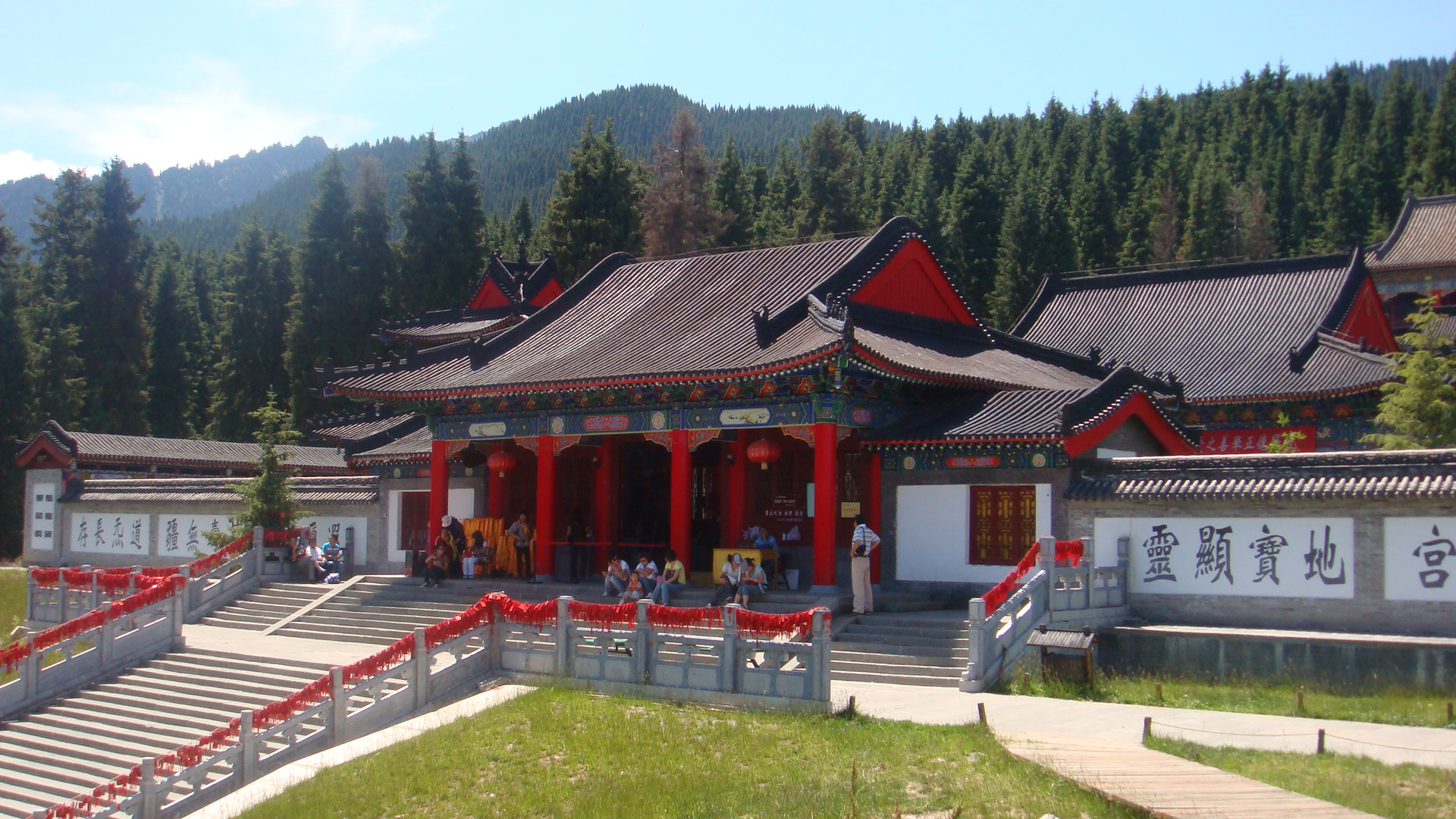
Tempio della Fortuna e della Longevità, del taoismo, presso il Lago Celeste del Tianshan a Fukang, Changji, Xinjiang. Esemplare di tempio taoista che ospita varie cappelle dedicate a dèi popolari.

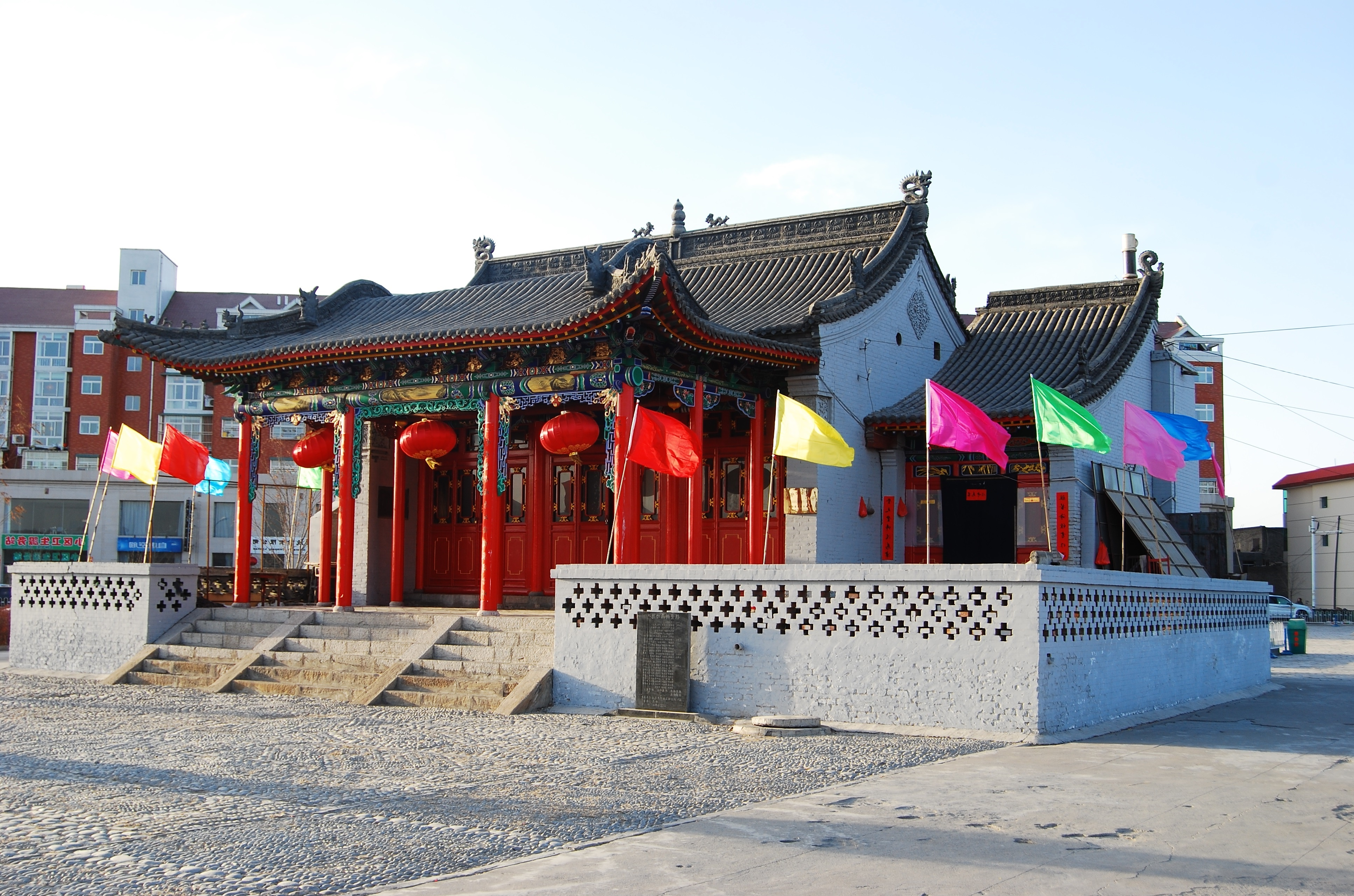
Tempio di Hebo a Hequ, Xinzhou, in Shanxi. Hebo, il "Signore del Fiume", è una forma dello Héshén (河神, "Dio del Fiume"), spirito dello Huang He, il "fiume sacro" della Cina.

La Cina è stata, nel corso della storia, culla e ospite di numerose tradizioni religiose e filosofiche. Il confucianesimo e il taoismo, oltre al buddismo, costituiscono le cosiddette "tre dottrine", le quali hanno esercitato un ruolo importante nella storia e nella cultura cinese. Questi tre sistemi, e specialmente taoismo e confucianesimo, fungono da cornici della religione tradizionale cinese di sostrato, vale a dire il culto devoto agli dèi locali e agli antenati, la quale, tuttavia, non si esaurisce in essi e si svolge anzi per la maggior parte al di fuori di qualsiasi cornice dottrinale; essa è sempre stata — e continua ad essere — la religione della maggioranza della popolazione, imperniata sull'identità spirituale dei lignaggi gentilizi, dei luoghi e regioni, e della nazione cinese tutta, che, costituendo il nerbo di senso della struttura economico-sociale della civiltà cinese stessa, non richiede un'aderenza dogmatica esclusiva, il che permettendo la pratica o l'espressione di convinzioni personali e fedi diverse allo stesso tempo. Mentre il confucianesimo nel suo aspetto religioso coincide con la religione tradizionale del culto di dèi del luogo e antenati, il taoismo si è sviluppato come movimento ecclesiastico distinto dalla religione comune a partire dal I o II secolo. Il buddhismo venne introdotto nel I secolo e crebbe sino ad avere un forte impatto in Cina, che tutt'oggi conserva.
Alcuni studiosi preferiscono non utilizzare il termine "religione" in riferimento ai sistemi di credenze cinesi, per via delle difficoltà ermeneutiche che tale termine di origine occidentale ingenera quando lo si usa per definire quelle che sono meglio definibili come "pratiche culturali/cultuali" e "sistemi di pensiero" della tradizione cinese. Lo stato cinese odierno riconosce ufficialmente cinque "religioni dottrinali" (zongjiao), gestite attraverso istituzioni burocratiche centralizzate: il buddhismo, il taoismo, il protestantesimo, il cattolicesimo e l'islam. La religione tradizionale in tutte le sue forme, che non è considerata una "dottrina" (zongjiao) ma piuttosto un insieme di "credenze native" (minjian xinyang), non centralizzata a livello burocratico, gode di libertà.
Secondo statistiche riferite al 2010 il 70% dei Cinesi praticava la religione tradizionale, incluso un 13% che praticava culti tradizionali in una cornice dottrinale o rituale taoista o religioni popolari influenzate dal taoismo, mentre coloro che si identificavano solo come "taoisti" iniziati erano lo 0,8% (l'appellativo di "taoista" in Cina è tradizionalmente riservato ai soli sacerdoti/maestri taoisti o a coloro che intraprendono un discepolato diretto sotto la guida di questi ultimi, non è tradizionalmente esteso alle moltitudini dei seguaci laici). Gli aderenti al buddhismo erano il 14%, e di questi i buddhisti formalmente iniziati formavano l'1,3%. I cristiani erano il 2,4%, dei quali il 2,2% erano protestanti e lo 0,2% cattolici. I musulmani erano l'1,7%. Il restante 13% della popolazione non era religioso (era ateo, agnostico o non aveva dichiarato alcuna preferenza). Il confucianesimo come designazione religiosa è popolare tra gli intellettuali, anche se esistono vari movimenti popolari di matrice confuciana. Statistiche riferite a studi condotti nel 2014, riportano una quota lievemente maggiore di buddhisti (16%), mentre la percentuale di affiliati alle altre religioni è pressoché identica a quella rilevata nel 2010.
In aggiunta a queste religioni, sono presenti varie religioni indigene delle minoranze etniche che abitano alcune regioni della Cina, e un numero non quantificato di aderenti a una varietà di nuove religioni di salvazione sorte principalmente dall'alveo della religione tradizionale cinese. Queste ultime rappresentano forme organizzate intorno a una dottrina coerente con la religione tradizionale (minjian zongjiao); tra di esse si annovera, per esempio, lo weixinismo. In Cina sono anche presenti varie organizzazioni religiose proibite dal governo quali "dottrine maligne", "eretiche", "irregolari" o "demoniache" (xiejiao) in quanto percepite come contrarie alla morale e all'ordine pubblico, alla tradizione religiosa normale, e all'autorità dello stato.

## Concetti di "religione", difficoltà ermeneutiche e demografiche

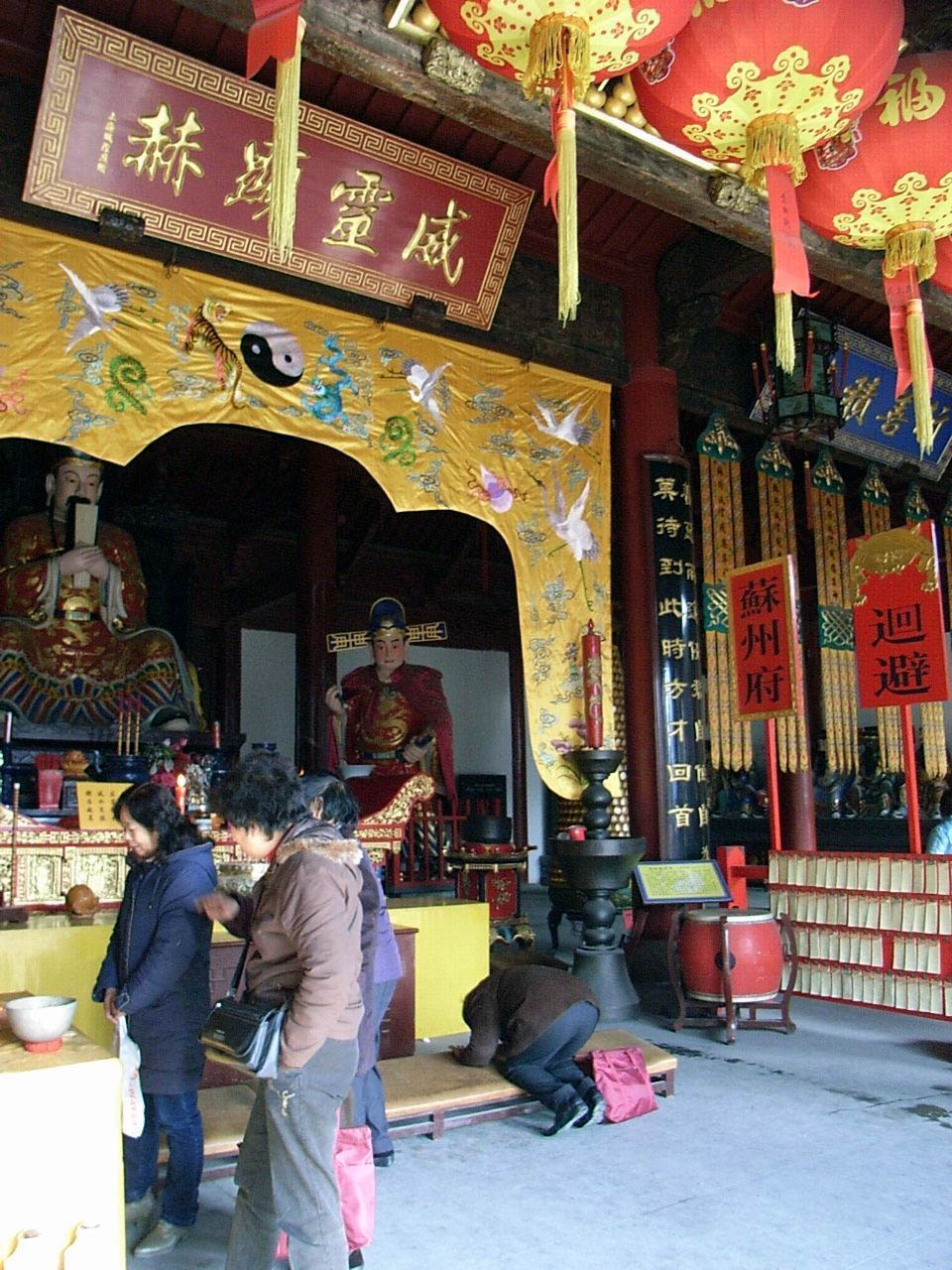
Cultori al Tempio del Dio della Città di Suzhou, Jiangsu. È taoismo o religione popolare? Dal punto di vista dei cinesi, le due tradizioni non si escludono mutualmente, ma un praticante laico difficilmente si definisce un “taoista”, in quanto il taoismo è un insieme di funzioni dottrinali e liturgiche che funzionano come modelli specializzanti per la religione indigena.

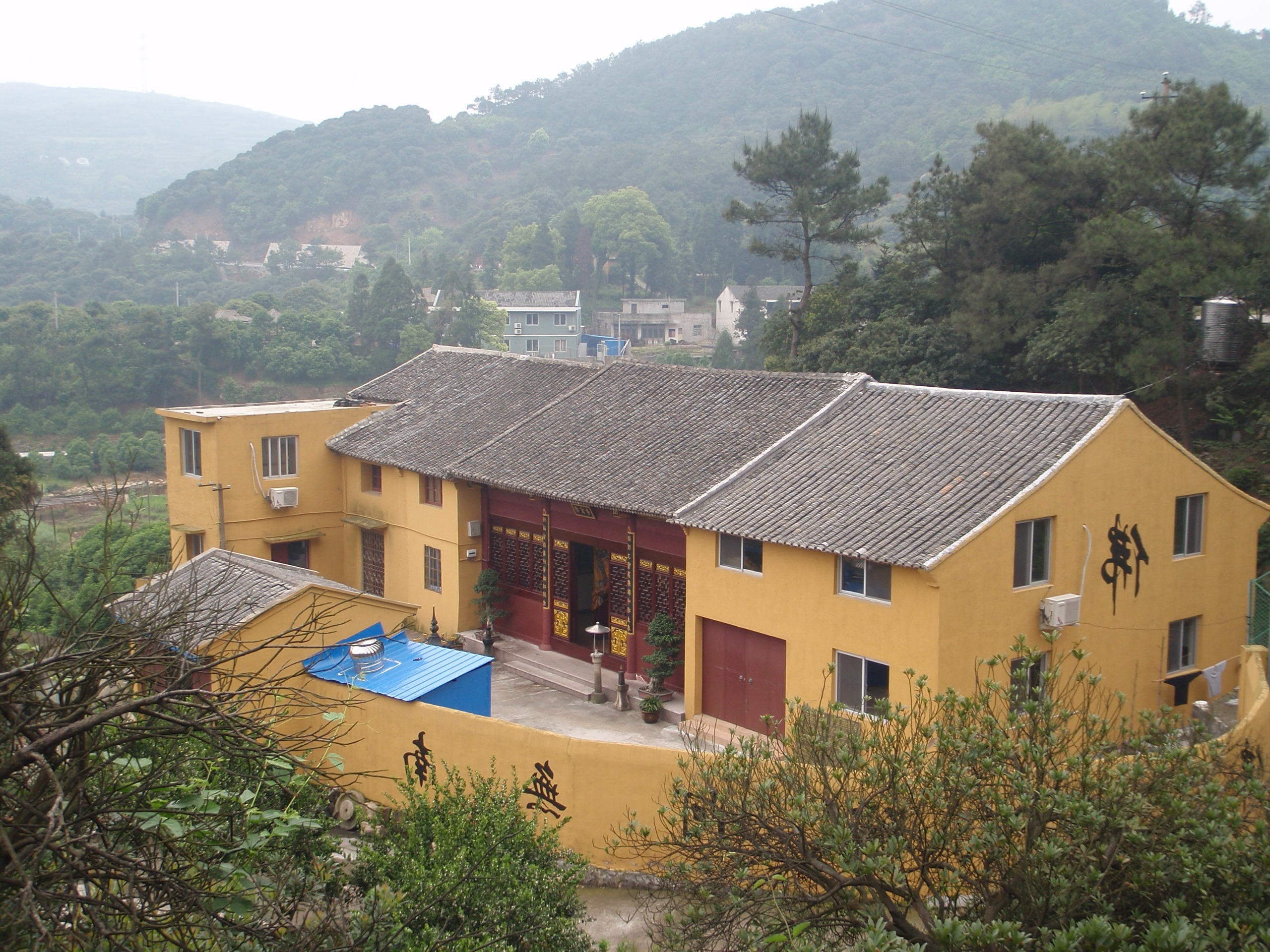
Tempio della Neve d'Incenso (香雪寺 Xiāngxuěsì), un convento buddhista rurale a Ouhai, Wenzhou, Zhejiang.

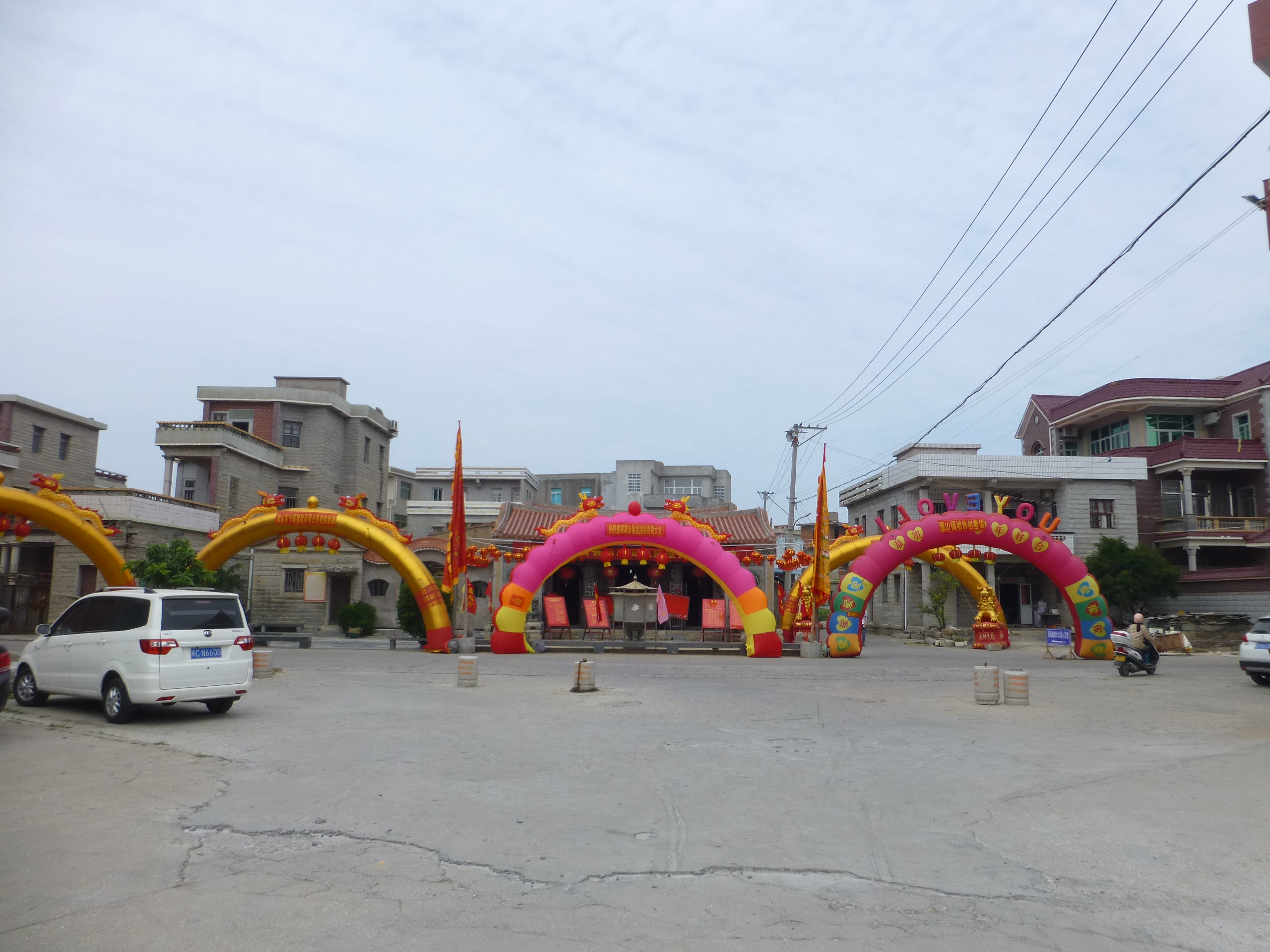
Un santuario popolare di vicinato decorato per una festa, a Chongwu, Fujian.

### Distinzione tra "dottrine"—zongjiaoe "credi"—xinyang
Lo studioso cinese Yao Xinzhong afferma che statistiche sul numero dei praticanti in Cina "non possono essere accurate in senso scientifico", poiché il concetto occidentale di "religione", acquisito in cinese come 宗教 zōngjiào per definire solo le religioni intese come "dottrine" (e quindi le cinque dottrine gestite in maniera centralizzata dallo stato: buddhismo, taoismo, islam, cattolicesimo e protestantesimo), non consente di misurare coloro che non si considerano membri di organizzazioni e seguaci di dottrine religiose ma sono comunque "religiosi" (nel senso antico latino di religio è cultus) nelle loro azioni quotidiane e credenze fondamentali, e quindi la spiritualità cinese diffusa che consiste nel culto a dèi e antenati senza riferimenti a specifiche dottrine, ossia quella che gli studiosi occidentali hanno definito "religione popolare o tradizionale cinese". Inoltre, l'approccio cinese alla religione tende a essere sincretico, e seguire una religione non significa necessariamente il rigetto e la negazione di altre. Nei sondaggi, poche persone si identificano come "taoisti" perché per la maggioranza dei cinesi questo termine fa riferimento ai sacerdoti ordinati di tale religione che operano riti in seno alla religione diffusa tradizionale. Storicamente, la lingua cinese non include termini per designare i seguaci laici del taoismo, poiché il concetto di essere "taoisti" in tal senso è una parola nuova che deriva dalla concezione occidentale della "religione" come essere membri di un'istituzione religiosa.
L'analisi delle religioni tradizionali cinesi è complicata da ulteriori discrepanze tra le terminologie usate nelle lingue cinesi e in quelle occidentali, che si aggiungono alla mancata corrispondenza tra "religione" e zongjiao. Mentre nell'uso accademico occidentale "religione popolare" definisce in senso lato tutte le forme di culto devoluto a dèi e antenati, nell'uso cinese, popolare e accademico, tali culti non hanno mai avuto un nome complessivo, essendo tali culti un aspetto della stessa identità socio-economica locale e nazionale che articola la civiltà cinese. Per "dottrine popolari" (民間宗教 mínjiān zōngjiào) gli studiosi cinesi hanno usualmente inteso i movimenti popolari di salvazione organizzati (o sette religiose popolari). Inoltre, a partire dagli anni 1990 alcune di queste organizzazioni iniziarono a registrarsi come branche dell'associazione del taoismo di stato, e quindi ad essere identificate sotto il nome di "taoismo". Per rettificare tale confusione terminologica, alcuni intellettuali cinesi hanno proposto il riconoscimento e la gestione legale da parte dello stato dei culti a dèi e antenati nonché l'adozione di designazioni onnicomprensive quali "religione nativa (o indigena) cinese" (民俗宗教 mínsú zōngjiào) o "religione etnica cinese" (民族宗教 mínzú zōngjiào), o altri nomi per identificarla. Una terminologia molto diffusa nell'accademia e usata dal 2015 anche nei documenti ufficiali dello stato centrale per definire i culti di dèi e antenati, dotandoli di statuto speciale distinto da quello di "religione" intesa come "dottrina", è "credi nativi" (民間信仰 mínjiān xìnyǎng, dove minjian significa "popolari", "del popolo").
Mentre le zongjiao, in quanto sistemi di fede astratti e ideologici, sono sottoposte a un controllo più stringente da parte dello stato (specialmente le religioni percepite come estranee alla civiltà cinese e dannose per la salute pubblica, cristianesimo, islam e le 邪教 xiéjiào, "dottrine maligne"), la legislazione per le minjian xinyang ne permette una regolamentazione più fluida e ne valorizza l'importanza per la stabilità economica e sociale.

### Analisi demoscopiche
- Secondo i risultati di un censimento ufficiale forniti nel 1995 dall'ufficio di informazione dello stato cinese, in quegli anni le religioni cinesi tradizionali erano già praticate da quasi 1 miliardo di persone.[11]
- 2005: un sondaggio sulla religiosità dei cinesi urbani nelle cinque città di Pechino, Shanghai, Nantong, Wuhan e Baoding, condotto da Yao Xinzhong, trovò che solo il 5,3% della popolazione analizzata apparteneva a organizzazioni religiose, mentre il 51,8% della popolazione non era religiosa nel senso che non apparteneva ad alcun'organizzazione religiosa. Nondimeno, il 23,8% della popolazione rendeva culto regolare a dèi e antenati, il 23,1% venerava Buddha o si identificava come buddhista, il 38,5% aveva credenze o pratiche associabili alla religiosità popolare, come il feng shui o la credenza nei poteri celesti, e solo il 32,9% erano atei convinti.[21]
- Tre sondaggi condotti rispettivamente nel 2005, nel 2006 e nel 2007 dallo Horizon Research Consultancy Group su un campione prevalentemente urbano e suburbano, trovò che i buddhisti costituivano tra l'11% e il 16% della popolazione totale, i cristiani erano tra il 2% e il 4%, e i musulmani erano approssimativamente l'1%.[22] I sondaggi restituirono anche che il ~60% della popolazione credeva in concetti associati alla religione popolare, come il fato e la fortuna.[22]
- 2007: un sondaggio condotto dall'Università normale della Cina orientale prendente a campione popolazioni da diverse regioni della Cina, concluse che vi erano approssimativamente 300 milioni di credenti religiosi (≈31% della popolazione totale), di cui la vasta maggioranza ascrivibili a buddhismo, taoismo e religioni popolari.
- 2008: un sondaggio condotto da Yu Tao dell'Università di Oxford con uno schema supervisionato dal Centro per le politiche agricole cinesi e dall'Università di Pechino, analizzando le popolazioni rurali delle cinque province di Jiangsu, Sichuan, Shaanxi, Jilin, Hebei e Fujian, ognuna rappresentante differenti regioni geografiche ed economiche della Cina, rilevò che i seguaci delle religioni popolari cinesi erano il 31.9% della popolazione analizzata, i buddisti il 10,85%, i cristiani il 3,93% di cui 3,54% protestanti e 0,39% cattolici, e i taoisti erano lo 0,71%.[23] Il restante 53.41% della popolazione si dichiarava non religioso.[23]
- 2010: il Chinese Spiritual Life Survey diretto dal Centro sulla religione e la società cinese dell'Università Purdue concluse che vari tipi di religioni popolari e taoismo erano praticati da centinaia di milioni di persone; il 56,2% della popolazione o 754 milioni di persone praticavano la religione ancestrale cinese, ma solo il 16% sostenendo di "credere nell'esistenza" degli antenati; il 12,9% o 173 milioni praticavano il taoismo su un livello indistinguibile dalla religione popolare; lo 0,9% o 12 milioni di persone si identificavano esclusivamente come taoisti; il 13,8% o 185 milioni erano buddhisti, di cui l'1,3% o 17,3 milioni formalmente iniziati; il 2,4% o 33 milioni erano cristiani, di cui 2,2% o 30 milioni protestanti (dei quali solo il 38% battezzati nelle chiese ufficiali) e lo 0,02% o 3 milioni cattolici; e un ulteriore 1,7% o 23 milioni erano musulmani.[9]
- 2012: un sondaggio delle religioni in Cina fu condotto come parte dei China Family Panel Studies (CFPS), esteso a 25 province cinesi a maggioranza etnica cinese Han, e che non incluse le regioni autonome di Mongolia Interna, Ningxia, Tibet e Xinjiang, nonché Hong Kong e Macao.[24]pp. 11–12 Il sondaggio restituì che solo il ~10% della popolazione apparteneva a religioni organizzate; specificamente, il 6,75% erano buddhisti, il 2,4% erano cristiani (di cui l'1,89% protestanti e lo 0,41% cattolici), lo 0,54% erano taoisti, lo 0,46% erano musulmani, e lo 0,40% dichiaravano appartenenza ad altre religioni.[24]p. 12 Sebbene il ~90% dichiarava di non appartenere ad alcuna religione, i sondaggisti stimarono (secondo dati del 1992) che solo il 6,3% erano atei, mentre il restante 81% (≈1 miliardo di persone) pregava o rendeva onore a dèi e antenati secondo gli usi della religione tradizionale comune.[24]p. 13
- Quattro sondaggi condotti rispettivamente negli anni 2006, 2008, 2010 e 2011 come parte del Chinese General Social Survey (CGSS) dell'Università Renmin rilevarono una media del 6,2% dei cinesi identificarsi come buddhisti, 2,3% cristiani (di cui 2% protestanti e 0,3% cattolici), 2,2% membri di sette religiose popolari, 1,7% musulmani, e 0,2% taoisti.[24]p. 13
- 2012-2014: analisi pubblicate in uno studio di Fenggang Yang e Anning Hu rilevavano che il 55,5% della popolazione adulta (15+), o 578 milioni di persone in numeri assoluti, credeva in e praticava religioni popolari, includendo un 20% che praticava la venerazione degli antenati e delle divinità comuni, e il resto che praticava ciò che Yang e Hu definivano religione popolare "individuale", come la devozione individuale a divinità specifiche, per esempio Caishen. I membri delle organizzazioni religiose popolari di salvazione non vennero tenuti in considerazione in questo studio.[25] Intorno allo stesso anno, Kenneth Dean stimava a 680 milioni il numero di persone coinvolte nella religione popolare, il 51% della popolazione totale.[26] Nello steso periodo, rapporti dal governo cinese rilevavano che le sette religiose popolari (i movimenti di salvazione) avevano all'incirca lo stesso numero di seguaci delle cinque religioni riconosciute se contate tutte insieme (ossia ~13% ≈180 milioni).[27]
- Il sondaggio CFPS 2014, pubblicato nel primo 2017, restituì che un 15.87% dei cinesi si dichiaravano buddhisti, 5,94% appartenenti a non meglio specificate altre religioni, 0,85% taoisti, 0,81% membri di sette popolari, 2,53% cristiani (2,19% protestanti e 0,34% cattolici) e 0,45% musulmani. Il 73,56% della popolazione non apparteneva ad alcuna religione organizzata.[1] Il CFPS 2014 interrogò i cinesi Han riguardo alla loro credenza in certe concezioni della divinità piuttosto che all'appartenenza a un gruppo religioso, e per questa ragione (per il fatto che i cinesi siano restii a identificarsi in specifici gruppi religiosi) è considerato il sondaggio più affidabile effettuato.[3]

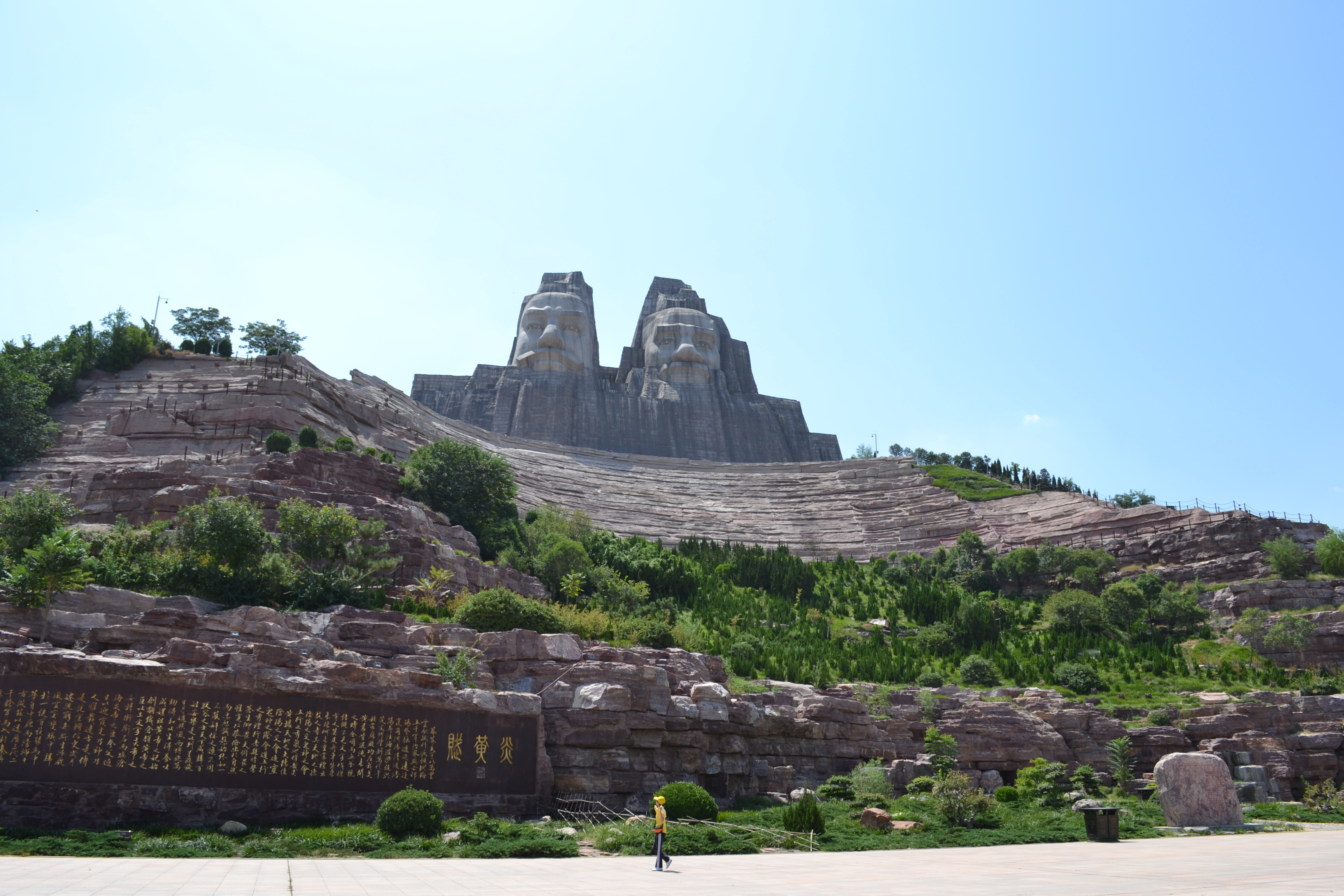
Statue di Huangdi e Yandi scolpite nella roccia presso un complesso cerimoniale per culti di stato ai due dèi-antenati dei Cinesi, incarnazioni nello spazio-tempo di potenze cosmiche (sono due delle "Cinque Forme del Dio Supremo", 五方上帝 Wǔfāng Shàngdì), a Zhengzhou, Henan.

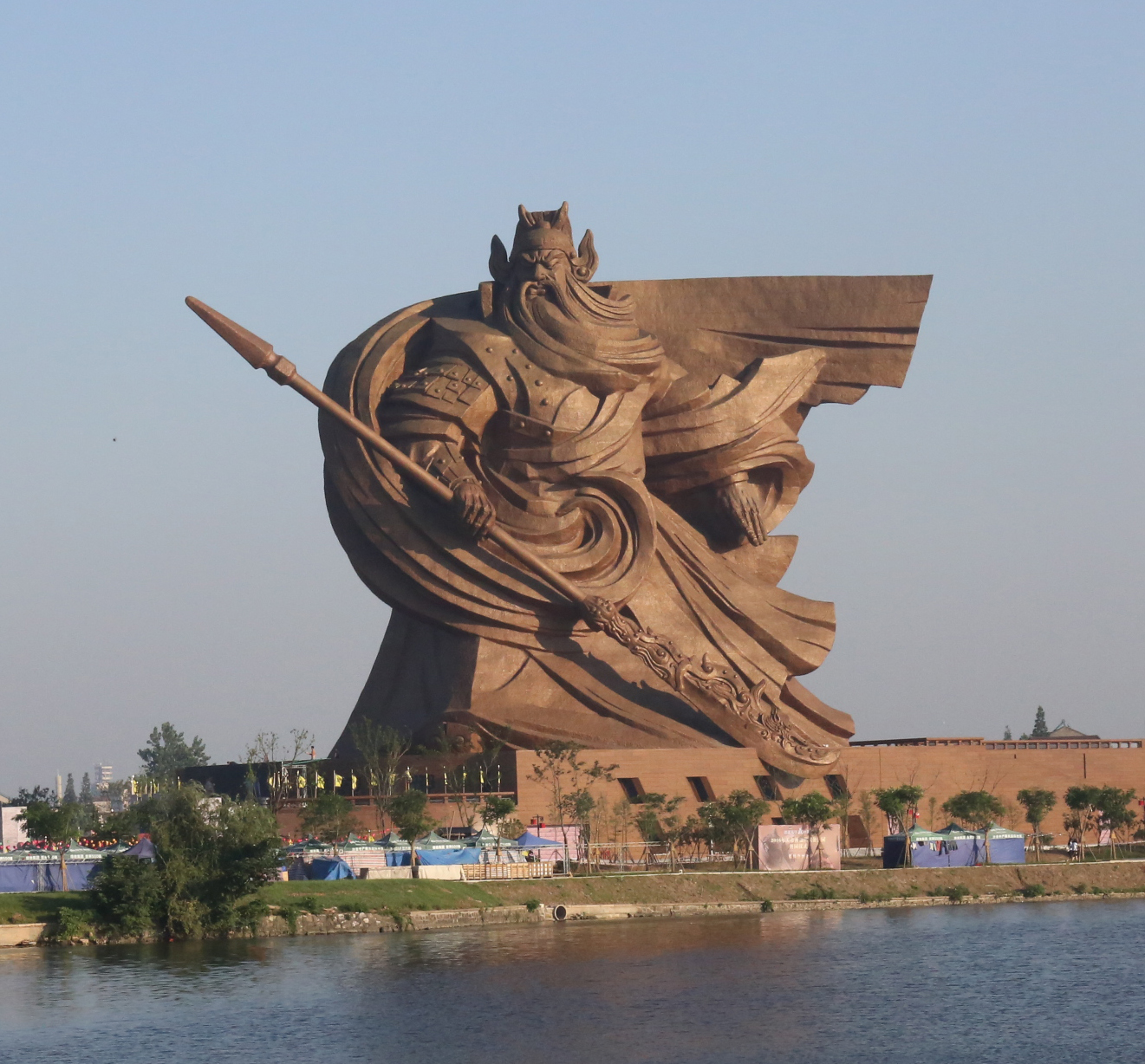
Grande statua (alta 58m) di Guan Yu, incarnazione storica della divinità marziale (武帝 wǔdì), protettore delle arti marziali cinesi, a Jingzhou, Hubei. È una delle statue più alte del mondo, molte delle quali sono proprio in Cina e rappresentano divinità, buddha (illuminati) e immortali.

Il sondaggio del 2008 di Yu Tao fornì un'analisi dettagliata delle caratteristiche sociali delle comunità religiose. Trovò che la proporzione di credenti maschi era più alta della media tra i credenti delle religioni popolari, i taoisti e i cattolici, mentre era inferiore alla media tra i protestanti. La comunità buddhista mostrava la maggiore equità di distribuzione tra credenti maschi e femmine. Riguardo all'età dei credenti, i credenti nelle religioni popolari e i cattolici tendevano ad essere più giovani della media, mentre i protestanti e i taoisti erano più anziani della media. La comunità cristiana era più soggetta delle altre religioni ad avere membri appartenenti alle minoranze etniche della Cina. Lo studio analizzò anche la proporzione dei credenti che erano al contempo membri della sezione locale del Partito Comunista Cinese, trovando che era eccezionalmente elevata tra i taoisti, mentre la proporzione più bassa era tra i protestanti. Riguardo a educazione e ricchezza, il sondaggio rilevò che le popolazioni più ricche erano quelle dei buddhisti e dei cattolici, mentre i più poveri erano i protestanti; taoisti e cattolici erano i maggiormente scolarizzati, mentre i meno educati erano i protestanti. Questi rilevamenti confermano descrizioni di Francis Ching-Wah Yip della popolazione protestante come composta in prevalenza da genti rurali, illetterati e semi-illetterati, anziani e donne, già negli anni 1990 e i primi 2000. Uno studio del 2017 sulla comunità cristiana di Wuhan trovò le stesse caratteristiche socio-economiche, con l'aggiunta che i cristiani erano più propensi a soffrire di malattie fisiche e mentali rispetto alla popolazione generale.
I risultati del sondaggio dei China Family Panel Studies del 2012 mostravano che i buddhisti tendevano ad essere più giovani e meglio scolarizzati, mentre i cristiani erano più anziani e più propensi ad essere illetterati.pp. 17–18 Inoltre, i buddhisti erano generalmente ricchi, mentre i cristiani erano più comunemente appartenenti alle fasce più povere della popolazione.pp. 20–21 La provincia dello Henan concentrava la maggior percentuale di cristiani in tutta la Cina, intorno al 6%.p. 13 Secondo Ji Zhe, il buddhismo Chán e forme di religione popolare individuali e non-istituzionalizzate sono quelle più di successo tra la gioventù cinese contemporanea.
V'è stata molta speculazione da parte di alcuni autori occidentali riguardo al numero dei cristiani in Cina (nello specifico, infondate sovrastime del loro numero). Chris White, in un saggio del 2017 per il dipartimento di studio di religioni ed etnie della Società Max Planck, critica i dati e le nozioni messe in circolazione da tali autori, che includono personaggi quali Rodney Stark e Fenggang Yang. White nota come questi autori operino nel solco di un "pregiudizio evangelico americano" che trova risonanza nei media popolari, specialmente statunitensi. I loro dati sono per la maggior parte infondati o manipolati attraverso interpretazioni indebite, e "i risultati dei sondaggi [sulle religioni in Cina] non supportano le asserzioni di tali autori".
| Religione                                         | CSLS 2010     | CSLS 2010 |
| Religione                                         | Numero        | %         |
| ------------------------------------------------- | ------------- | --------- |
| Religione tradizionale cinese                     | 932 000 000   | 69,5%     |
| Culto pubblico e privato agli dèi e agli antenati | 754 000 000   | 56,2      |
| Religioni popolari influenzate dal Taoismo        | 173 000 000   | 12,9      |
| Solo Taoismo (discepoli/iniziati)                 | 12 000 000    | 0,8       |
| Buddhismo                                         | 185 000 000   | 13,8      |
| Discepoli/iniziati buddhisti                      | 17 300 000    | 1,3       |
| Cristianesimo                                     | 33 000 000    | 2,4       |
| Protestantesimo                                   | 30 000 000    | 2,2       |
| Cattolicesimo                                     | 3 000 000     | 0,2       |
| Islam                                             | 23 000 000    | 1,7       |
| Non religiosi/altro                               | 168 805 331   | 12,6      |
| Popolazione totale                                | 1 339 724 852 | 100       |

### Distribuzione geografica e variazioni culturali locali

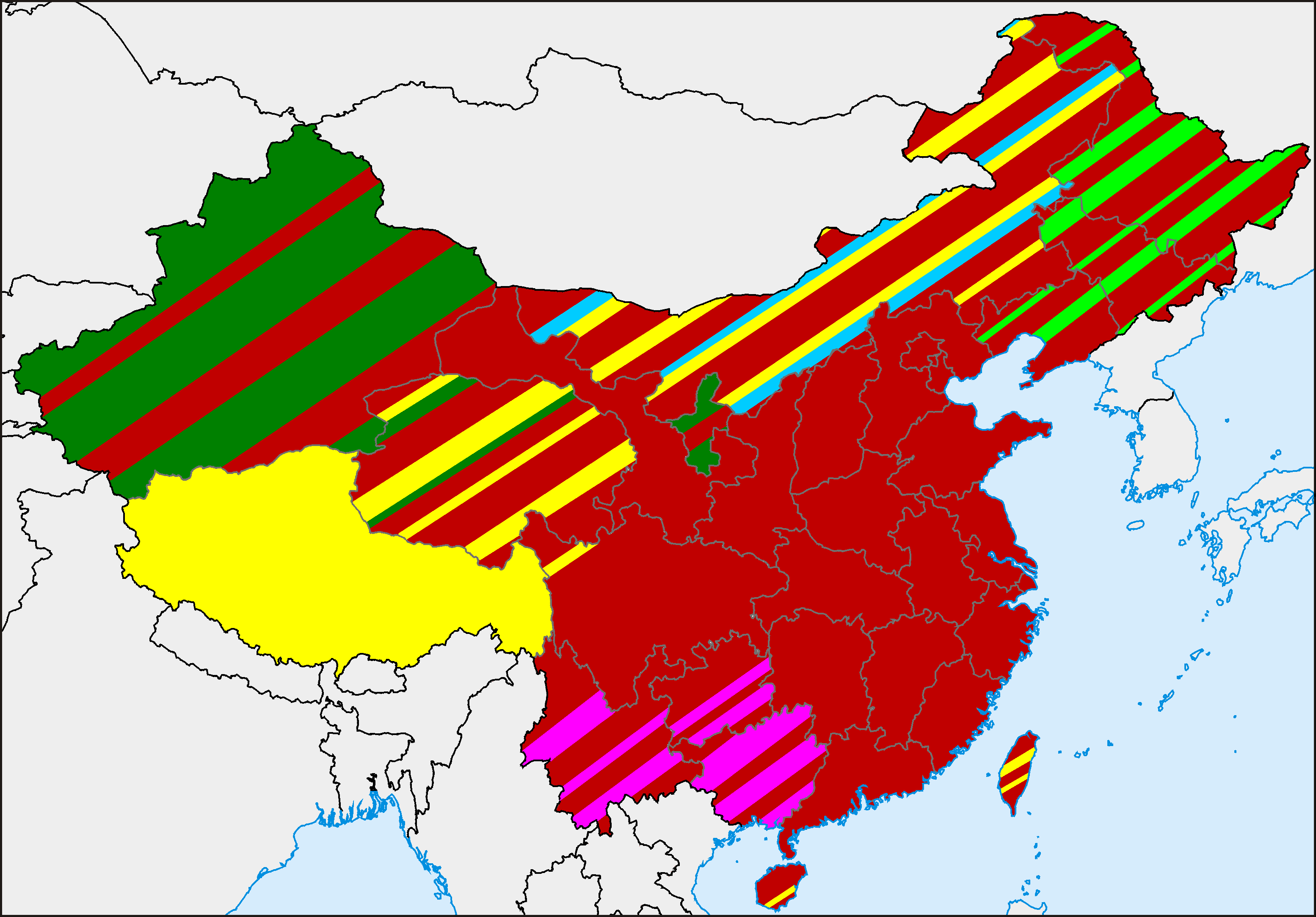
Distribuzione geografica delle religioni in Cina.
religione tradizionale cinese (e confucianesimo, taoismo, e buddhismo cinese)
buddhismo tout court (non mescolato con la religione cinese)
islam
religioni indigene delle minoranze etniche
religione popolare mongola (sciamanesimo o tengrianesimo mongolo)
religione popolare del nordest influenzata dallo sciamanesimo tunguso e mancese

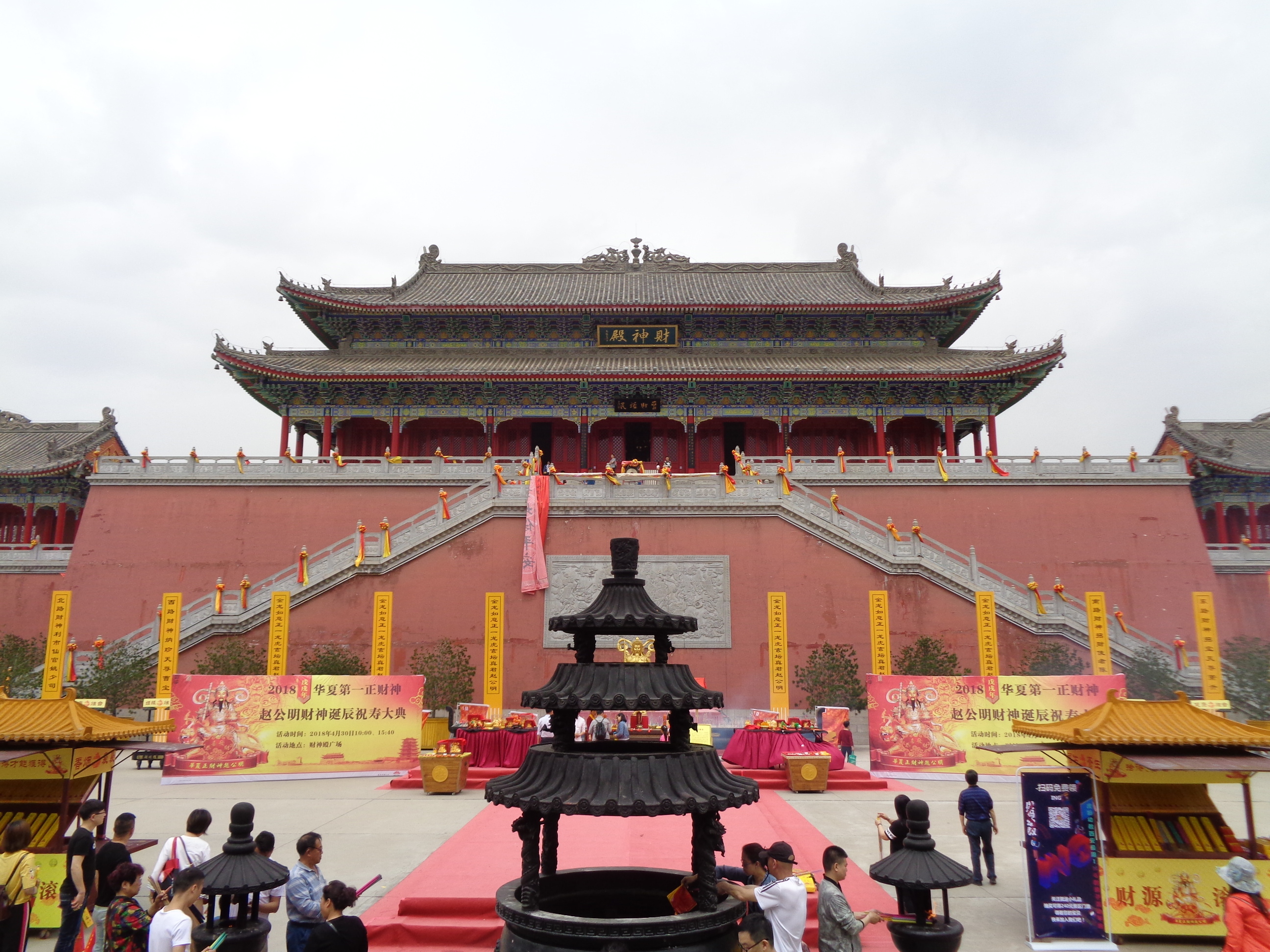
Tempio di Zhao Gongming (赵公明), incarnazione del Cáishén (财神, "Dio della Ricchezza"), a Zhouzhi, Xi'an, Shaanxi.

| Province         | Religione patriarcale (culto degli avi) cinese | Buddhismo | Cristianesimo | Islam   |
| ---------------- | ---------------------------------------------- | --------- | ------------- | ------- |
| Fujian           | 31,31%                                         | 40,40%    | 3,97%         | 0,32%   |
| Zhejiang         | 23,02%                                         | 23,99%    | 3,89%         | <0,2%   |
| Guangxi          | 40,48%                                         | 10,23%    | 0,15%         | <0,2%   |
| Guangdong        | 43,71%                                         | 5,18%     | 0,68%         | <0,2%   |
| Yunnan           | 32,22%                                         | 13,06%    | 0,68%         | 1,52%   |
| Guizhou          | 31,18%                                         | 1,86%     | 0,49%         | 0,48%   |
| Jiangsu          | 16,67%                                         | 14,17%    | 2,67%         | <0,2%   |
| Jiangxi          | 24,05%                                         | 7,96%     | 0,66%         | <0,2%   |
| Shandong         | 25,28%                                         | 2,90%     | 1,54%         | 0,55%   |
| Chongqing        | 26,63%                                         | 0,85%     | 0,28%         | <0,2%   |
| Hunan            | 20,19%                                         | 2,44%     | 0,49%         | <0,2%   |
| Shanxi           | 15,61%                                         | 3,65%     | 1,55%         | <0,2%   |
| Henan            | 7,94%                                          | 5,52%     | 4,95%         | 1,05%   |
| Jilin            | 7,73%                                          | 8,23%     | 3,26%         | <0,2%   |
| Anhui            | 4,64%                                          | 7,83%     | 4,32%         | 0,58%   |
| Gansu            | 3,51%                                          | 6,85%     | 0,28%         | 6,64%   |
| Heilongjiang     | 7,73%                                          | 4,39%     | 3,63%         | 0,35%   |
| Shaanxi          | 7,58%                                          | 6,35%     | 1,66%         | 0,4%    |
| Liaoning         | 7,73%                                          | 5,31%     | 1,99%         | 0,64%   |
| Sichuan          | 10,6%                                          | 2,06%     | 0,30%         | <0,2%   |
| Hubei            | 6,5%                                           | 2,09%     | 1,71%         | <0,2%   |
| Hebei            | 5,52%                                          | 1,59%     | 1,13%         | 0,82%   |
| Hainan           | –                                              | –         | 0,48%         | <0,2%   |
|                  |                                                |           |               |         |
| Pechino          | –                                              | 11,2%     | 0,78%         | 1,76%   |
| Shanghai         | –                                              | 10,30%    | 1,88%         | 0,36%   |
| Tianjin          | –                                              | –         | 0,43%         | <0,2%   |
|                  |                                                |           |               |         |
| Tibet            | –                                              | ~78%      | –             | 0,39%   |
| Xinjiang         | –                                              | –         | 1,0%          | 57,99%  |
| Ningxia          | –                                              | –         | 1,17%         | 33,99%  |
| Qinghai          | –                                              | –         | 0,76%         | 17,51%  |
| Mongolia Interna | 2,36%                                          | 12,1%     | 2,0%          | 0,91%   |
| Cina             | 16%                                            | 15%       | 2,5%          | 2%p. 13 |

Distribuzione geografica delle religioni in Cina, per provincia:
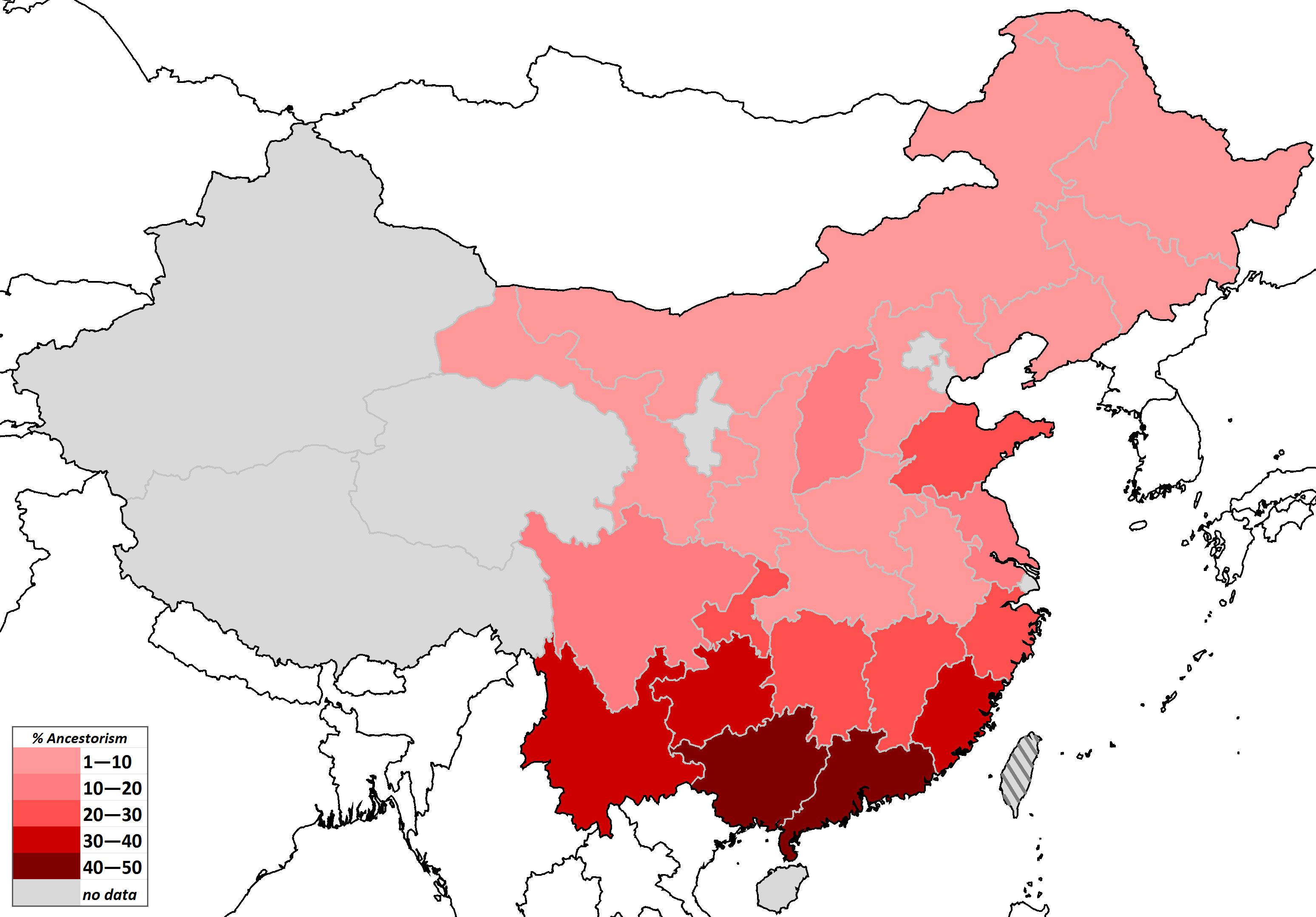
Mappatura del culto degli avi cinese, o religione ancestrale cinese (min. 1-10%, max. 40-50%)
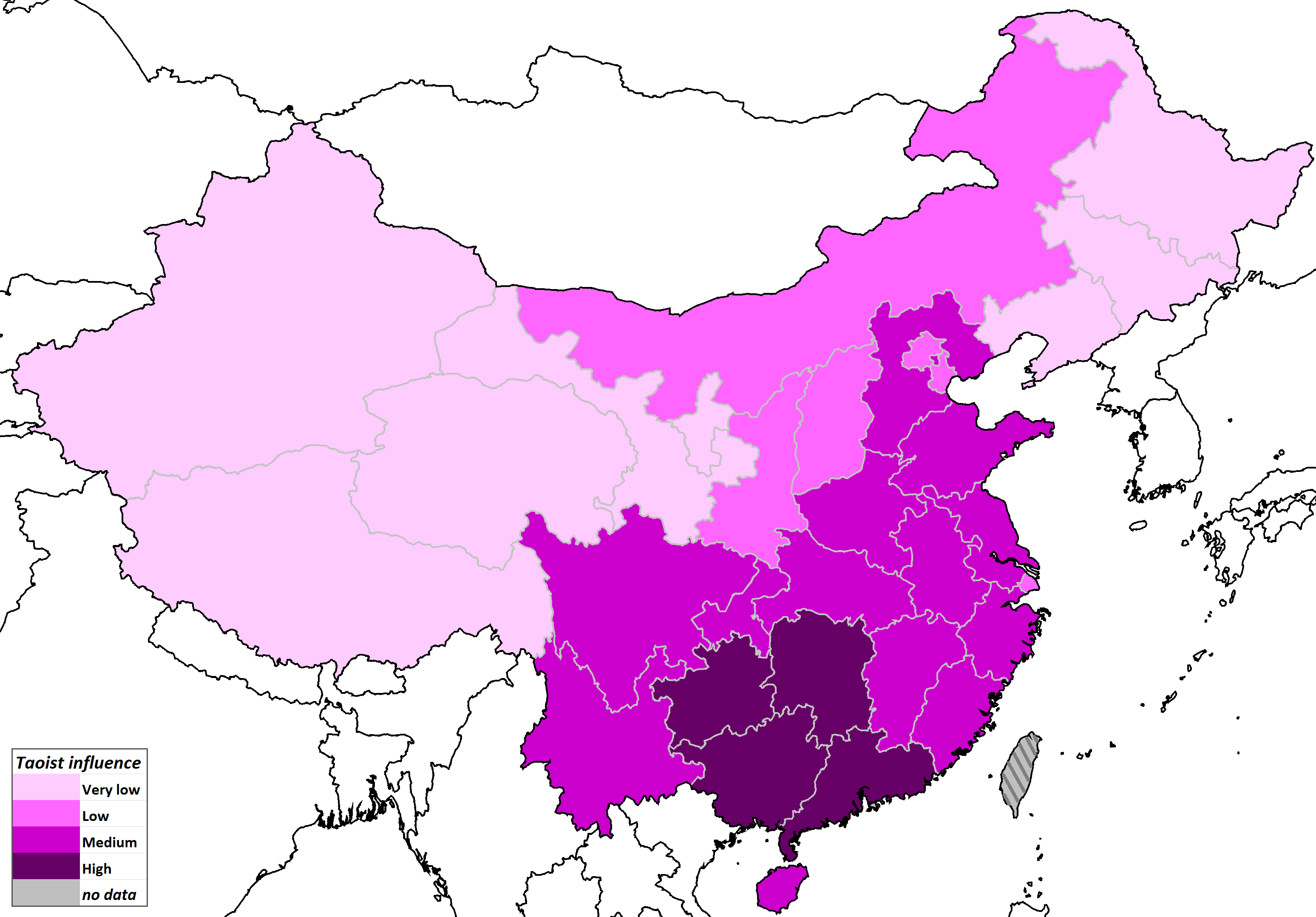
Influenza del taoismo, i.e. della religione tradizionale diretta dal clero taoista (min. basso impatto, max. forte impatto)
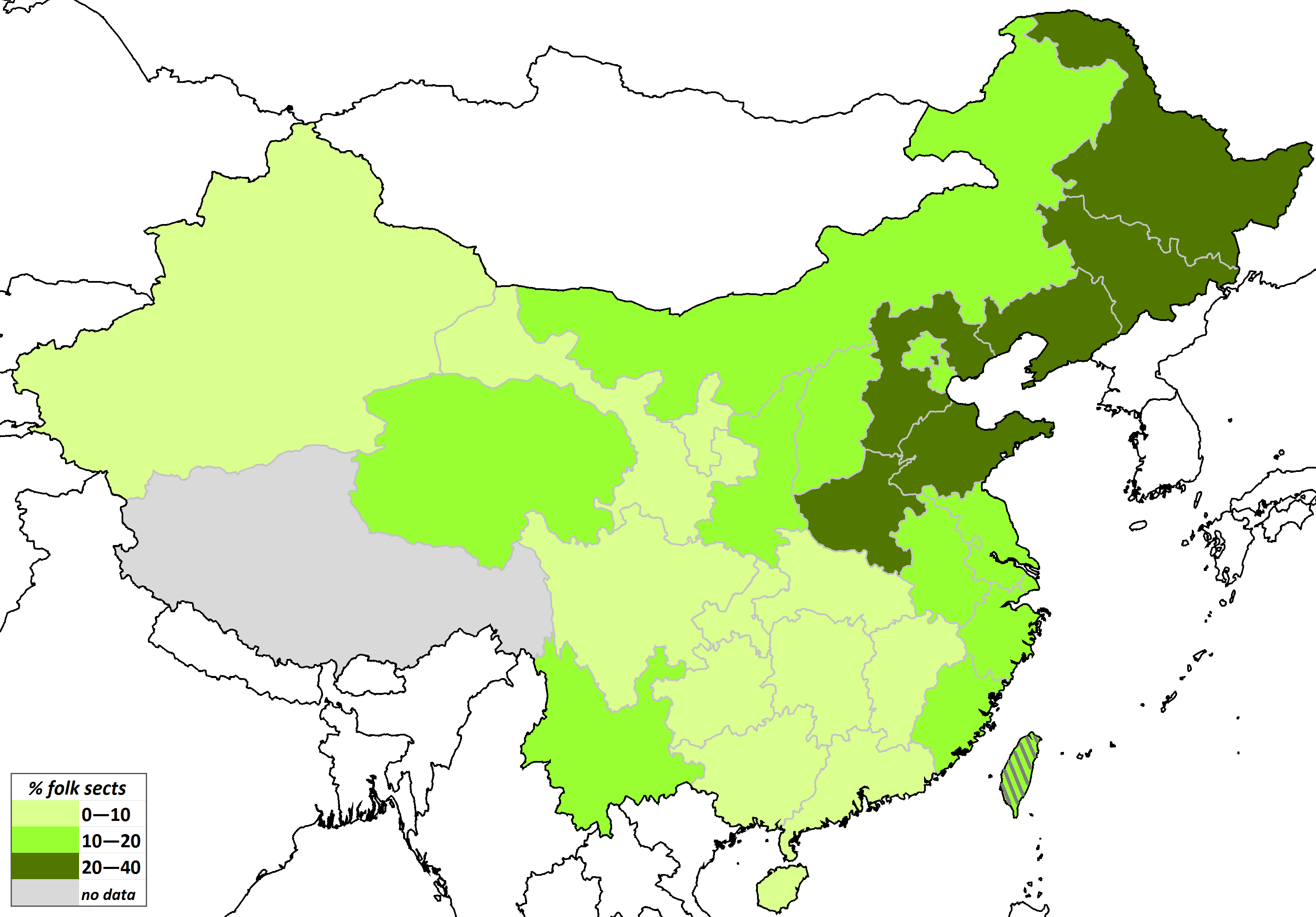
Influenza dei movimenti popolari di salvazione, chiese confuciane e movimenti jiaohua (min. 0-10%, max. 20-40%)

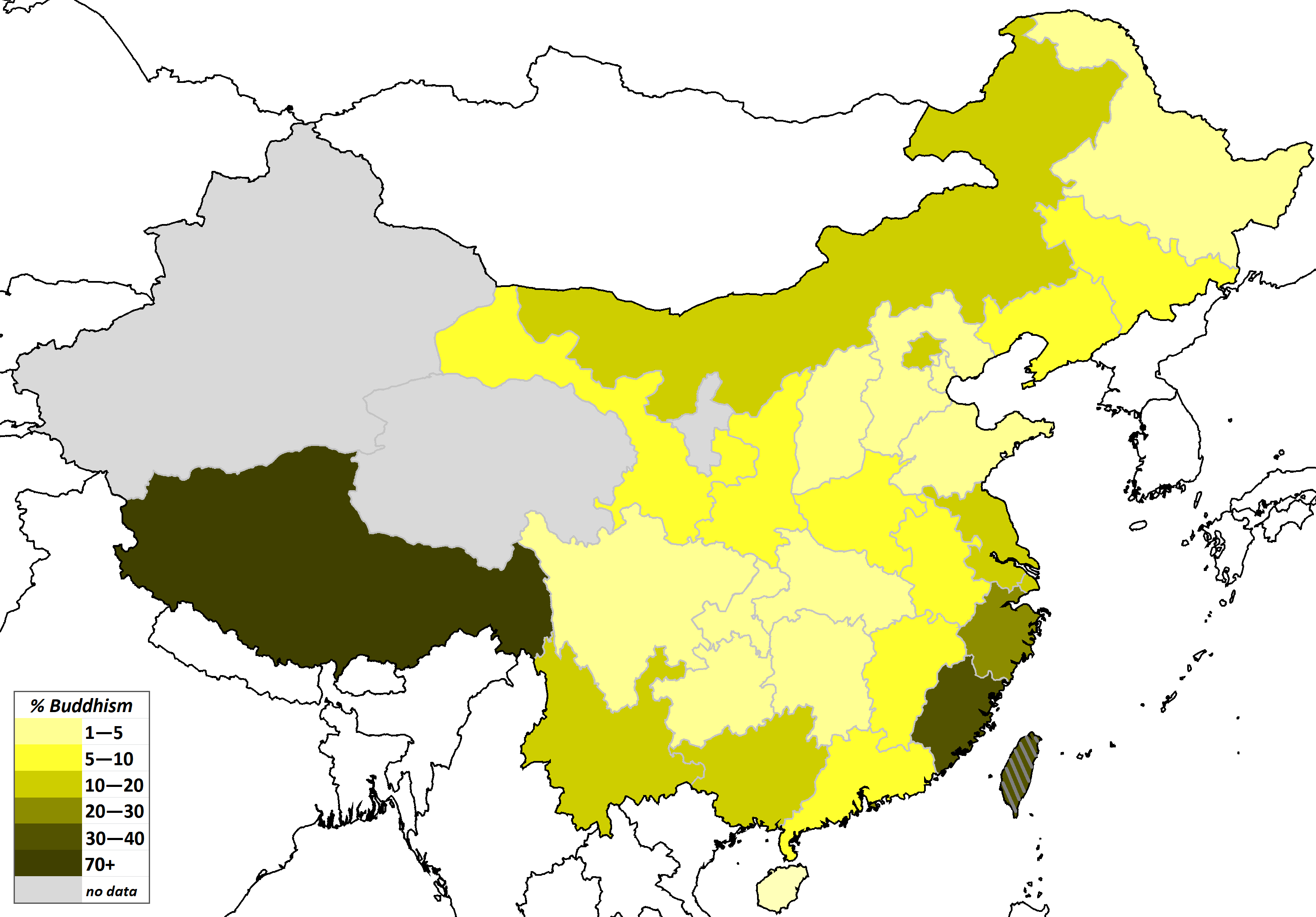
Mappatura del buddhismo (min. 1-5%, max. 70%)
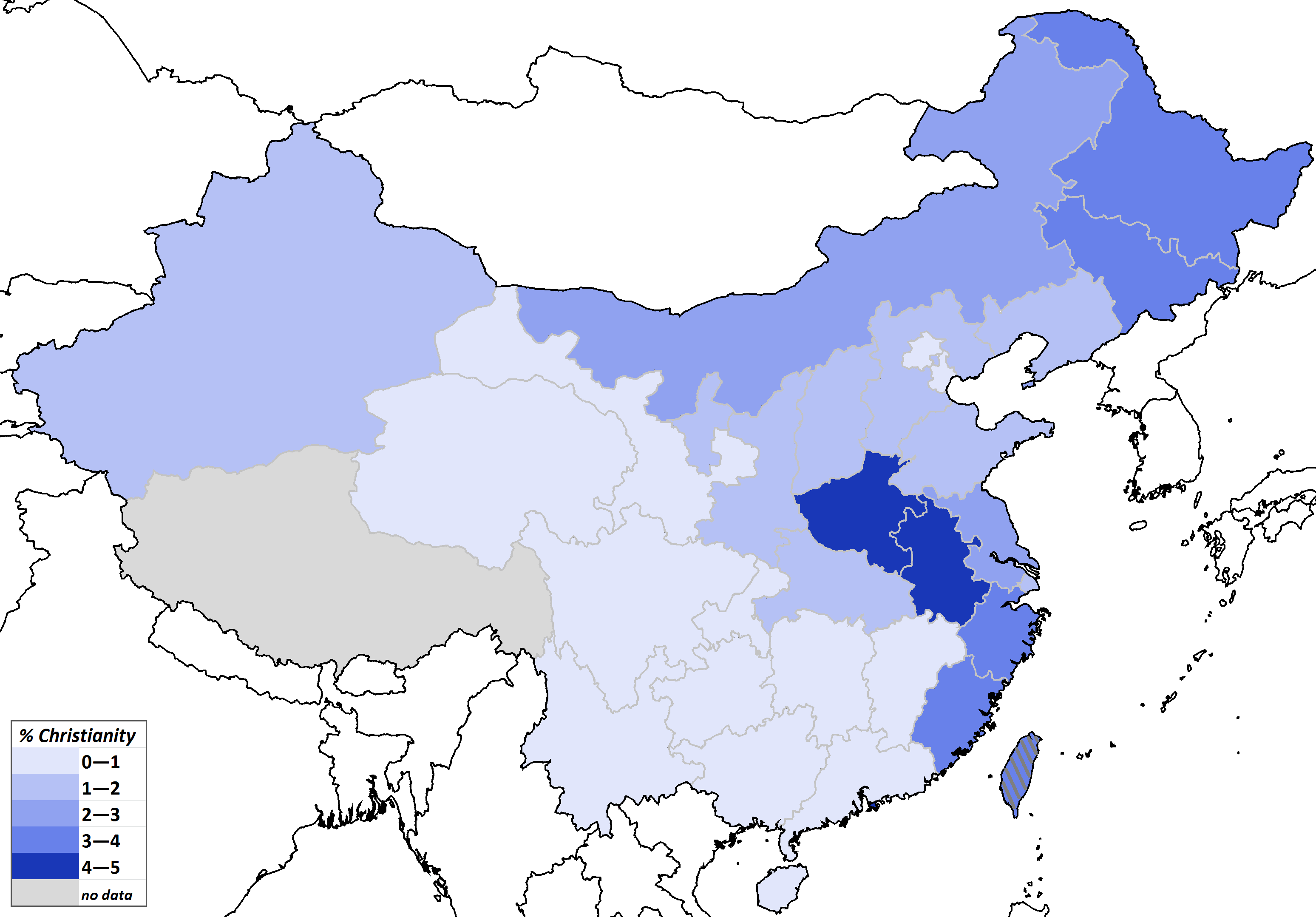
Mappatura del cristianesimo (min. 0-1%, max. 4-5%)
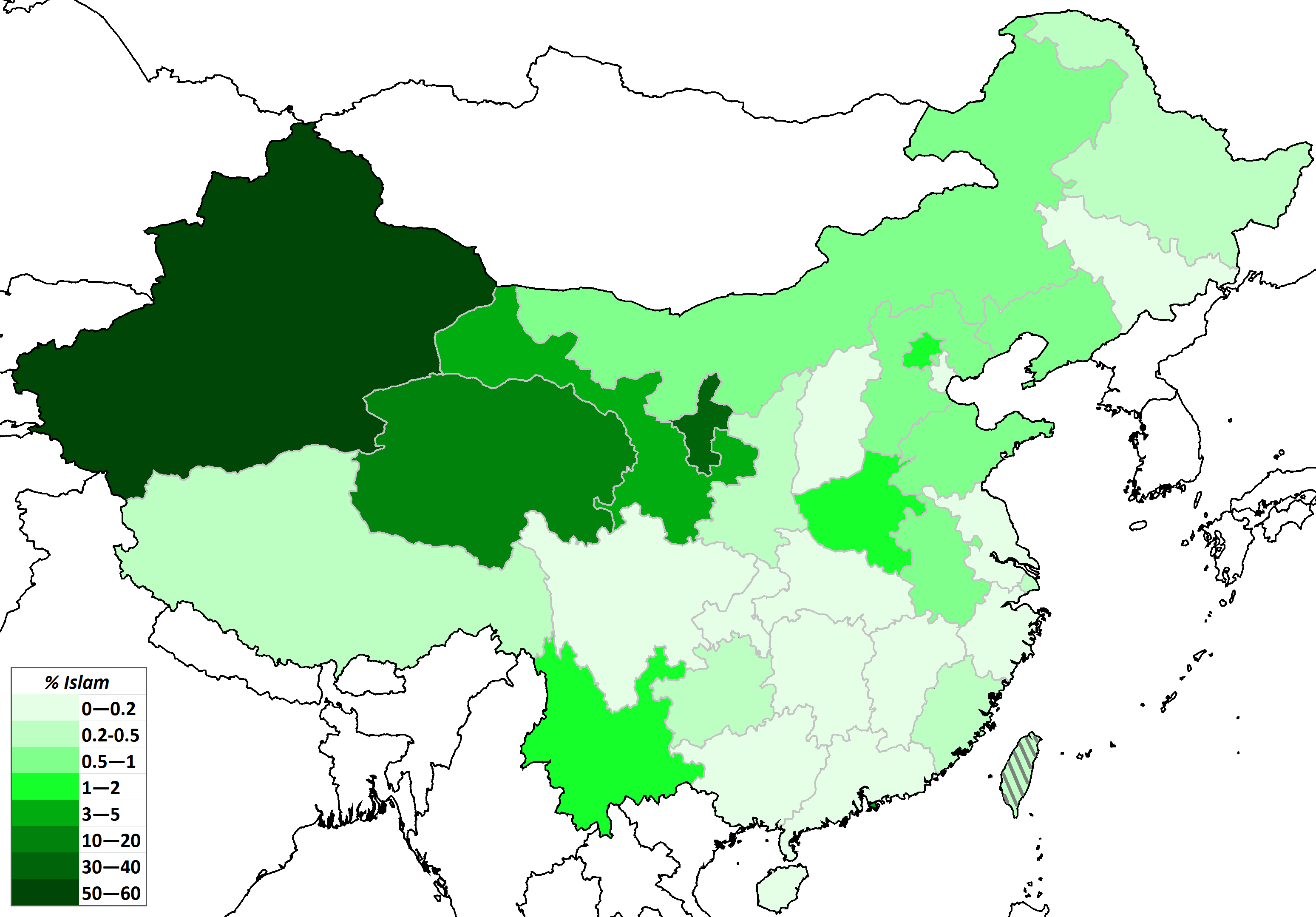
Mappatura dell'islam (min. 0-0,2%, max. 50-60%)

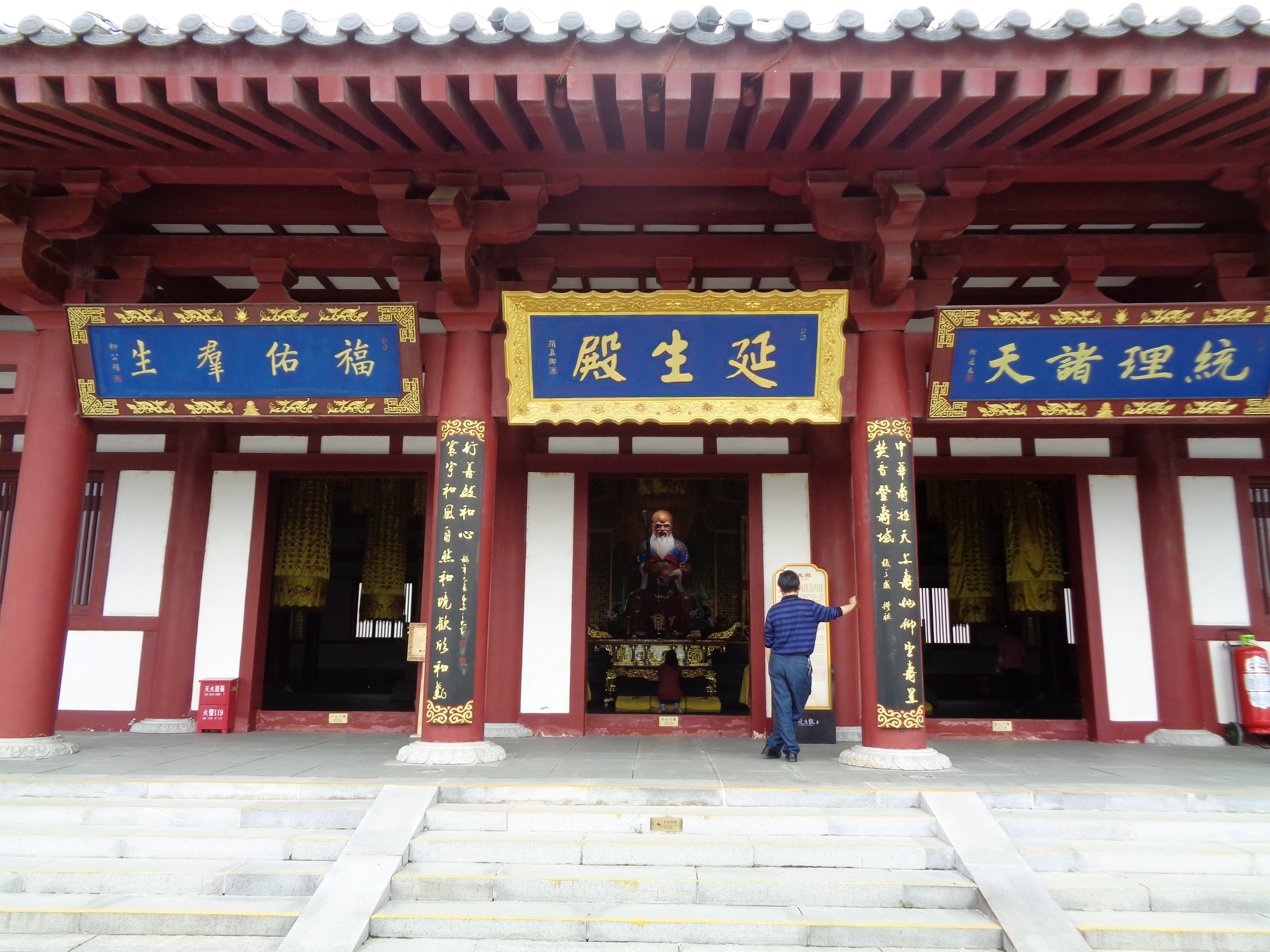
Sala principale dello 延生观 Yánshēngguān, "Tempio della Lunga Vita", del taoismo, a Zhouzhi, Xi'an, Shaanxi.

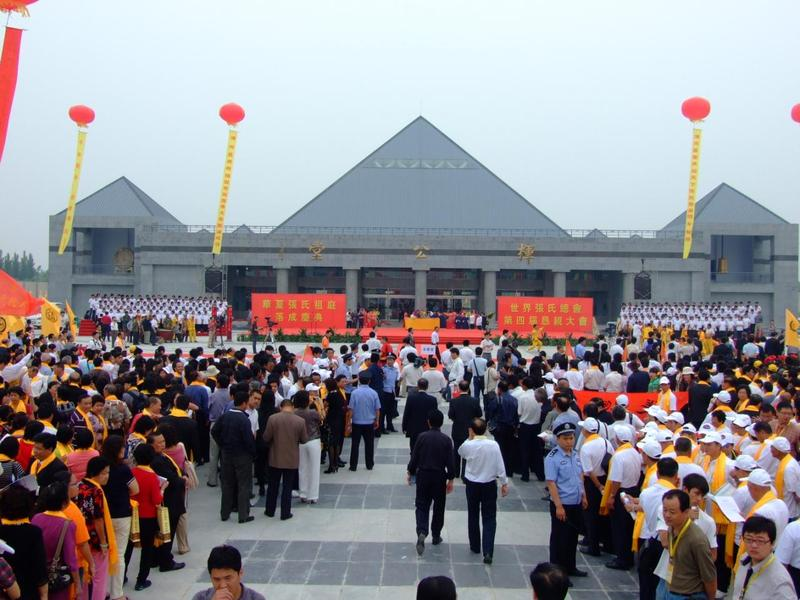
Cerimonia al Grande Tempio del Signore Zhang Hui (张挥公大殿 Zhāng Huī gōng dàdiàn), il santuario ancestrale cattedrale del lignaggio Zhang, nella loro città ancestrale, ossia Qinghe, in Hebei.

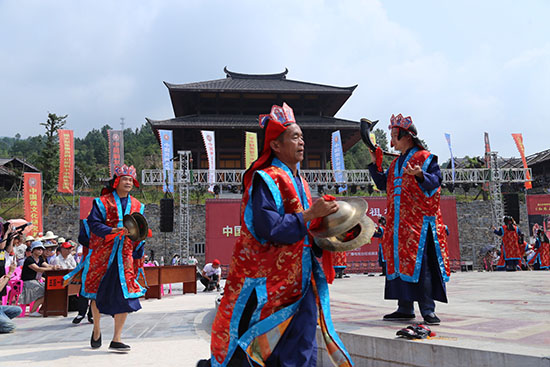
Sacerdoti del nuo (esorcisti), tradizionalmente considerati sciamani (巫 wu), eseguono un rito al Tempio Nuo di Chiyou a Xinhua, Loudi, Hunan.

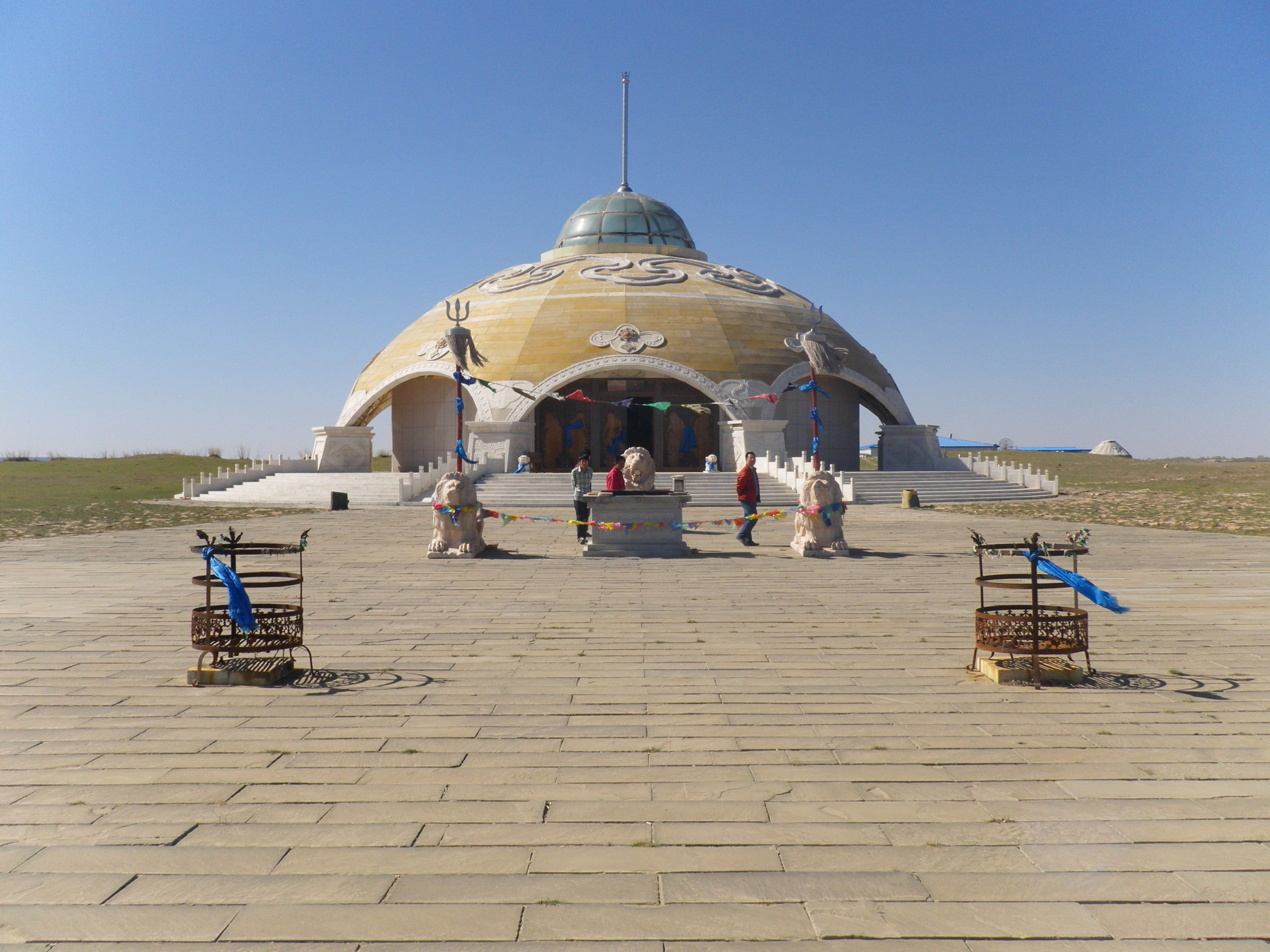
Tempio del Sulde Bianco di Gengis Khan a Uxin in Mongolia Interna, nel deserto di Ordos o Mu Us. Il culto di Gengis Khan è condiviso dalle religioni tradizionali cinesi e mongole.

Le varietà di religione cinese sono distribuite in gradi diversi attraverso il territorio del vasto Paese. Le province meridionali hanno esperito la rinascita più evidente dei culti popolari, anche se essi sono presenti attraverso tutta la Cina in una grande varietà di forme, interconnesse con il taoismo, le tradizioni di maestri ritualisti o fashi, il confucianesimo, i riti esorcistici (傩 nuó), gli sciamanesimi e altre forme religiose. Il Taoismo Quanzhen è presente soprattutto nel nord, mentre il Sichuan è l'area dove il Taoismo Tianshi si sviluppò e i primi Maestri del Cielo avevano la loro sede. Lungo la costa sud-orientale, il taoismo è rilevato dominare l'attività rituale della religione popolare, sia in forme registrate che non (il Taoismo Zhengyi e ordini fashi non riconosciuti). Dagli anni 1990, il taoismo si è molto sviluppato in quest'area.
Vari studiosi vedono la "religione cinese del nord" come distinta dalle pratiche del sud. La religione tradizionale delle province meridionali e sud-orientali è principalmente focalizzata sul lignaggio gentilizio e le relative organizzazioni religiose (zōngzú xiéhuì 宗族协会) e sul culto di dèi-antenati. La religione popolare della Cina centro-settentrionale intorno alla grande Pianura Centrale, diversamente, si focalizza sul culto comunitario devoluto a divinità tutelari della creazione e della natura come simboli identitari, da parte di villaggi popolati da famiglie dai cognomi differenti, strutturati in "comunità dedicate a un dio" (shénshè 神社, o huì 会, "associazioni"), che organizzano le cerimonie templari (miàohuì 庙会), che comprendono processioni e pellegrinaggi, e sono guidate da ritualisti locali (fashi), cariche spesso ereditarie e legate all'autorità secolare. Le religioni popolari del nord e del sud hanno anche pantheon diversi, di cui quello del nord composto da dèi della mitologia cinese più antica.
I movimenti popolari di salvazione hanno storicamente avuto maggiore successo intorno alla pianura centrale e nelle province del nord-est piuttosto che nel sud della Cina, e la religione popolare delle province centro-settentrionali condivide caratteristiche di tali sette, come la grande importanza data alle dee madri e allo sciamanesimo, così come alla trasmissione di scritture.p. 92 Anche le organizzazioni o chiese confuciane e le organizzazioni jiaohua hanno storicamente trovato maggiore risonanza nella popolazione del nord-est; negli anni 1930 la Chiesa Universale della Via e della Virtù (万国道德会 Wànguó Dàodéhuì) da sola aggregava almeno il 25% della popolazione dello stato del Manciukuò e nello Shandong odierno è stata rilevata una forte crescita di gruppi confuciani.
Vincent Goossaert fa la distinzione, allo stesso tempo riconoscendola come una semplificazione, tra un "sud taoista" e un "centro-nord confuciano/a religione di villaggio",p. 47 con il contesto nordico caratterizzato anche da importanti ordini di maestri "taoisti popolari", un ordine essendo quello degli 阴阳生 yīnyángshēng,p. 86 e tradizioni settarie,p. 92 nonché da una scarsa influenza di buddhismo e taoismo "ufficiali".p. 90
La religione popolare del nord-est della Cina (la Manciuria) ha caratteri unici derivanti dall'interazione della religione degli Han con gli sciamanesimi dei Tungusi e dei Manciù in particolare; queste caratteristiche includono la pratica del chūmǎxiān (出马仙 "cavalcare per gli immortali"), il culto di dèi-volpe e altre divinità zoomorfe, e del Grande Signore delle Tre Volpi (胡三太爷 Húsān Tàiyé) e la Grande Signora delle Tre Volpi (胡三太奶 Húsān Tàinǎi) usualmente posti alla testa dei pantheon. Invece, nella regione della Mongolia Interna ha avuto luogo una significativa integrazione dei cinesi Han nella religione popolare tradizionale della regione mongola.
Attraverso tutta la Cina, la religione Han ha anche acquisito divinità dalla religione popolare tibetana, specialmente dèi della ricchezza. In Tibet, e attraverso la più vasta Cina occidentale, nonché in Mongolia Interna, v'è stata una crescita del culto devoluto al dio Gesar con l'esplicito supporto del governo cinese, Gesar essendo un eroe culturale interetnico sino-tibetano, mongolo e mancese al contempo — gli Han lo identificano come un aspetto del dio della guerra in analogia a Guan Yu —, la cui mitologia è incorporata in un poema epico di grande importanza culturale.
Le scuole cinesi del buddhismo sono praticate soprattutto nelle parti orientali della Cina. D'altro lato, il buddhismo tibetano è dominante in Tibet e ha una presenza significativa in altre province occidentali dove i Tibetani costituiscono una parte importante della popolazione, oltre ad avere una forte influenza nella Mongolia Interna. La tradizione tibetana esercita anche un crescente influsso sui cinesi Han.
Il cristianesimo è concentrato in particolare nelle tre province di Henan, Anhui e Zhejiang. Le ultime due province citate furono quelle coinvolte nella sanguinosa Rivolta dei Taiping (iniziata da un movimento para-cristiano), e lo Zhejiang insieme allo Henan furono centri nevralgici dell'intensa attività missionaria protestante in Cina protrattasi tra il 1807 e il 1953. L'islam è la religione maggioritaria in aree abitate dai cinesi Hui (i cinesi musulmani), in particolare la provincia del Ningxia, e nella provincia dello Xinjiang che è abitata dagli Uiguri, anch'essi musulmani. Molti gruppi etnici minoritari seguono le loro religioni tradizionali ed etniche: il benzhuismo (本主教 běnzhǔjiào) dei Bai, il bimoismo (毕摩教 bìmójiào) degli Yi, il Bön (苯教 běnjiào) praticato da molti Tibetani, il dongbaismo (东巴教 dōngbajiào) dei Naxi, le religioni etniche dei Miao, dei Qiang, degli Zhuang, degli Yao, gli sciamanesimi (萨满教 sàmǎnjiào) e i tengrianesimi (腾格里教 ténggélǐjiào) mancesi e mongoli.

## Religioni maggioritarie

### Religioni tradizionali cinesi—xinyangdiffusi ezongjiaotradizionali

#### Culti di dèi e antenati

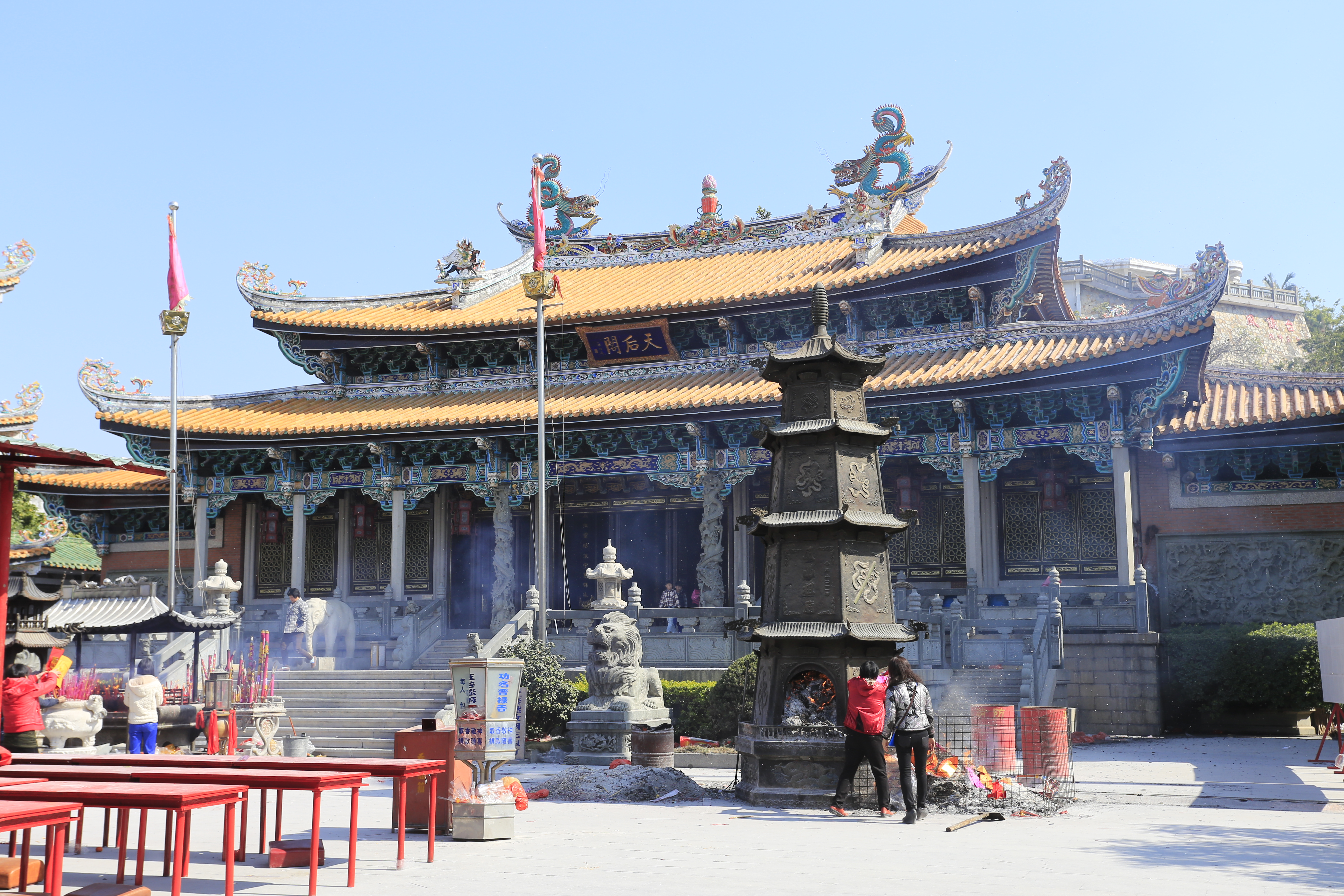
Tempio di Mazu, la dea dei mari, a Shanwei, Guangdong.

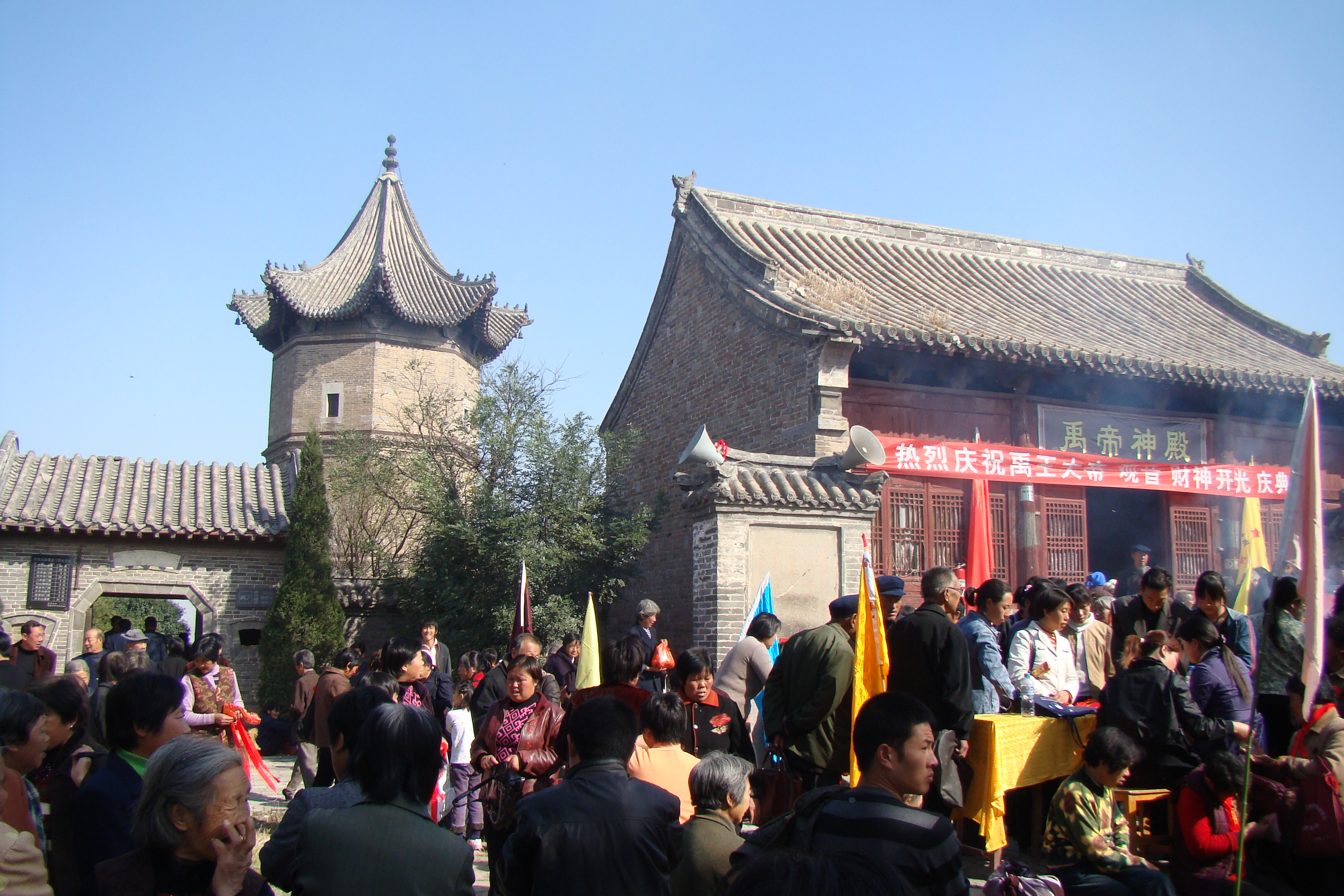
Cerimonia al tempio del Dio di Giada a Hebi, Henan.

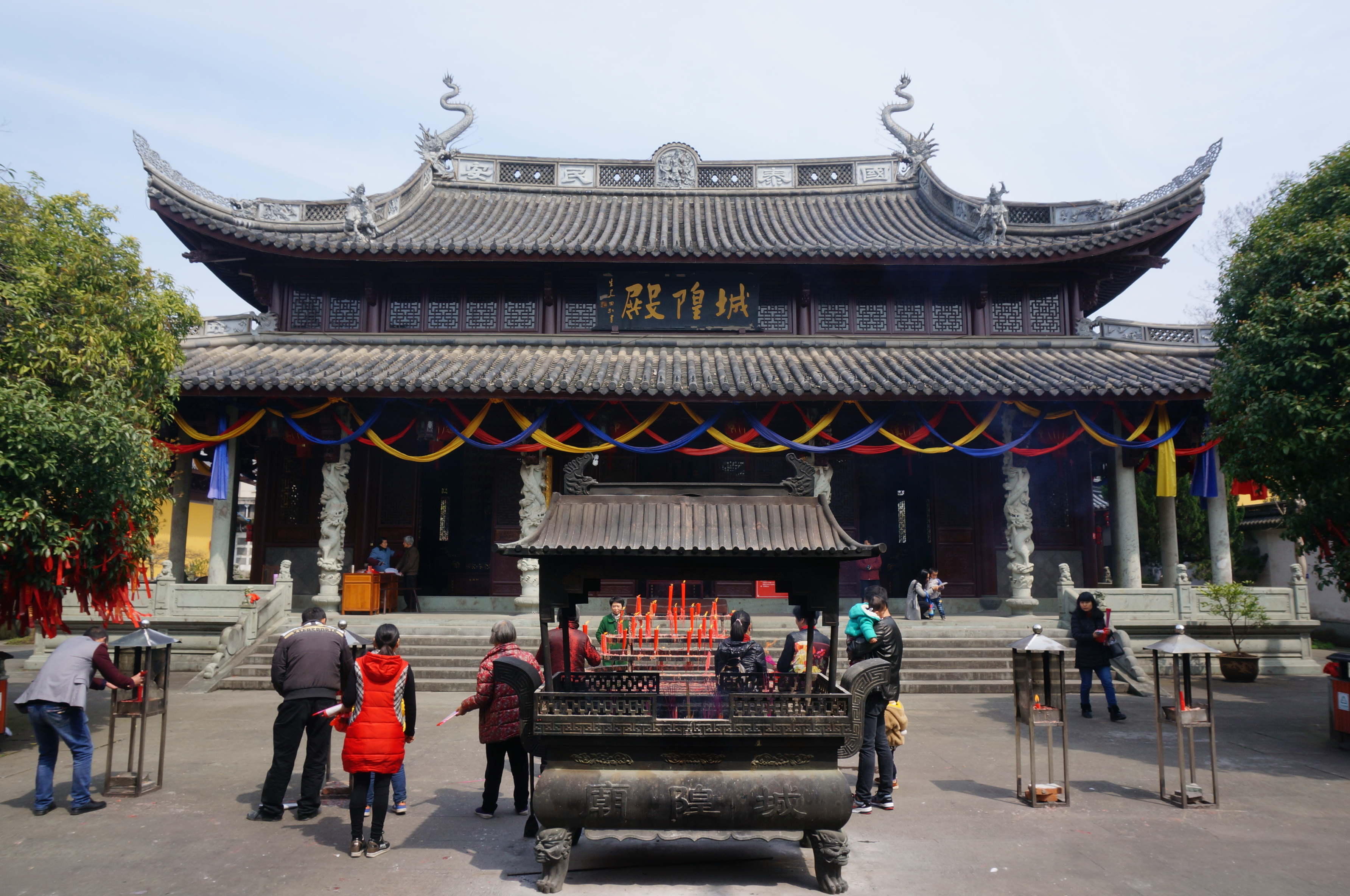
Tempio del Dio della Città, nella contea di Sheng, Zhejiang.

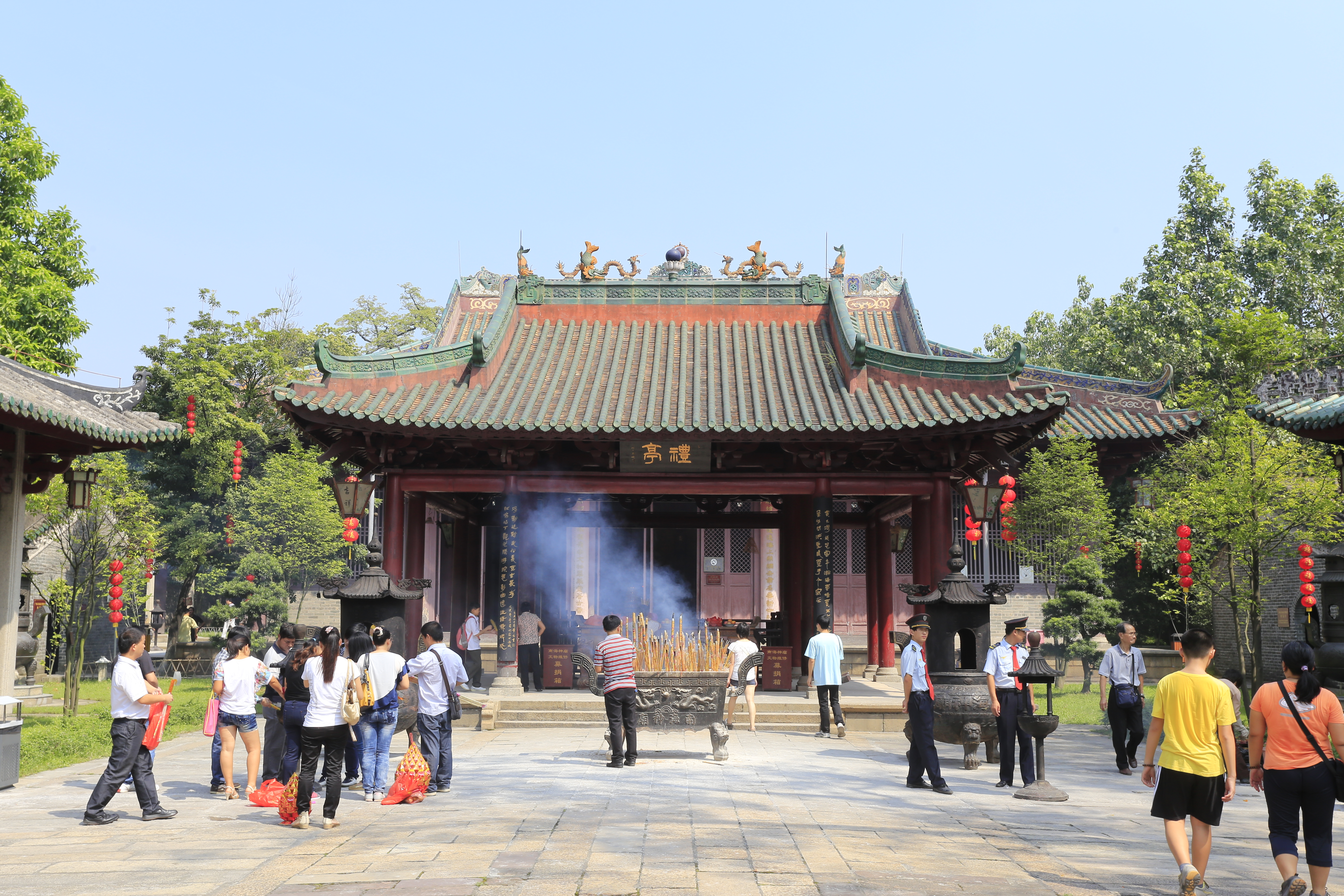
Tempio del Dio del Mare del Sud a Guangzhou, Guangdong.

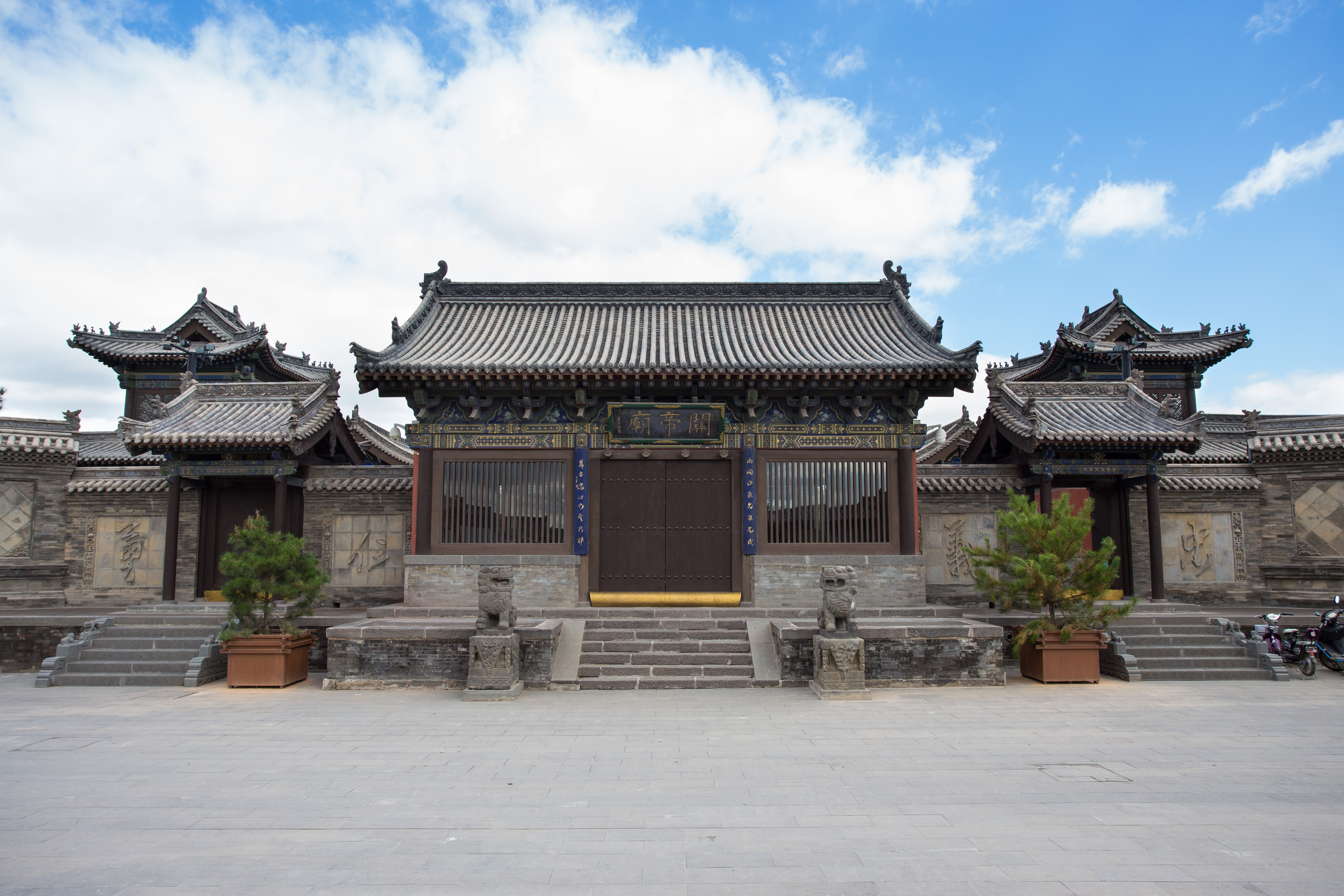
Tempio di Guandi, il dio della guerra, a Datong, Shanxi.

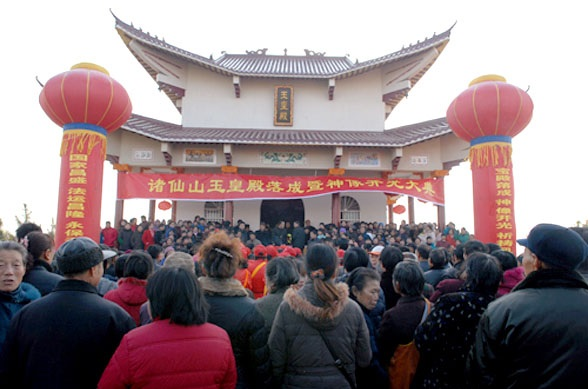
Persone radunate di fronte a un santuario ancestrale nella contea di Hong'an, Hubei.

La religione tradizionale o popolare cinese, altresì detta semplicemente "religione cinese", è la religione maggioritaria, "di sostrato" a tutte le altre, praticata dai cinesi Han e anche da alcune minoranze etniche, condivisa sia dalle élite che dalla gente comune. Tale tradizione consiste nel culto a dèi del mondo naturale, antenati, nell'esorcismo di forze nocive, e nella credenza che un ordine razionale strutturi l'universo in ogni sua espressione, ordine che può essere influenzato dagli esseri umani e dai loro governanti. Dèi e immortali (神 shén e 仙 xiān) possono essere progenitori dei gruppi e dei lignaggi familiari, dèi dei fenomeni naturali, e dei comportamenti umani.
La religione tradizionale cinese è "diffusa" piuttosto che "istituzionale", nel senso che non ha scritture canoniche e clero unitari — anche se fa riferimento al vasto patrimonio culturale rappresentato dai classici letterari cinesi —, e le sue pratiche e credenze sono trasmesse di generazione in generazione per mezzo della mitologia e di forme popolari di letteratura, teatro e arti visuali, e sono intrinsecamente parte dei rituali che definiscono il microcosmo delle famiglie nucleari, dei lignaggi gentilizi (veri e propri popoli nel popolo cinese identificati dallo stesso cognome e facenti riferimento a un dio-antenato comune), delle gilde professionali, piuttosto che essere istituzioni di natura meramente religiosa. La religione tradizionale cinese è un sistema di significazione di solidarietà e identità, collante della società cinese, che unisce tutti i livelli di questa dai lignaggi familiari, alle comunità più vaste di villaggio e di città (dèi locali), financo allo stato e all'economia nazionale (dèi nazionali, Yandi, Huangdi e Chiyou), connessi con l'universo (dèi cosmici).
Poiché tale religione comune è parte integrante delle relazioni sociali, storicamente essa non ha mai avuto un nome oggettificante. Alcuni studiosi cinesi hanno proposto, a partire dagli anni 2000, alcuni nomi per identificarla più chiaramente, tra cui "religione nativa (o indigena) cinese" (民俗宗教 mínsú zōngjiào), "religione etnica cinese" (民族宗教 mínzú zōngjiào), oppure semplicemente "religione cinese" (中華教 zhōnghuájiào), "shenismo" (神教 shénjiào) e "shenxianesimo" (神仙教 shénxiānjiào, ossia "religione degli dèi e degli immortali"). Tale ricerca per un nome preciso è volta a risolvere confusioni terminologiche, in quanto "religione popolare" (民间宗教 mínjiān zōngjiào) in cinese ha storicamente definito i movimenti popolari organizzati di salvazione e non i culti alle divinità locali e ai progenitori, ed è anche volta a identificare una "religione nazionale cinese" similmente a "induismo" in India e "shinto" in Giappone. Una locuzione ampiamente accettata nell'uso accademico e dal 2015 nei documenti dello stato centrale per definire i culti di dèi e antenati è "credenze popolari" (民间信仰 mínjiān xìnyǎng).
Il taoismo, il confucianesimo, ma anche il wuismo, il faismo, il nuo (esorcismo popolare) e altre forme pratiche e dottrinali costituiscono delle cornici funzionali alla religione cinese, ma che comunque non la esauriscono nella sua interezza. Il taoismo in particolare è stato definito dall'accademico nonché iniziato taoista Kristofer Schipper come cornice dottrinale e liturgica atta allo sviluppo delle religioni indigene. Il taoismo dell'ordine Zhengyi in particolare è interlacciato con i culti locali, con i daoshi (道士, "maestri del Tao", altrimenti tradotto semplicemente con "taoisti", dacché i seguaci popolari del taoismo che non siano parte di ordini sacerdotali non sono definiti "taoisti") dello Zhengyi che officiano riti per i templi e le comunità locali. Vari ordini vernacolari di maestranza rituale, anche detti "faismo" o "taoismo popolare", operano in seno alla religione popolare ma fuori dalla giurisdizione della Chiesa taoista di stato o da qualsiasi scuola storicamente identificata come taoista. Il confucianesimo supporta il culto a dèi e antenati attraverso riti appropriati. Templi popolari e santuari ancestrali, in particolari occasioni, optano per la liturgia confuciana (儒 rú o 正统 zhèngtǒng, "ortopratica") guidata da confuciani "saggi del rito" (礼生 lǐshēng), che in molti casi sono gli anziani patriarchi delle comunità locali. Le liturgie confuciane sono alternate con i riti taoisti e popolari. Il taoismo nelle sue varie correnti, sia comprese nella religione popolare che no, ha alle sue origini elementi riconducibili al wuismo, lo sciamanesimo cinese.
A dispetto della sua notevole diversità interna, nella multiforme religione cinese è identificabile un cuore teologico comune che può essere riassunto in quattro concetti cosmologici e morali: 天 Tian, il Cielo (anche detto 上帝 Shangdi, "Dio Supremo", 天帝 Tiandi, "Dio del Cielo", e chiamato nella tradizione popolare con una varietà di altri nomi tra cui "Dio di Giada", 玉帝 Yudi), è la fonte "trascendentemente immanente" di ogni senso morale; 气 qi, il soffio o energia–materia che anima l'universo; 敬祖 jingzu, il culto degli avi; e 报应 baoying, la reciprocità morale; insieme a due concetti tradizionali di fato e significato: 命运 mingyun, il destino e fioritura personale; e 缘分 yuanfen, la coincidenza fortuita, le buone e cattive opportunità e potenzialità di relazione.
Nella religione cinese, yin e yang costituiscono la polarità che descrive l'ordine del Cielo (理 Li o 道 Dào) secondo il quale si svolge la realtà, tenuta in equilibrio dalla interazione di principi di crescita o espansione (shen) che mediano e riproducono l'ordine celeste, e principi di decrescita o contrazione (鬼 gui) che lo disturbano e destrutturano, con l'atto (yang) in genere preferito alla ricettività (yin). Il 灵 ling ("numinoso" o "sacro") coincide con la via mediana tra i due stati, che è l'ordine incipiente di ogni creazione.
Il governo attuale della Cina, come le precedenti dinastie imperiali dei Ming e Qing, tollera la religione popolare di villaggio se questa funge da supporto alla stabilità sociale, ma sopprime culti e divinità che minacciano l'ordine morale. Dopo la caduta dell'impero nel 1911, il nuovo governo e le élite si opposero o tentarono di sradicare la religione popolare cinese allo scopo di promuovere valori "moderni" e superare le strutture di tipo feudale. Tali attitudini iniziarono a cambiare dal tardo XX secolo e gli studiosi contemporanei generalmente hanno una visione positiva della religione popolare.
Dagli anni 1980 la religione tradizionale cinese ha vissuto una rinascita sia in Cina che a Taiwan. Alcune forme hanno ricevuto approvazione ufficiale dacché preservano la cultura cinese tradizionale, tra cui il culto di Mazu, la scuola del sanyiismo in Fujian il culto di Huangdi, e altre forme di culto a dèi locali, per esempio il culto dei Longwang (Re Dragoni), di Pangu, o di Caishen.
Secondo le rilevazioni statistiche più recenti, in media l'80% dei cinesi, ossia circa 1 miliardo di persone, partecipa ai culti di dèi e antenati o appartiene a movimenti religiosi popolari. Inoltre, approssimativamente il 14% della popolazione dichiara qualche forma di affiliazione al taoismo. I templi della religione popolare sono numerosissimi, forse uno o due milioni, di gran lunga di più delle poche decine di migliaia di templi delle religioni istituzionali. Basti pensare che nella sola città di Yulin in Shaanxi, alla metà degli anni 1990 vennero contati più di diecimila templi popolari per una popolazione di circa tre milioni, probabilmente la più alta densità di templi pro capite al mondo.
Secondo Wu e Lansdowne (2009):
"... i numeri riguardanti le religioni autorizzate appaiono minuscoli a confronto con l'imponente ritorno della religione popolare tradizionale in Cina. ... che coinvolge la maggioranza della popolazione. Gli ufficiali cinesi e gli accademici stanno oggi studiando le "fedi popolari" ... dopo decenni durante i quali ogni discussione sul fenomeno veniva silenziata. Alcuni ufficiali locali hanno da qualche tempo dovuto trattare le fedi popolari come religioni di fatto legittime, sullo stesso piano delle cinque religioni istituzionali autorizzate."
Secondo Yiyi Lu (2008), discutendo la ricostruzione della società civile cinese:
"... i due decenni dopo le riforme hanno visto la rinascita di molte associazioni popolari organizzate intorno al culto di dèi locali, che vennero per decenni proibite dal governo come 'superstizioni feudali'. Tali associazioni godono di ampio supporto locale, poiché portano con sé tradizioni che risalgono a molte generazioni indietro, e vengono incontro alle credenze popolari in teismo, fatalismo e retribuzione. ... Siccome si basano su tradizione, interesse comune e valori condivisi, tali associazioni godono di legittimità sociale ..."

#### Sciamanesimi cinesi

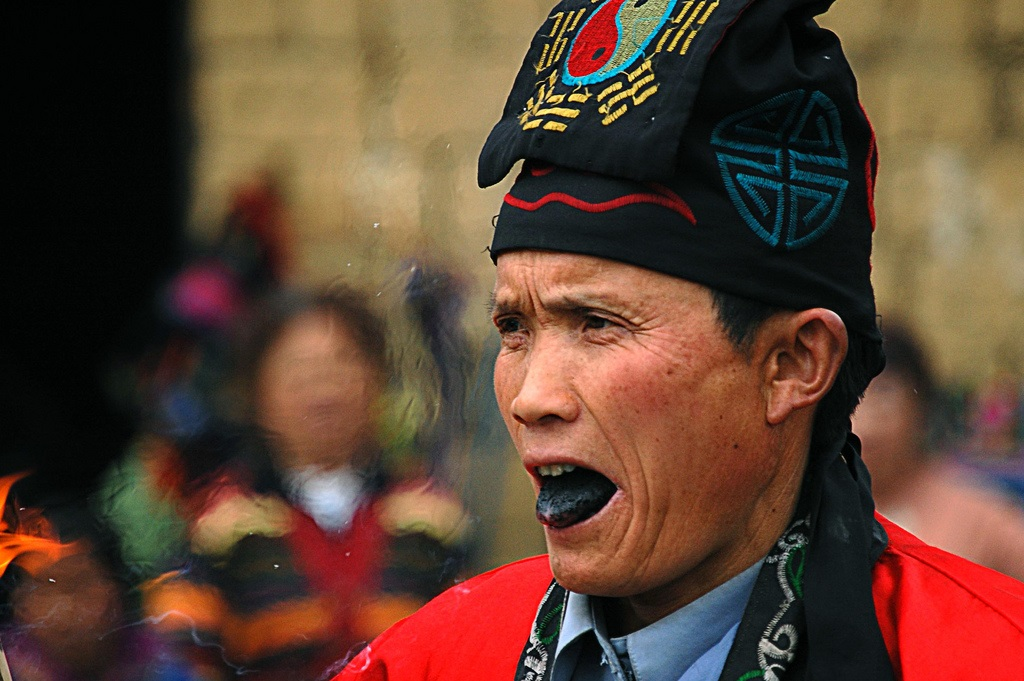
Un maestro 巫 wu dell'area di Xiangxi.

Lo sciamanesimo era la modalità principale della religione indigena cinese pre-dinastia Han. L'uso cinese distingue una tradizione sciamanica propriamente cinese, il wuismo (巫教 wūjiào; che è propriamente sciamanica in quanto il maestro ha controllo sulla forza del dio), dalla pratica dei tongji (童乩; mediumismo tipico del sud, nel quale il posseduto non controlla la forza del dio ma ne è guidato), e dagli sciamanesimi altaici non propriamente cinesi (萨满教 sàmǎnjiào) che sono praticati nelle province più a nord.
Con l'ascesa dell'ortodossia confuciana a guida dello stato durante il periodo Han, le tradizioni sciamaniche trovarono forma maggiormente istituzionalizzata e intellettualizzata entro il quadro del discorso filosofico-esoterico del taoismo. Secondo Chirita (2014), lo stesso confucianesimo, con la sua enfasi sulla gerarchia e sui rituali ancestrali, deriva direttamente dallo sciamanesimo della dinastia Shang. Ciò che il confucianesimo fece fu una marginalizzazione delle caratteristiche "disfunzionali" (al nuovo assetto politico-sociale) del vecchio sciamanesimo. Ad ogni modo, le tradizioni sciamaniche continuarono ininterrotte entro la religione popolare, e trovarono forme precise e funzionali entro il taoismo.
Durante la dinastia Shang e la dinastia Zhou, gli sciamani giocavano un ruolo importante nella gerarchia politica, ed erano rappresentati istituzionalmente dal Ministero dei Riti (大宗拍). L'imperatore era considerato lo sciamano supremo, mediatore tra i tre reami di cielo, terra e umanità. La missione dello sciamano (巫 wu) è "riparare le disfunzionalità che si manifestano in natura dacché il cielo si è separato dalla terra":
"Le femmine sciamane wu e i maschi sciamani xi [oggi il termine è generalmente wu per entrambi] rappresentano la voce degli spiriti, riparano le disfunzioni naturali, predicono il futuro sulla base dei sogni e l'arte della divinazione ... [lo sciamanesimo è] "una scienza storica del futuro", per cui gli sciamani sono in grado di osservare [i movimenti] dello yin e dello yang ..."
A partire dagli anni 1980 la pratica e lo studio dello sciamanesimo hanno subito una significativa rinascita entro la religione cinese, in qualità di mezzo per riportare il mondo ad essere un tutto armonioso dopo l'industrializzazione. Lo sciamanesimo è visto da molti studiosi come il fondamento per l'ascesa delle civiltà, e lo sciamano come "insegnante e spirito" del popolo. La Associazione cinese di studi sciamanici fu fondata nella città di Jilin nel 1988.

#### Taoismo

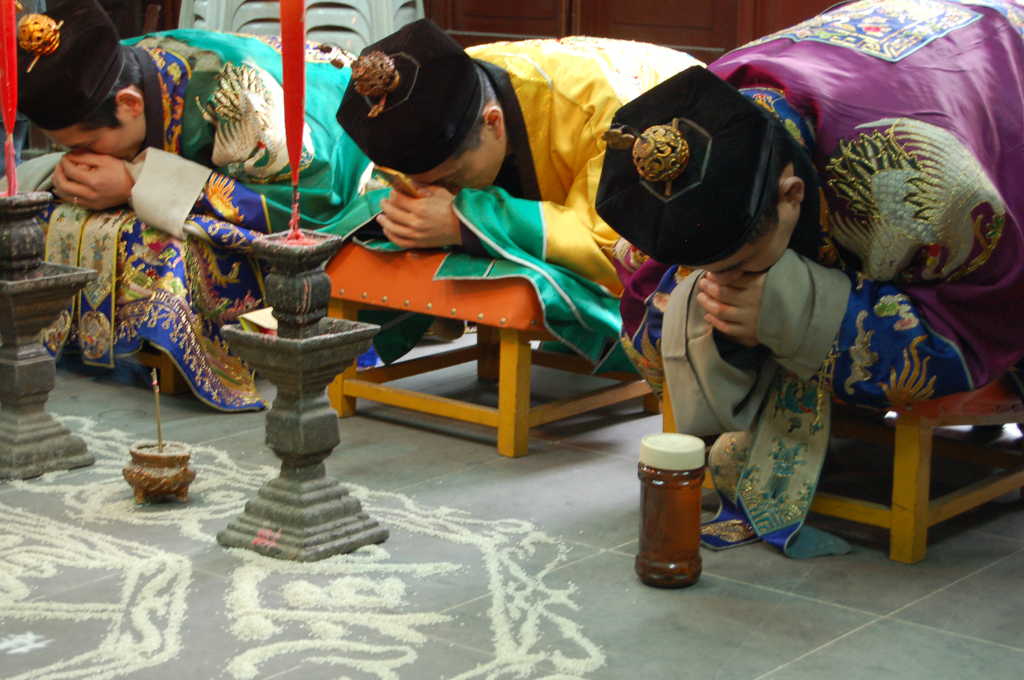
Taoisti dell'ordine Zhengyi inchinati mentre officiano un rito al Tempio della Nuvola Bianca di Shanghai.

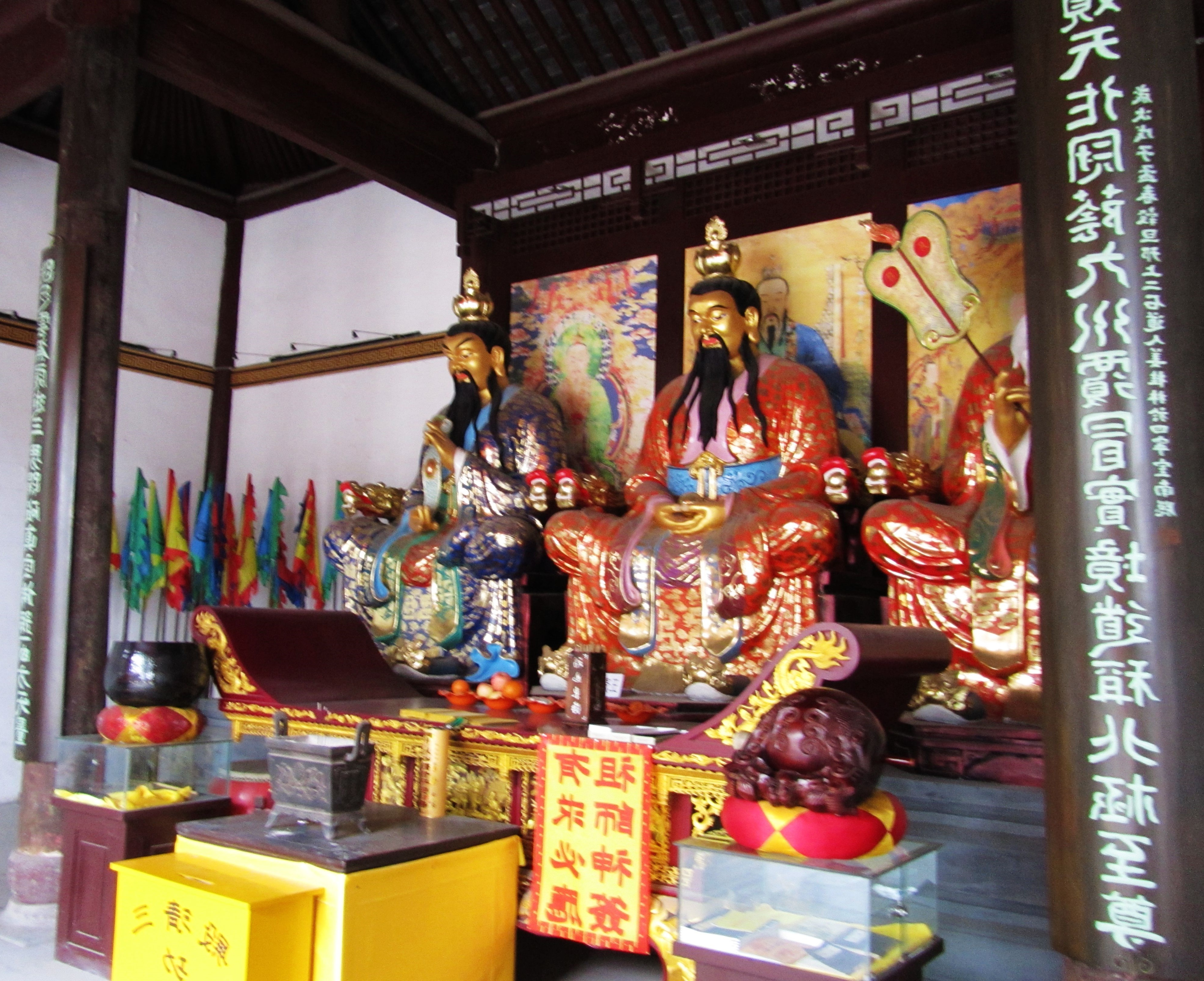
Altare dei Tre Puri, la trinità divina della teologia taoista, al Tempio Wudang di Yangzhou, Jiangsu.

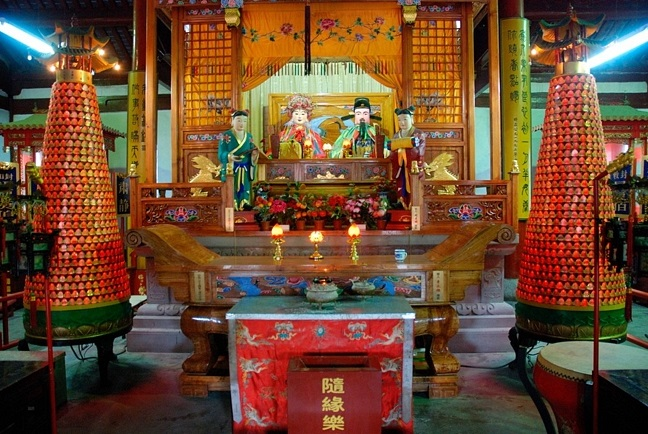
Altare a Shangdi (上帝 "Dio Supremo") e Doumu (斗母 "Madre del Grande Carro"), rappresentanti il principio originante dell'universo in forma maschile e femminile di alcune teologie taoiste, presso il Tempio Chengxu di Zhouzhuang, Jiangxi.

"Taoismo" (道教 dàojiào) si riferisce a una varietà di ordini di filosofia e rito che operano nella religione cinese. Essi condividono un'origine comune ed elementi che risalgono al IV secolo a.e.v. e alle culture preistoriche della Cina, tra cui la scuola dello yinyang o dei naturalisti (阴阳家 yīnyángjiā) e il pensiero di Laozi e Zhuāngzǐ. Il taoismo ha una tradizione scritturale distinta, di cui il Tao Te Ching (道德经 "Libro della via e della sua virtù") di Laozi è considerato la pietra angolare. Il taoismo può essere descritto precisamente, come fa l'accademico e iniziato taoista Kristofer Schipper in The Taoist Body (1986), come una cornice dottrinale e liturgica, o una struttura, per i culti locali della religione indigena. Le tradizioni taoiste enfatizzano la vita in armonia con il Tao, termine di difficile traduzione che può voler dire "via" come "sentiero", ma anche "modo" o "principio", e che è centrale anche in altre tradizioni filosofico-religiose cinesi. Nel taoismo, il Tao è il principio che è sia fonte che modalità di sviluppo di tutte le cose che esistono. Esso è in definitiva ineffabile: "il Tao che può essere nominato non è il Tao eterno", recita l'introduzione del Tao Te Ching.
Solo a partire dalla dinastia Han, le varie fonti del taoismo si unificarono in una tradizione coerente di organizzazioni religiose e ordini di ritualisti. Nella Cina più antica, i taoisti erano visti come eremiti, o asceti, che non prendevano parte alla vita politica. Zhuangzi fu il più conosciuto tra costoro, ed è significativo che egli visse nel sud, dove prese parte a tradizioni sciamaniche locali. Sciamane donne giocarono un ruolo importante nel primo taoismo, particolarmente nello stato di Chu. I primi movimenti taoisti svilupparono le proprie istituzioni in contrasto con lo sciamanesimo, ma assorbendo elementi sciamanici fondamentali. Sciamani funsero da rivelatori dei testi taoisti dal primo periodo sino almeno al XX secolo.
Ordini istituzionali di taoisti si svilupparono in varie correnti che da tempi relativamente recenti sono convenzionalmente raggruppate in due grandi branche: il taoismo Quanzhen ("Piena Verità") e il taoismo Zhengyi ("Retta Unità"). Le scuole del taoismo tradizionalmente mostrano venerazione per Laozi, gli immortali o antenati, e praticano vari rituali di esorcismo e divinazione, tecniche per raggiungere l'estasi, la longevità o l'immortalità. L'etica e il modo appropriato di comportamento che i taoisti sono tenuti a seguire variano in base alle particolari scuole, ma in generale è condivisa un'enfasi sul precetto del wu wei ("azione non forzata"), la "naturalezza", la semplicità, la spontaneità, e i cosiddetti "tre tesori": compassione, moderazione, umiltà.
Il taoismo ha avuto nei secoli una profonda influenza sulla cultura cinese, e i "taoisti", termine che fa riferimento al clero dei daoshi (道士, "maestri del Tao") e tradizionalmente è esteso solo ai loro discepoli diretti e non alle moltitudini di laici, tengono generalmente a rimarcare la distinzione che intercorre tra le loro tradizioni rituali e quelle degli ordini di ritualisti vernacolari che non sono riconosciuti come "taoisti" della tradizione.
Il taoismo fu soppresso durante la rivoluzione culturale, ma le sue tradizioni persistettero in segreto e furono rivitalizzate a partire dagli anni 1980. Nel 1956 fu creata un'organizzazione nazionale del taoismo, l'Associazione taoista cinese, con lo scopo di registrare e formare i taoisti e i templi. Secondo le analisi demografiche più recenti, approssimativamente il 13% della popolazione cinese dichiara una qualche affiliazione con pratiche taoiste, mentre i "taoisti" veri e propri (i daoshi e i loro seguaci più diretti) sono 12 milioni (~1%). La definizione del taoismo è ulteriormente complicata dal fatto che alcuni movimenti popolari di salvazione e i loro seguaci iniziarono a registrarsi come branche della organizzazione taoista nazionale a partire dagli anni 1990.
Vi sono due tipi di taoisti, che ricalcano la distinzione tra taoismo Quanzhen e Zhengyi. I daoshi Quanzhen sono monaci celibi, e quindi i templi delle tradizioni Quanzhen sono monasteri. Al contrario, i daoshi Zhengyi, anche noti come sanju daoshi (maestri del Tao "sparpagliati" o "diffusi") o huoju daoshi (maestri del Tao "che vivono a casa"), sono sacerdoti che possono sposarsi e praticare altri mestieri oltre all'ufficio religioso; essi vivono tra la gente comune e praticano riti entro la religione tradizionale presso templi pubblici e comunità.
Mentre l'Associazione taoista cinese fu fondata come istituto Quanzhen, e la sua sede principale rimane presso il Tempio della Nuvola Bianca di Pechino che è il quartier generale delle scuole Quanzhen, dal 1990 ha iniziato ad aprirsi ai sanju daoshi dello Zhengyi, che sono molto più numerosi dei monaci Quanzhen. L'associazione nazionale contava già 20,000 sanju daoshi registrati alla metà degli anni 1990, mentre negli stessi anni il numero totale di preti Zhengyi inclusi quelli non registrati era stimato essere 200,000. I sanju daoshi sono formati da altri preti dello stesso lignaggio, e storicamente ricevevano ordinazione formale dal Maestro Celeste, anche se il sessantatreesimo Maestro Celeste, Zhang Enpu, si trasferì a Taiwan negli anni 1940 durante la guerra civile cinese. Il taoismo, sia in forme registrate che non registrate, ha subito un forte sviluppo dagli anni 1990 e oggi domina la vita religiosa specialmente delle province costiere sud-orientali.

#### Faismo: maestri del rito popolari
Vari ordini di maestranza rituale, collettivamente denominati, a volte, "faismo" (法教 fǎjiào, "trasmissioni di riti/leggi"), oppure "taoismo popolare" (民间道教 mínjiàn dàojiào), o anche "taoismo rosso" (nella Cina sud-orientale e a Taiwan), operano entro la religione popolare cinese ma al di fuori di qualsiasi istituzione del taoismo ufficiale, di tradizione riconosciuta. Tali "maestri del rito", fashi (法師) in cinese, sono conosciuti con una grande varietà di nomi diversi che includono hongtou daoshi (紅頭道士), popolare nel sudest della Cina, che significa daoshi "dal cappello rosso" o "dalla testa rossa", nome che li contraddistingue rispetto ai wutou daoshi (烏頭道士), daoshi "dal cappello nero" o "dalla testa nera", come i taoisti vernacolari chiamano i sanju daoshi del taoismo Zhengyi che erano tradizionalmente ordinati dal Maestro Celeste e oggi lo sono dall'Associazione taoista cinese. In alcune province del nord della Cina essi sono noti con il nome di yīnyángshēng (阴阳生 "saggi dello yinyang"), e con vari altri nomi.
Anche se le due categorie di sacerdoti, i daoshi Zhengyi e i fashi, ricoprono gli stessi ruoli nella società cinese — ossia possono sposarsi e officiare riti presso templi comunitari o case private — i daoshi Zhengyi enfatizzano la loro tradizione taoista pura, distinta da quella vernacolare colorata di religione locale dei fashi. Alcuni studiosi occidentali hanno definito le tradizioni taoiste vernacolari come "catafatiche" (di teologia affermativa), mentre il taoismo tradizionale, di professione, come maggiormente "kenotico" e "apofatico" (di teologia negativa).
I fashi sono praticanti tongji (mediumismo del sud), guaritori, esorcisti, e officiano i riti jiao (di "salvazione universale", nonostante storicamente erano esclusi dal performare tali riti). Essi non sono sciamani (wu), con la sola eccezione dell'ordine del Monte Lu nello Jiangxi. Piuttosto, essi rappresentano un livello intermedio tra i wu e i taoisti ordinati nella tradizione. Allo stesso modo dei wu, i fashi si identificano con la loro divinità, ma mentre i wu incarnano forze selvatiche, i fashi come i daoshi rappresentano l'ordine civile. A differenza dei taoisti ordinati che rappresentano una tradizione teologica alta e sovra-etnica, sia i fashi che i wu trovano la loro base istituzionale nei culti locali a particolari divinità, anche se i maestri del rito vernacolari sono itineranti.

#### Confucianesimo

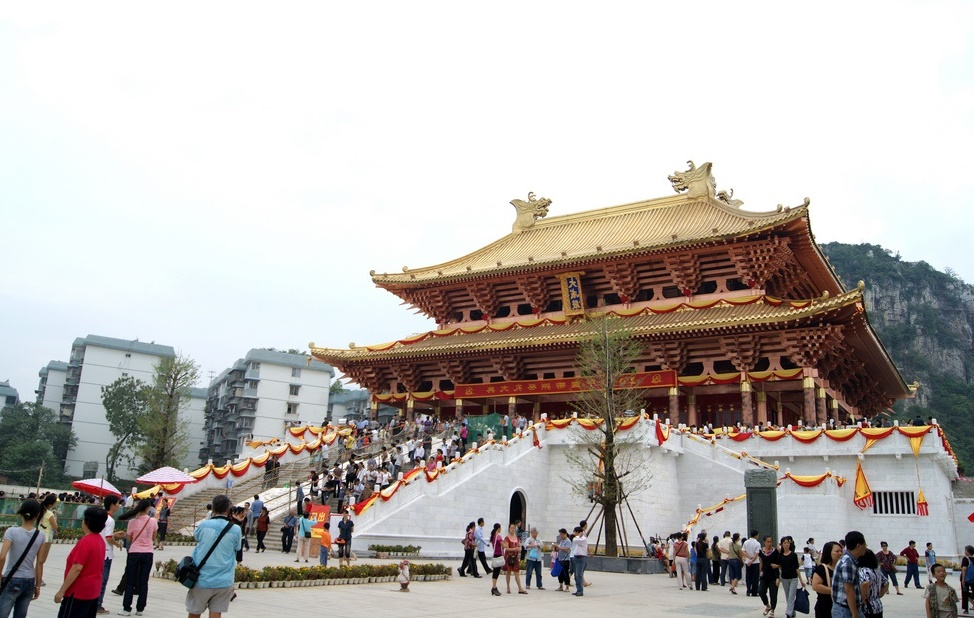
Tempio di Confucio a Liuzhou, Guangxi. Esso è un wénmiào (文庙), vale a dire un tempio dove Confucio è venerato in qualità di wéndì (文帝), "divinità della cultura".

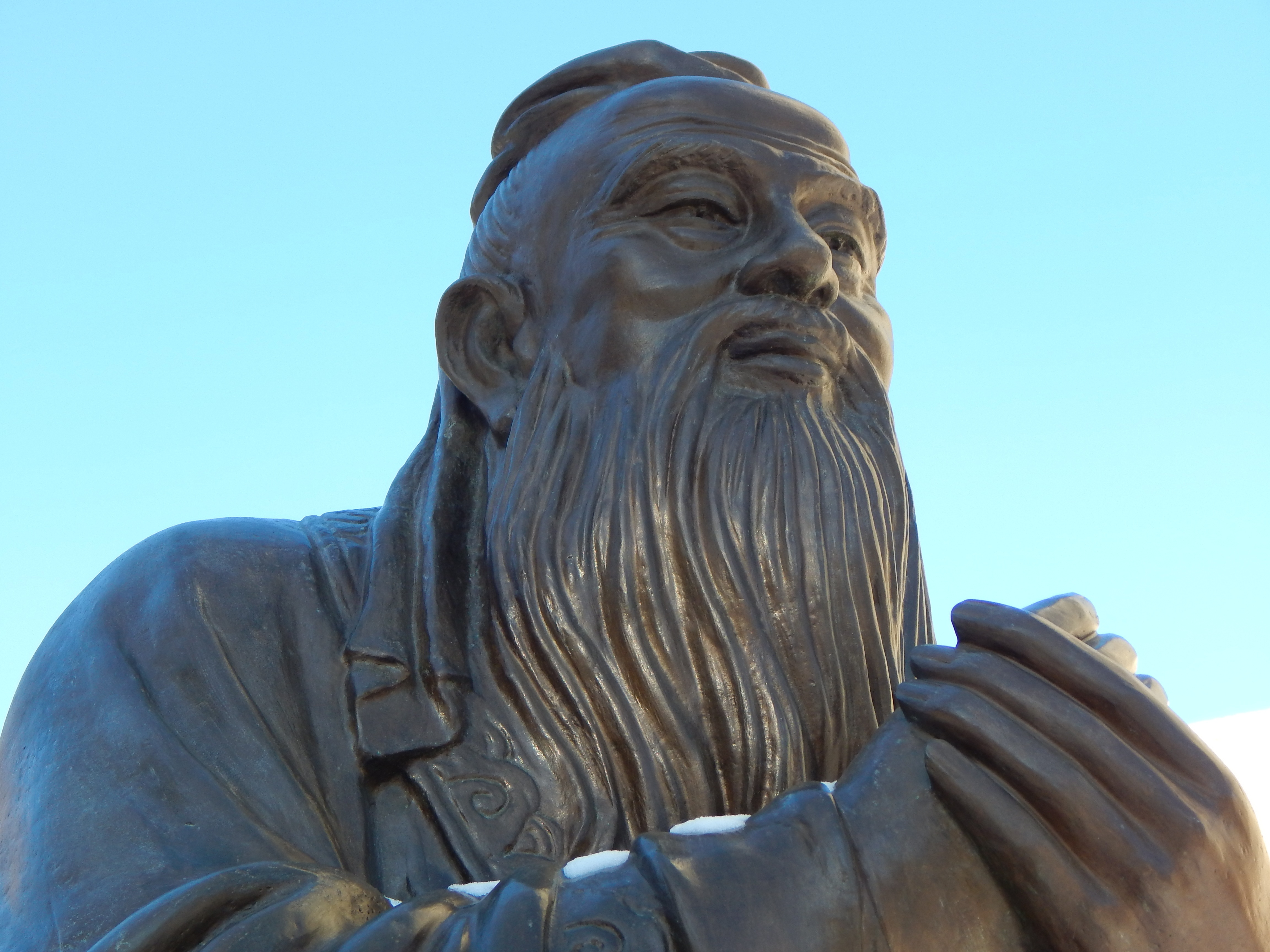
Una delle molte statue moderne erette in Cina a rappresentare Confucio.

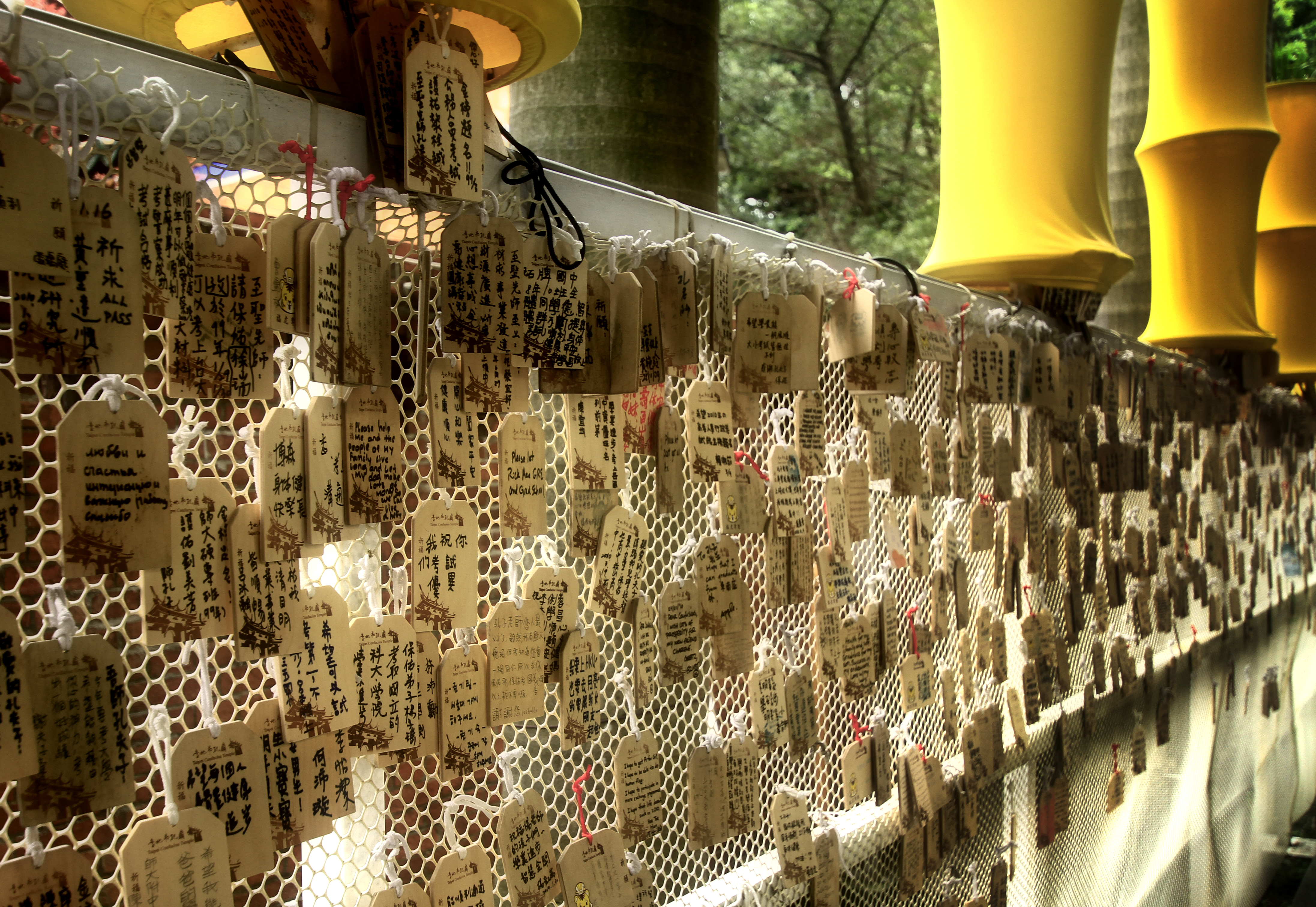
Tavolette di preghiera (affini agli ema giapponesi) presso un tempio confuciano in Cina.

Il confucianesimo o ruismo (儒教 rújiào, "insegnamento degli affinati"; o 孔教 kǒngjiào, "insegnamento di Confucio") è considerato da alcuni studiosi come una religione, e da altri come una tradizione etico-spirituale. Secondo Yong Chen (2012), la definizione di cosa sia il confucianesimo è "probabilmente una delle questioni più controverse sia nella scolastica confuciana che nella disciplina degli studi sulle religioni".
Guy Alitto (2015) evidenzia come "non esista equivalente letterale per il concetto occidentale (e poi mondiale) di 'confucianesimo' nel discorso tradizionale cinese". Egli afferma che furono i Gesuiti in missione nella Cina del XVI secolo a selezionare Confucio tra i diversi saggi della tradizione per servire come controparte al Cristo o a Maometto, venendo incontro alle concezioni religiose occidentali. Usando una varietà di scritti di Confucio e dei suoi seguaci essi coniarono un nuovo "-ismo" — il confucianesimo — che presentarono come un "codice etico-secolare razionalista", non come una religione. Questa concezione del confucianesimo come etica laica-secolare ispirò sia l'illuminismo nell'Europa del XVIII secolo, sia gli intellettuali cinesi del XX secolo. Liang Shuming, filosofo del movimento del 4 maggio 1919, scrisse che il confucianesimo "funzionò come una religione senza di fatto esserlo". Il mondo accademico occidentale generalmente accettò tale definizione. Nei decenni successivi alla seconda guerra mondiale, ad ogni modo, molti intellettuali cinesi e accademici occidentali, tra cui Tu Weiming, ribaltarono tale concezione. Il confucianesimo per questa nuova generazione di studiosi divenne una "vera religione" capace di offrire una "trascendenza immanente".
Nella definizione di Herbert Fingarette di "secolare come sacro", il confucianesimo trascende la dicotomia tra religione e umanismo. I confuciani esperiscono il sacro come esistente in questo mondo e parte della vita quotidiana, prominentemente nelle relazioni familiari e sociali. Il confucianesimo si focalizza su una consapevolezza in questo mondo del Tian (天, il Cielo) e su un rispetto appropriato nei confronti di dèi e spiriti (shen) attraverso riti e sacrifici. Uno degli ultimi studi di Joël Thoraval (2016) rileva come il Confucianesimo si esprima a livello di religione popolare nel culto spontaneo e diffuso di cinque entità cosmologiche: Cielo e Terra (Tian e Dì 地), il sovrano o il governo in carica (jūn 君), gli antenati (qīn 親) e i maestri (shī 師). I confuciani coltivano i legami familiari e l'armonia sociale piuttosto che ricercare una salvezza in un futuro trascendente. L'accademico Joseph Adler (2014) conclude che il confucianesimo non è tanto una religione nel senso occidentale, quanto una "tradizione religiosa diffusa e non-teistica", essendo il Tian non un Dio personale nel senso delle religioni abramitiche, ma piuttosto un "assoluto impersonale, come il Tao o il Brahman".
In generale, comunque, gli studiosi sono d'accordo nel definire il confucianesimo come sistema etico-politico, sviluppato dagli insegnamenti di Confucio (551–479 a.e.v.). Originatosi nel periodo delle primavere e degli autunni, il confucianesimo elaborò una metafisica e una cosmologia durante la dinastia Han, per mantenere il passo rispetto agli sviluppi contemporanei del buddhismo e del taoismo che allora erano dominanti tra la popolazione. Nello stesso periodo, il confucianesimo divenne l'idea centrale della politica imperiale cinese. Secondo l'accademico Hu Guanghu, il confucianesimo può essere identificato come la continuazione della religione ufficiale delle dinastie Shang e Zhou, ovvero come la religione indigena cinese che persiste ininterrotta da tremila anni.
Secondo la definizione di Tu Weiming e altri confuciani contemporanei che recuperano il lavoro di Kang Youwei (che operò nel primo XX secolo), il confucianesimo ruota intorno all'obiettivo di unificare il sé umano con il Cielo, in altri termini ruota intorno alla relazione tra uomo e Cielo. Il principio del Cielo (Tian li o Tao), è l'ordine della creazione e l'autorità divina, monistico nella sua struttura. Gli individui possono realizzare la loro vera umanità e divenire uno con il Cielo attraverso la contemplazione di tale ordine universale. Questa trasformazione del sé può essere espansa alla famiglia e alla società per creare una società armoniosa fiduciaria. L'ideale morale-spirituale del confucianesimo concilia sia la polarità interna che quella esterna, ossia la coltivazione del sé personale e la salvazione del mondo, sintetizzate nell'idea della "saggezza interiore e regalità esteriore" che l'adepto persegue.
Nel pensiero confuciano l'uomo è sempre migliorabile e perfettibile attraverso un insegnamento costante, in uno sforzo personale e collettivo, in una auto-coltivazione e auto-creazione. Alcune delle tematiche etiche e pratiche basilari del confucianesimo includono: rén, yì, lǐ, e zhì. Ren è tradotto come "umanità", o l'essenza propria dell'essere umano, che è caratterizzata dalla compassionevolezza; essa è la virtù del Cielo nell'uomo, assegnata dal Cielo e allo stesso tempo movimento che permette all'uomo di riunirsi al Cielo stesso — nel Datong shu tale processo è definito come "formare un corpo solo con tutte le cose" e "quando il sé e gli altri non sono separati ... la compassione sorge". Yi è il mantenimento della rettitudine, ovvero la disposizione morale a fare bene. Li è il sistema di norme rituali che determinano come una persona debba agire in maniera appropriata nella vita quotidiana. Zhi è l'abilità a vedere cosa è giusto e cosa è sbagliato nel comportamento esibito dagli altri. Il confucianesimo ritiene che una persona sia riprovevole quando fallisce nel mantenersi entro i valori morali cardinali di ren e yi.
Il confucianesimo non si sviluppò mai in una struttura istituzionale propria come il taoismo, e il suo corpo religioso non è pertanto differenziato rispetto a quello della religione tradizionale cinese nel suo complesso. A partire dagli anni 2000, il confucianesimo è stato abbracciato come identità religiosa da un grande numero di intellettuali e studenti in Cina. Nel 2003 l'intellettuale confuciano Kang Xiaoguang pubblicò un manifesto nel quale propose quattro riforme per la Cina contemporanea: il confucianesimo dovrebbe essere reso parte integrante dell'educazione ufficiale su tutti i livelli, dalla scuola elementare alle scuole di livello superiore; lo stato dovrebbe stabilire il confucianesimo come religione ufficiale, a norma di legge; la religione confuciana dovrebbe divenire parte della vita quotidiana della gente ordinaria attraverso una standardizzazione e sviluppo delle dottrine, dei riti, delle organizzazioni e delle chiese; la religione confuciana dovrebbe essere diffusa attraverso organizzazioni non governative. Un altro propositore contemporaneo dell'istituzionalizzazione del confucianesimo in una chiesa di stato è Jiang Qing.
Nel 2005 venne fondato il Centro per lo studio della religione confuciana, e il 国学 guoxue ("studi nazionali") iniziò ad essere implementato nelle scuole pubbliche. Essendo queste misure ben volute dalla popolazione, predicatori confuciani iniziarono ad apparire anche in televisione dal 2006. I nuovi confuciani più entusiasti proclamano l'unicità e la superiorità della cultura cinese confuciana, e hanno contribuito ad alimentare risentimento popolare nei confronti delle influenze culturali occidentali in Cina.
L'idea di una "Chiesa confuciana" come religione di stato della Cina ha radici nel pensiero di Kang Youwei, un esponente dei movimenti del primo XX secolo che ricercavano una rigenerazione del confucianesimo in un periodo nel quale esso perse la sua rilevanza sociale e potere politico con la caduta della dinastia Qing e il crollo dell'impero cinese. Kang modellò la sua ideale "Chiesa confuciana" sulle chiese cristiane nazionali dell'Europa, come un'istituzione centralizzata e gerarchica, legata strettamente allo stato, con branche ecclesiastiche locali dedicate al culto e alla diffusione degli insegnamenti di Confucio.
Nella Cina contemporanea la rinascita del confucianesimo si è sviluppata in direzioni diverse, anche se nondimeno intrecciate: la proliferazione di scuole e accademie confuciane (书院 shuyuan, o 孔学堂 kǒngxuétáng, lett. "sale di insegnamento confuciano"); la riattivazione di riti confuciani (传统礼仪 chuántǒng lǐyí); e la nascita di nuove forme di attività confuciana a livello popolare, come le comunità confuciane (社区儒学 shèqū rúxué). Alcuni studiosi considerano anche la ricostituzione delle associazioni (o chiese) di lignaggio e i loro templi ancestrali, allo stesso modo della riattivazione dei culti e dei templi agli dèi della natura e agli eroi nazionali entro la più ampia religione cinese, come parte della rinascita del confucianesimo.
Altre forme di rinnovamento confuciano sono alcune organizzazioni religiose popolari di salvazione che si identificano come confuciane, le chiese confuciane, come la Yidan xuetang (一耽学堂) di Pechino, la Mengmutang (孟母堂) di Shanghai, lo shenismo confuciano (儒宗神教 rúzōng shénjiào) o chiese della fenice (鸾堂 luántáng), il Sodalizio confuciano (儒教道坛 Rújiào dàotán) del Fujian settentrionale, e i templi ancestrali del lignaggio Kong (di Confucio) che operano come chiese per l'insegnamento confuciano.
Anche l'Accademia confuciana di Hong Kong ha espanso le sue attività in Cina continentale, con la costruzione di statue di Confucio, ospedali confuciani, il restauro di templi e il sostegno a varie attività. Nel 2009, Zhou Beichen fondò un'altra istituzione che eredita l'idea della "Chiesa confuciana" di Kang Youwei, ossia le sale confuciane (孔圣堂 kǒngshèngtáng), di cui la prima aperta a Shenzhen e affiliata alla Federazione della cultura confuciana di Qufu. Essa è la prima di un movimento nazionale di congregazioni e organizzazioni civili unificatesi nel 2015 nella Santa Chiesa Confuciana (孔圣会 Kǒngshènghuì). Prima guida spirituale della chiesa è il noto intellettuale Jiang Qing, già fondatore e direttore della Dimora Confuciana Yangming (阳明精舍 Yángmíng jīngshě), un'accademia confuciana a Guiyang, provincia del Guizhou.
I templi della religione tradizionale cinese e i templi ancestrali dei lignaggi familiari possono optare in particolari occasioni per la liturgia confuciana (detta 儒 rú, "raffinata", oppure 正统 zhèngtǒng, "ortopratica"), guidata da mestri del rito confuciani (礼生 lǐshēng), per rendere culto agli dèi, al posto delle liturgie taoiste e popolari. Un altro sviluppo del confucianesimo contemporaneo è la figura dell'"uomo d'affari confuciano" (儒商人 rúshāngrén, lett. "uomo d'affari affinato"), un termine riscoperto di recente per definire persone dell'élite economico-imprenditoriale che riconoscono la propria responsabilità sociale e quindi applicano l'etica confuciana alle proprie attività.

#### Movimenti popolari di salvazione

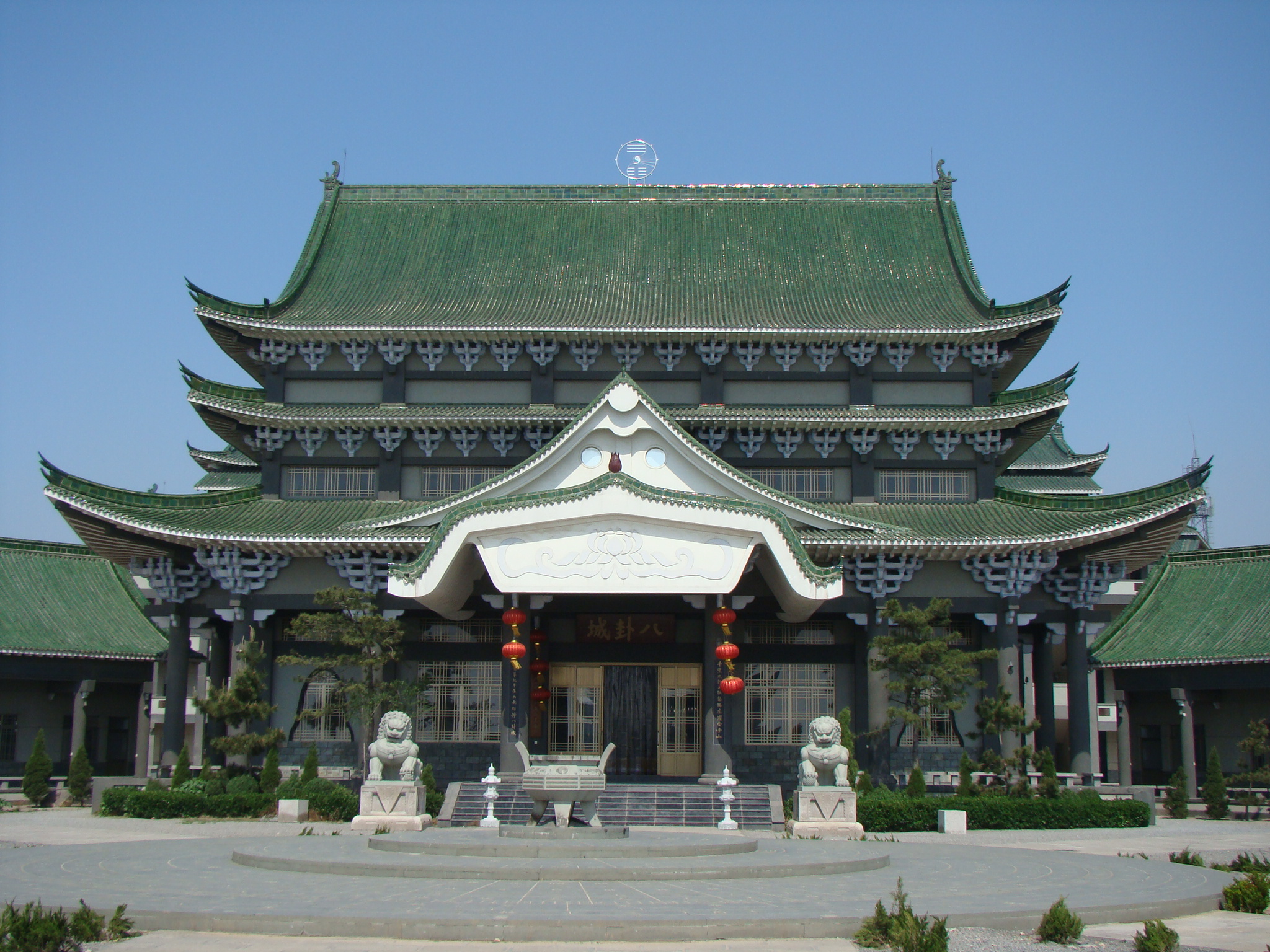
La Città degli Otto Simboli a Qi, Hebi, è il quartier generale della Chiesa weixinista in Henan. Lo weixinismo è un movimento di riforma della religione e della filosofia cinese, e di salvazione per gli individui, sorto nel XXI secolo a Taiwan.

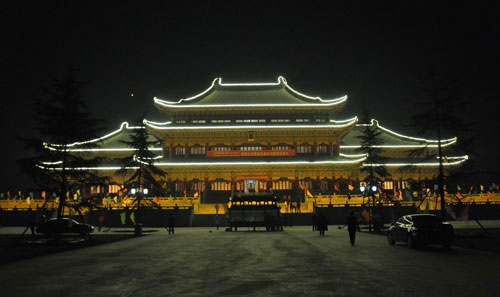
Tempio del Padre Fondatore (师祖殿 Shīzǔdiàn) della principale "terra santa" (圣地 shèngdì) della setta dei Fiori di Pruno a Xingtai, Hebei.

La Cina ha una lunga storia di tradizioni religiose settarie, oggi chiamate "religioni di salvazione" (救度宗教 jiùdù zōngjiào) da alcuni studiosi. Questi movimenti religiosi sono caratterizzati da una preoccupazione per la salvezza (ossia il completamento morale) degli individui e della società, e hanno un carattere soteriologico ed escatologico. Essi generalmente emergono dalla religione tradizionale comune, ma sono separati dai culti di lignaggio di antenati e progenitori, e anche dal culto comune devoto a dèi nei templi dei villaggi, dei vicinati, delle corporazioni o della nazione. L'espressione del XX secolo di tali movimenti è stata studiata sotto il termine di "associazioni di redenzione" (救世团体 jiùshì tuántǐ) coniato dal sinologo indiano Prasenjit Duara, mentre gli studi accademici cinesi contemporanei tendono a descriverli come "sette religiose popolari" (民間宗教 mínjiān zōngjiào, 民间教门 mínjiān jiàomén o 民间教派 mínjiān jiàopài), superando l'antica definizione di xiéjiào (邪教), "dottrine maligne", sotto la quale il governo imperiale e la prima repubblica classificavano molte di esse.
Queste religioni sono caratterizzate da egualitarismo, figure fondatrici carismatiche che sostengono di aver ricevuto rivelazioni divine dirette, escatologie millenaristiche, adesione degli individui per propria decisione volontaria, esperienza fisica del numinoso attraverso la cura e la coltivazione corporea, un orientamento espansivo attraverso buone azioni, proselitismo e filantropia. Le loro pratiche sono concentrate sullo sviluppo delle qualità morali, sulla coltivazione del corpo, e sulla recitazione delle scritture.
Molte delle religioni di redenzione del XX e del primo XXI secolo aspirano a incoporare e riformare il patrimonio religioso cinese tradizionale contrapponendolo al modernismo e al materialismo dell'Occidente. Esse includono lo Yiguandao (一贯道) e altre religioni appartenenti allo Xiantiandao (先天道 "Via del Cielo Anteriore"), il Jiugongdao (九宮道 "Via dei Nove Palazzi Celesti"), le numerose branche del luoismo (罗教 luōjiào), lo zailiismo (在理教 zàilǐjiào), e fenomeni più recenti quali le Chiese della Virtù (德教会 déjiàohuì), lo weixinismo (唯心教 wéixīnjiào), lo xuanyuanismo (軒轅教 xuānyuánjiào) e il tiandiismo (天帝教 tiāndìjiào). Anche le scuole qigong sono ricondotte alla stessa categoria dei movimenti di salvazione.
Tutti questi movimenti vennero proibiti per legge durante la prima Repubblica di Cina (1912-1949), e di seguito la Repubblica Popolare ereditò tale proibizione. Molti di essi rimangono sotterranei o non riconosciuti ufficialmente nella Cina odierna, mentre altri — per esempio le Chiese della Virtù, il tiandiismo, lo xuanyuanismo, lo weixinismo e lo Yiguandao — operano in Cina e collaborano con istituzioni accademiche e non-governative. Il sanyiismo (三一教 sānyījiào) è un'altra organizzazione religiosa popolare fondata nel XVI secolo, presente nella regione di Putian del Fujian dove è legalmente riconosciuta.
Un'altra categoria che è stata spesso confusa con quella dei movimenti di salvazione dagli studiosi è quella delle società segrete (會道門 huìdàomén, 祕密社會 mìmì shèhuì, o 秘密結社 mìmì jiéshè). Esse sono comunità religiose di carattere iniziatico e segreto, e includono milizie rurali quali le Lance Rosse (紅槍會) e i Grandi Coltelli (大刀會), fraternità quali le Bande Verdi (青幫) e la Società degli Anziani (哥老會). Esse furono molto attive nella prima repubblica e spesso identificate come "dottrine eretiche" (宗教異端 zōngjiào yìduān). Studi recenti hanno coniato la categoria di "sette segrete" (祕密教門 mìmì jiàomén) per descrivere le società segrete contadine viste positivamente delle dinastie Yuan, Ming e Qing, dalle società segrete viste negativamente della prima repubblica, che erano considerate forze anti-rivoluzionarie.
Un ulteriore tipo di movimento religioso popolare, forse sovrapponibile a quello delle sette segrete, sono le sette marziali. Esse combinano due aspetti: il wénchǎng (文场 "campo culturale"), ossia l'aspetto dottrinale caratterizzato da elaborate cosmologie, teologie e liturgie, e in genere insegnato solo agli iniziati; e il wǔchǎng (武场 "campo marziale"), ossia la pratica di coltivazione corporea, generalmente mostrata come "faccia pubblica" del movimento. Queste religioni popolari marziali furono proibite sotto i Ming, per decreto imperiale, e tali proibizioni persistettero fino alla fine della dinastia Qing nel XX secolo. Un esempio di setta marziale è il meihuaismo (梅花教 méihuājiào, scuola dei "Fiori di Pruno"), una branca del baguaismo (八卦教 bāguàjiào) che è molto diffusa nella Cina del nord. A Taiwan, tutte le sette di salvazione furono pienamente legalizzate nei tardi anni 1980.

### Buddhismo

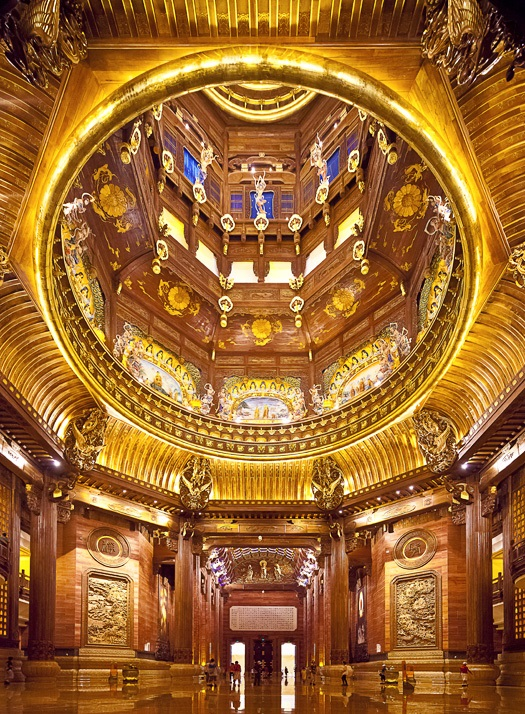
Salone interno del Palazzo di Brahma del "Vaticano Buddhista" a Wuxi, Jiangsu.

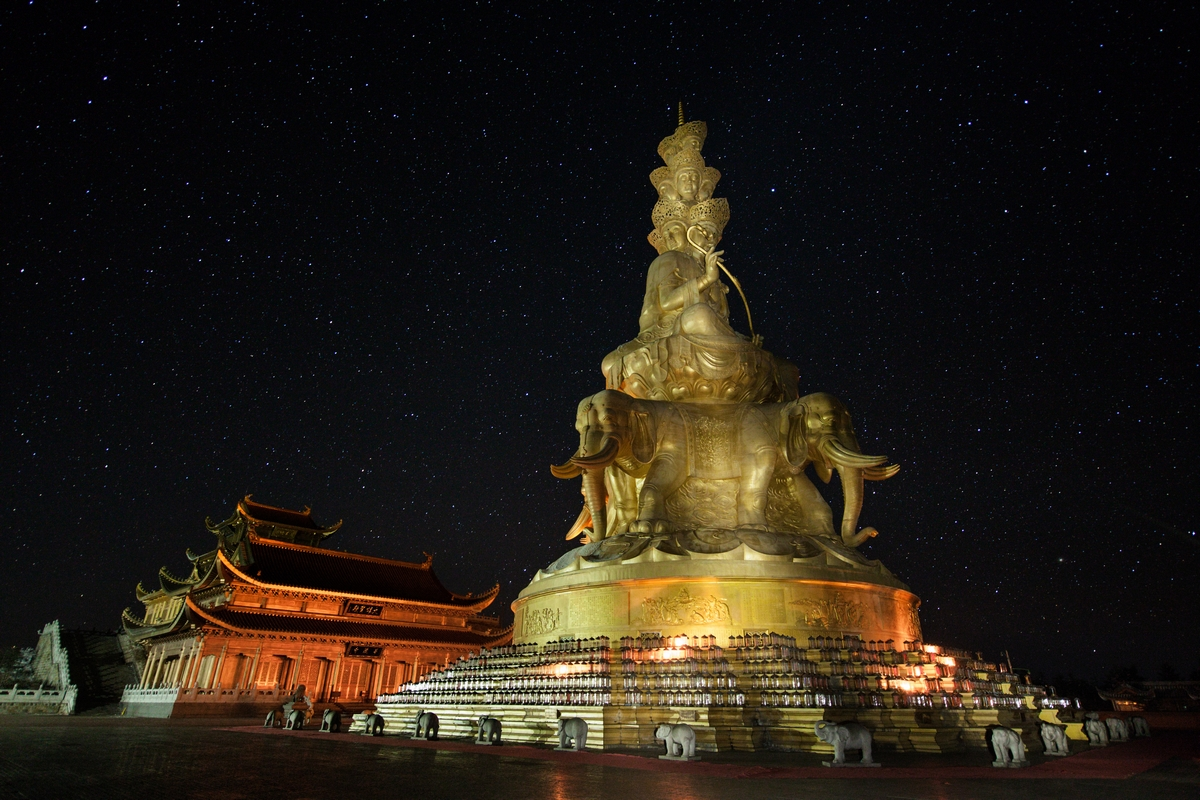
Complesso templare con statua di Samantabhadra delle Dieci Direzioni, sul Monte Emei, in Sichuan. L'Emei è una delle quattro montagne sacre del buddhismo cinese.

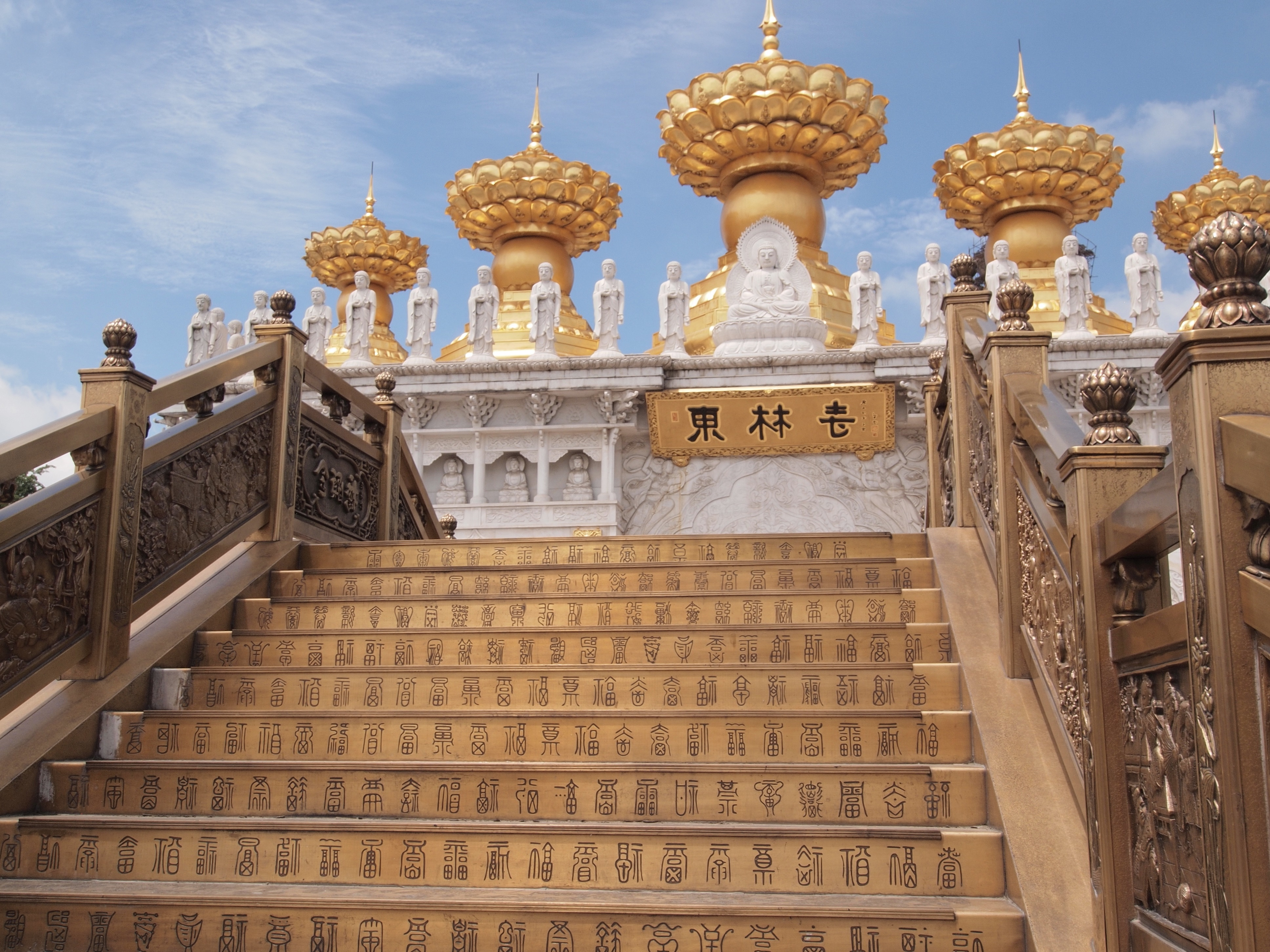
Via d'accesso al Tempio Donglin di Shanghai.

In Cina, il buddhismo (佛教 fójiào) è rappresentato da un grande numero di seguaci del Mahayana. Questo è distinto in due diverse tradizioni culturali, quella delle scuole buddhiste cinesi, seguite dai cinesi Han e da alcune minoranze etniche, e le scuole del buddhismo tibetano, seguite soprattutto da tibetani, mongoli nel nord, e anche cinesi Han. La maggioranza dei buddhisti in Cina, contati nelle centinaia di milioni, sono seguaci delle scuole cinesi, mentre i buddhisti che seguono le scuole tibetane si contano nelle decine di milioni. Piccole minoranze che seguono il Theravada esistono soprattutto nelle province sud-occidentali dello Yunnan e del Guangxi, che confinano con Birmania, Thailandia e Laos, nonché nella provincia insulare di Hainan, e sono seguite da popolazioni di etnia Tai.
Con la fondazione della Repubblica Popolare Cinese nel 1949, l'Associazione buddhista cinese venne istituita nel 1953. Durante la rivoluzione culturale il Buddhismo fu soppresso e numerosi templi furono chiusi o distrutti. Dagli anni 1980 il buddhismo iniziò a riguadagnare popolarità tornando a essere la maggiore religione organizzata in Cina. Le stime sul numero dei buddhisti nella Cina odierna variano, ma i sondaggi più recenti rilevano una media che oscilla tra il 10% e il 20% della popolazione identificarsi come buddhista, con percentuali anche più alte in alcune province.

#### Buddhismo cinese
Il buddhismo venne introdotto in Cina dalle popolazioni ad essa confinati sul versante occidentale, durante la dinastia Han, tradizionalmente nel I secolo. Divenne molto popolare tra cinesi di tutte le estrazioni sociali; ammirato dai popolani, e supportato dagli imperatori di alcune dinastie. L'espansione del buddhismo raggiunse il suo picco massimo durante la dinastia Tang, nel IX secolo, quando i monasteri buddhisti erano divenuti molto ricchi e potenti. Il potere delle istituzioni buddhiste fu tra le motivazioni di ordine pratico — le ragioni di ordine ideale erano che si trattasse di una religione straniera — per cui gli imperatori Tang decisero di mettere in atto una serie di persecuzioni del buddhismo, quattro, a cominciare con la cosiddetta "grande persecuzione anti-buddhista" sotto l'imperatore Wuzong, nell'845. Numerosi monasteri furono distrutti e l'influenza del buddhismo in Cina fu fortemente ridotta; nondimeno il buddhismo sopravvisse e riguadagnò un posto nella società cinese nel corso dei secoli successivi.
Diffondendosi in Cina, il buddhismo dovette interagire con le religioni indigene, con il taoismo in particolare. Da tale interazione emersero le scuole del buddhismo cinese (汉传佛教 Hànchuán fójiào). Originariamente visto come una sorta di "taoismo straniero", le scritture del buddhismo vennero tradotte in cinese utilizzando il vocabolario taoista. Il buddhismo Chán in particolare fu influenzato dal taoismo, sviluppando diffidenza verso le scritture e financo per il linguaggio, così come visioni tipicamente taoiste quali l'enfasi sul momento e pratiche dedicate alle specifiche circostanze. Per tutto il periodo Tang lo stesso taoismo sviluppò caratteri presi dal buddhismo, quali il monachesimo, il vegetarianesimo, l'astensione dagli alcolici, e la dottrina della vacuità. Durante lo stesso periodo, il buddhismo Chan crebbe sino a diventare la setta principale del buddhismo cinese.
Il buddhismo non fu, ad ogni modo, universalmente ben ricevuto, in particolare tra le classi benestanti. Gli insegnamenti del Buddha apparivano alieni e amorali alla sensibilità conservatrice confuciana. Il confucianesimo promuoveva la stabilità sociale, l'ordine, le famiglie numerose, e la vita pratica, e gli ufficiali imperiali ponevano in questione come il monachesimo e la ricerca personale del conseguimento del nirvana potessero essere di beneficio per l'impero. Ad ogni modo, buddhismo e confucianesimo si riconciliarono dopo secoli di conflitto e assimilazione vicendevole.
Nella Cina odierna, le forme più diffuse del buddhismo sono il buddhismo della Terra Pura e il Chan. La Terra Pura è una forma accessibile per il grande pubblico, in quanto anche i praticanti laici sono considerati, da tale dottrina, in grado di uscire dal circolo delle morti e rinascite. L'obiettivo di questa forma popolare del buddhismo è che l'adepto rinasca nella "Terra Pura", concepita come luogo più che come stato mentale. Negli anni 2000 e 2010 l'influenza del buddhismo cinese si è espressa attraverso la costruzione di grandi statue, pagode e templi, tra cui il Grande Buddha della Pianura Centrale, la statua più alta del mondo. Numerosi templi in Cina sostengono di possedere reliquie dell'originale Gautama Buddha.
La rinascita del buddhismo cinese nel XXI secolo ha visto lo sviluppo del movimento del "buddhismo umanistico", reintrodotto da Taiwan e dai cinesi d'oltremare, per tramite di organizzazioni quali la Cíjì (慈济), che ha potuto operare in Cina dal 1991 e ha aperto il suo quartier generale sul continente nel 2010 a Suzhou.

#### Buddhismo tibetano e altre scuole Vajrayana

Accademia buddhista Larung Gar a Sêrtar, Garzê, Sichuan. Fondata nel 1980. è oggi il più grande istituto monastico al mondo, con circa 40,000 membri di cui 1/10 di etnia Han.

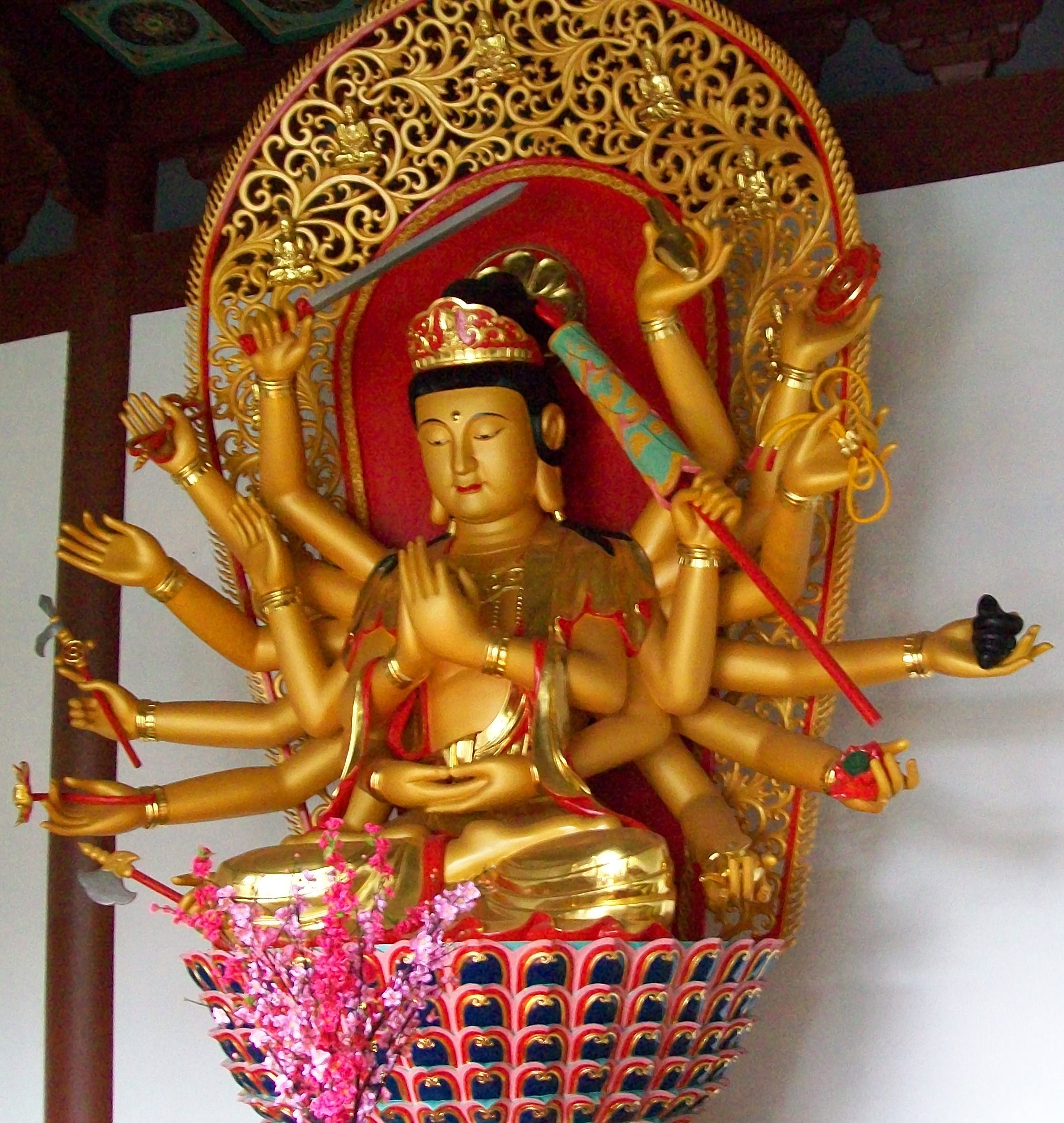
Cundī al Tempio Lingyin di Hangzhou, Zhejiang. Cundī è la versione di Guanyin nei misteri Tang.

Le scuole buddhiste emerse nella sfera culturale tibetana (藏传佛教 Zàngchuán fójiào oppure 喇嘛教 lǎmajiào, "lamaismo") hanno anche un'influenza che attraversa tutta la Cina e risale alle storiche interazioni tra i cinesi Han e i tibetani e i mongoli. Il buddhismo tibetano è la religione dominante in Tibet, nonché tra i tibetani del Qinghai, di altre province, e ha una presenza storica significativa nella Mongolia Interna (dove è tradizionalmente chiamato Burkhany shashin, "religione del Buddha", o shira-in shashin, la "religione gialla" — 黄教 huángjiào in cinese). Ad ogni modo, vi sono numerosi templi buddhisti tibetani financo nelle province nordorientali, compreso il Tempio Yonghe a Pechino.
Controversie circondano la gerarchia buddhista tibetana, specificamente riguardo alla successione del XIV Dalai Lama — capo spirituale della scuola Gelug, la scuola più diffusa del buddhismo tibetano —, il quale prima di abbandonare la Cina durante la rivolta tibetana del 1959 deteneva pieno potere politico sul Tibet. Il Panchen Lama, il gerarca tibetano incaricato della designazione del futuro successore del Dalai Lama, è materia delle controversie tra il governo cinese e Tenzin Gyatso, XIV Dalai Lama. Il governo della Cina sostiene che la presente (undicesima) incarnazione del Panchen Lama sia Qoigyijabu, al secolo Gyancain Norbu, mentre Tenzin Gyatso sostenne nel 1995 che fosse Gedhun Choekyi.
In seguito alla liberalizzazione delle religioni in Cina, a partire dagli anni 1980, ha visto significativa diffusione un movimento di adozione della scuola Gelug, e altre tradizioni del buddhismo tibetano, da parte dei cinesi Han. Tale movimento è stato alimentato dal proselitismo esercitato da lama tibetani istruiti in cinese e operanti in tutta la Cina.
Accanto al buddhismo tibetano, che è di tipo Vajrayana internamente al Mahayana — ossia buddhismo esoterico "del fulmine" o "del diamante" (questi i significati di vajra) —, il Vajrayana è presente in Cina in altre forme. Una di queste è l'azhaliismo (阿吒力教 āzhālìjiào) praticato da alcune genti di etnia Bai.
La corrente Vajrayana del buddhismo cinese, di antica tradizione, è detta Tángmì (唐密 "misteri dei Tang"), poiché fiorì ai tempi della dinastia Tang giusto prima della grande soppressione del buddhismo decretata dall'impero. Un altro nome per queste tradizioni è "trasmissione cinese Han della tradizione esoterica (o misterica)" (汉传密宗 Hànchuán mìzōng, dove mizong è il termine cinese per "Vajrayana"). Il Tangmi, insieme alla più vasta tradizione esoterico-religiosa del tantrismo (怛特罗 dátèluō o 怛特罗密教 dátèluó mìjiào; che può includere elementi religiosi hindu) ha anch'esso vissuto una rivitalizzazione dagli anni 1980 all'interno della rinascita buddhista cinese.
Alcune sette di matrice Vajrayana cinese, come la Via d'accesso al Fiore Nascosto (华藏宗门 Huácáng zōngmén) e la Vera tradizione del risveglio (真佛宗 Zhēnfó zōng) sono tra le religioni messe fuorilegge dal governo cinese.

## Religioni minoritarie

### Cristianesimo

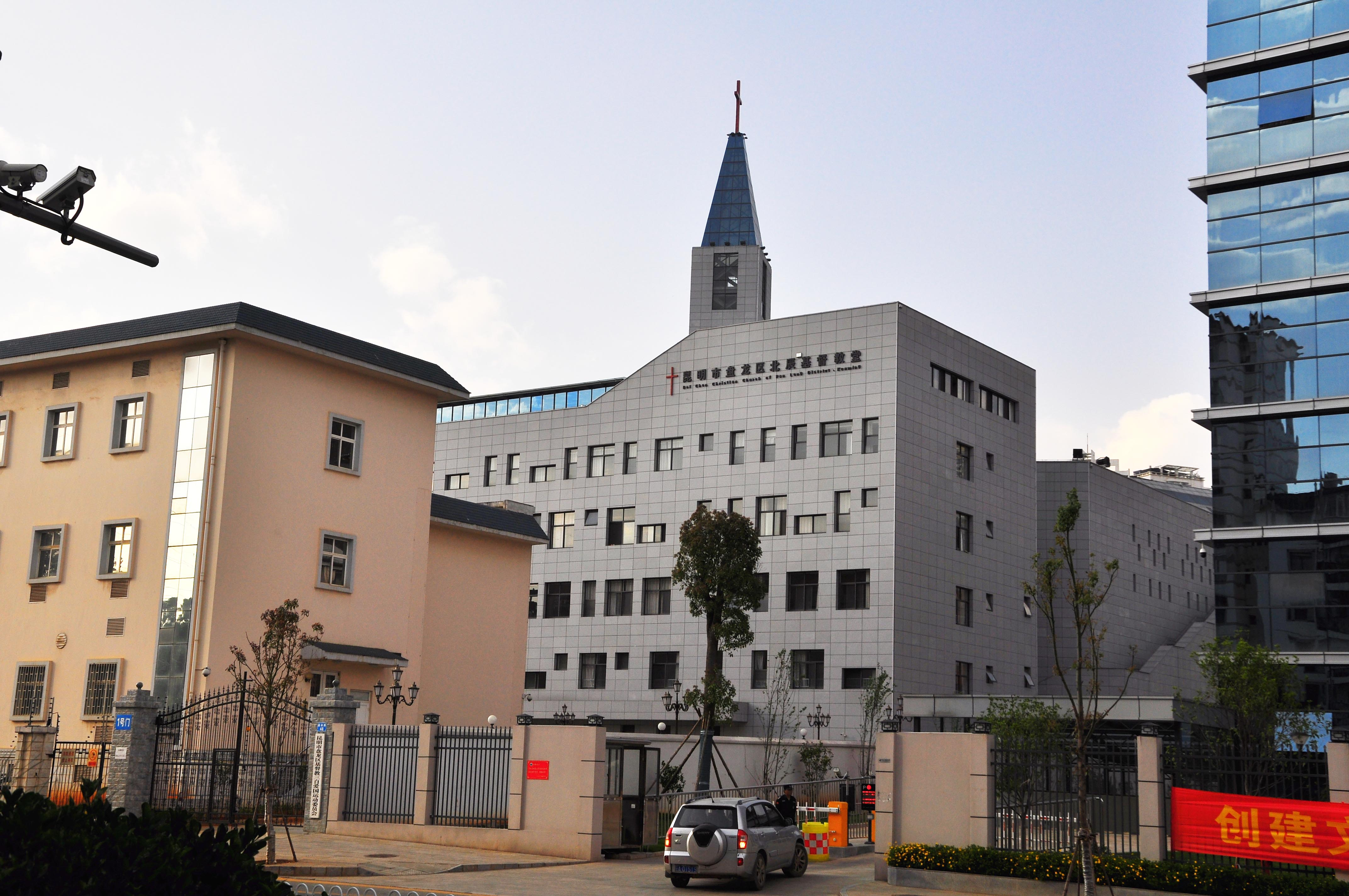
Una chiesa protestante a Kunming, Yunnan.

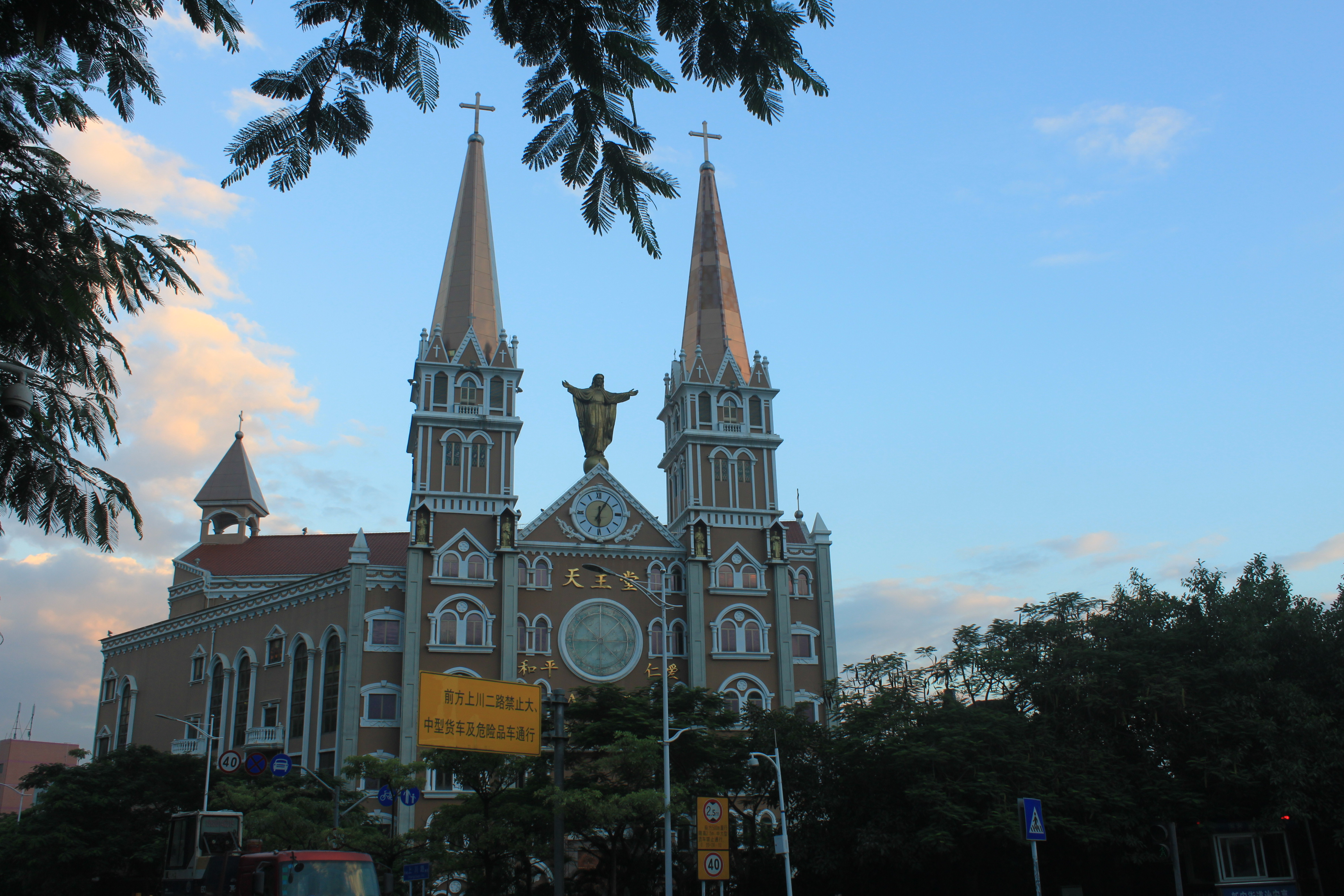
Chiesa cattolica di Cristo Re a Shenzhen, Guangdong.

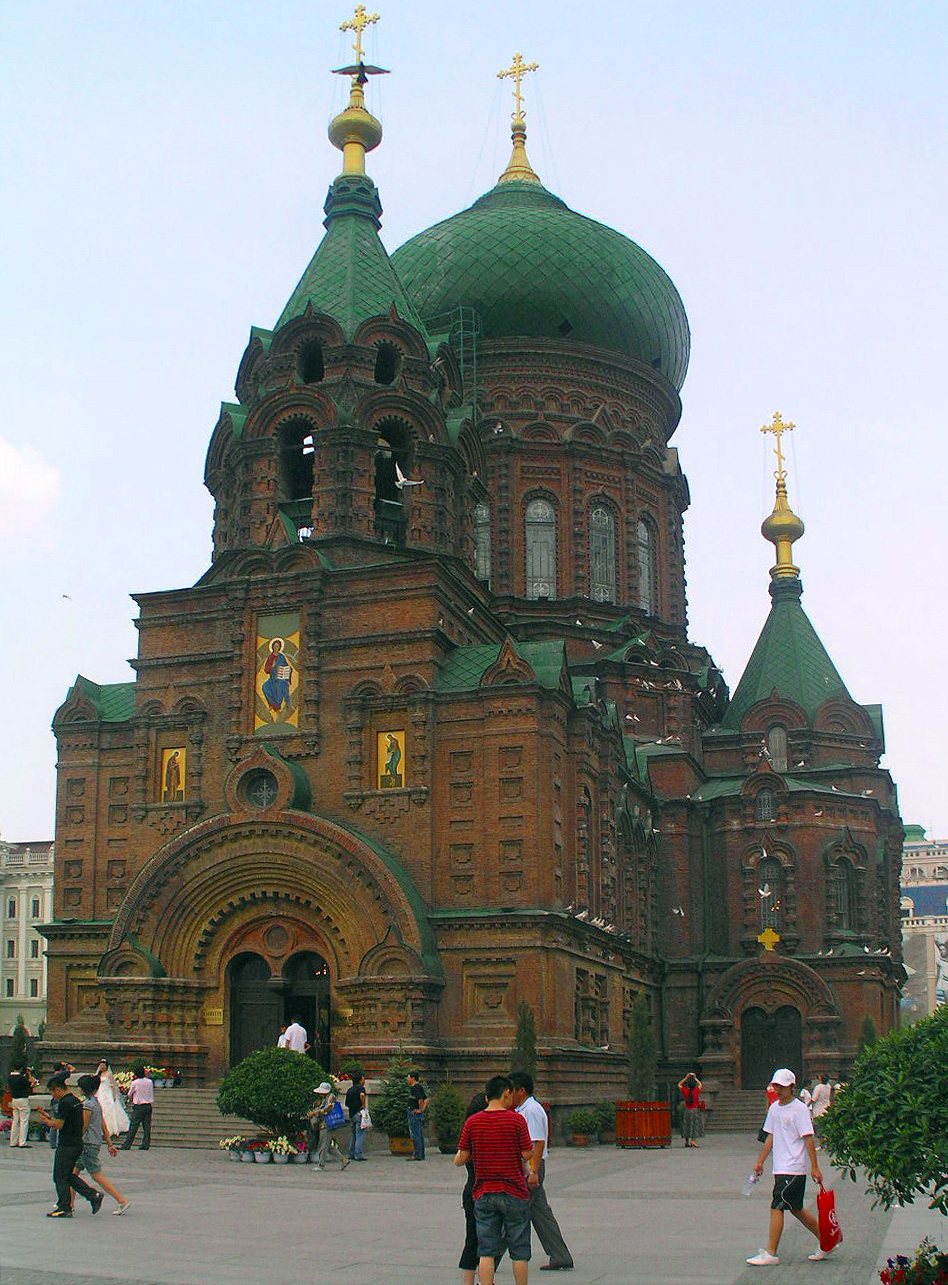
Cattedrale di Santa Sofia, russa ortodossa, ad Harbin, Heilongjiang.

Il cristianesimo (基督教 jīdūjiào, "religione del Cristo") in Cina comprende il protestantesimo (基督教新教 jīdūjiào xīnjiào, letteralmente "nuovo cristianesimo"), il cattolicesimo (天主教 tiānzhǔjiào, "religione del Signore del Cielo"), e un piccolo numero di cristiani ortodossi (正教 zhèngjiào). Anche il mormonismo (摩爾門教 mó'ěrménjiào) ha una piccola presenza in Cina. La Chiesa cristiana ortodossa, che ha dei credenti soprattutto tra la minoranza russa e alcuni cinesi nell'estremo nord-est e nord-ovest, è registrata come religione riconosciuta in Heilongjiang. Nella categoria di "protestantesimo" i cinesi comprendono anche una varietà di sette eterodosse di ispirazione biblica o cristiana, quali lo zhushenismo (主神教 zhǔshénjiào, "Chiesa dei Signore Dio"), il linglingismo (灵灵教 línglíngjiào, "Chiesa numinosa"), il Fuhuodao (复活道), la Chiesa dei Discepoli (门徒会 méntúhuì) e la Chiesa di Dio Onnipotente (全能神教 quánnéngshénjiào).
Il cristianesimo esisteva già in Cina nel VII secolo, e ha vissuto cicli di significativa presenza durati secoli, per poi scomparire per ulteriori secoli ed essere reintrodotto in Cina da missioni straniere. L'arrivo del missionario persiano Alopen nel 635, durante il primo periodo della dinastia Tang, è considerato da molti studiosi come il primo ingresso del cristianesimo in Cina. Ciò cui gli occidentali si riferivano come nestorianesimo ebbe una notevole fioritura in Cina, finché l'imperatore Wuzong non sancì l'eliminazione di tutte le religioni straniere allora presenti (buddhismo, cristianesimo e zoroastrismo) nell'845. Il cristianesimo venne reintrodotto nel XIII secolo durante la dinastia Yuan, di matrice mongola; i mongoli riportarono il nestorianesimo e inoltre intessero rapporti con il papato, specialmente per tramite di missioni francescane nel 1294. Successivamente, quando la dinastia Ming, di origine cinese Han, sostituì gli Yuan nel XIV secolo, il cristianesimo venne nuovamente estirpato quale religione straniera.
Alla fine della dinastia Ming nel XVI secolo, missioni gesuitiche arrivarono a Pechino via Guangzhou. Il più celebre missionario gesuita in Cina fu Matteo Ricci, matematico italiano che vi giunse nel 1588 e visse a Pechino. Ricci fu accolto con benevolenza dalla corte imperiale e poté introdurre conoscenze occidentali in Cina. I Gesuiti seguirono una politica di adattamento del cattolicesimo che predicavano alla religione tradizionale cinese, specialmente accogliendo il culto degli avi, ma tale pratica finì per essere condannata dai papi Clemente XI, Clemente XII e Benedetto XIV, che la proibirono come idolatria politeistica. Conseguentemente le missioni cattoliche non trovarono più appoggi nella società cinese.
Il cristianesimo giocò un ruolo importante nel tardo periodo imperiale, durante la dinastia Qing, sebbene sia rimasto una religione minoritaria in Cina. Ondate di missionari entrarono nel paese in questo periodo per via degli accordi con le potenze straniere. La Chiesa ortodossa russa fu introdotta nel 1715, mentre le missioni protestanti iniziarono nel 1807. L'attività missionaria si intensificò durante la prima guerra dell'oppio nel 1842. I missionari e le loro scuole, sotto la protezione delle potenze occidentali, favorirono l'occidentalizzazione della Cina nel XIX e primo XX secolo. La rivolta dei Taiping (1850–1871) fu influenzata dal cristianesimo e favorita dai missionari protestanti, mentre la ribellione dei Boxer (1899–1901) fu una reazione cinese al cristianesimo e all'influenza degli occidentali in Cina.
I missionari cristiani fondarono i primi ospedali di medicina moderna, e numerose scuole e università. Molte importanti università cinesi furono in origine degli istituti religiosi. Alcuni esponenti della prima repubblica (1912–49), tra cui Sun Yat-sen, si dicevano cristiani o influenzati dal cristianesimo. Entro il 1921, Harbin, la città più grande della Manciuria, aveva una popolazione russa di circa centomila persone, che costituivano gran parte dei cristiani del luogo.
Il cristianesimo ebbe un periodo di espansione dopo gli anni 1980 e fino agli anni 1990, ma negli anni successivi tale fioritura fu rallentata dalle religioni tradizionali cinesi, le quali si ripresero con più rapidità e in misura maggiore rispetto al cristianesimo e al buddhismo. Lo studioso Richard Madsen (2010) nota come il cristianesimo in ambito cinese tenda a dissolversi in quanto "il dio cristiano diviene solo uno in un pantheon di dèi locali ai quali la popolazione dedica la propria lealtà".
I protestanti in Cina sono oggi, includendo sia le chiese ufficiali che quelle non riconosciute, tra i 25 e i 35 milioni, mentre i cattolici non superano i 10 milioni. Le analisi demografiche più recenti rivelano che una media del 2% della popolazione cinese (dai 30 ai 40 milioni) si dichiara cristiana. I cristiani sono distribuiti sul territorio in maniera disomogenea, con le comunità più consistenti presenti nelle province di Henan, Anhui e Zhejiang. La popolazione protestante è rappresentata soprattutto da gente povera, donne senza famiglia, illetterati o semi-illetterati ed anziani.
Un numero significativo di cristiani in Cina, e specialmente delle chiese non riconosciute dal governo, appartengono alla minoranza etnica coreana. Il cristianesimo ha una presenza significativa nella prefettura autonoma coreana di Yanbian, in Jilin. Le chiese coreane sono in genere a guida maschile, mentre le chiese cinesi sono a guida femminile (laddove tra i cinesi sono le religioni tradizionali ad essere a guida maschile), infatti tra le ventotto chiese presenti a Yanji, di cui venticinque sono coreane e solo tre cinesi, tutte le chiese coreane sono guidate da pastori uomini e tutte le chiese cinesi sono guidate da donne. Le chiese coreane tendono a mantenere rapporti con chiese della Corea del Sud, e sono per questo soggette a maggiore controllo da parte del governo cinese.

### Islam

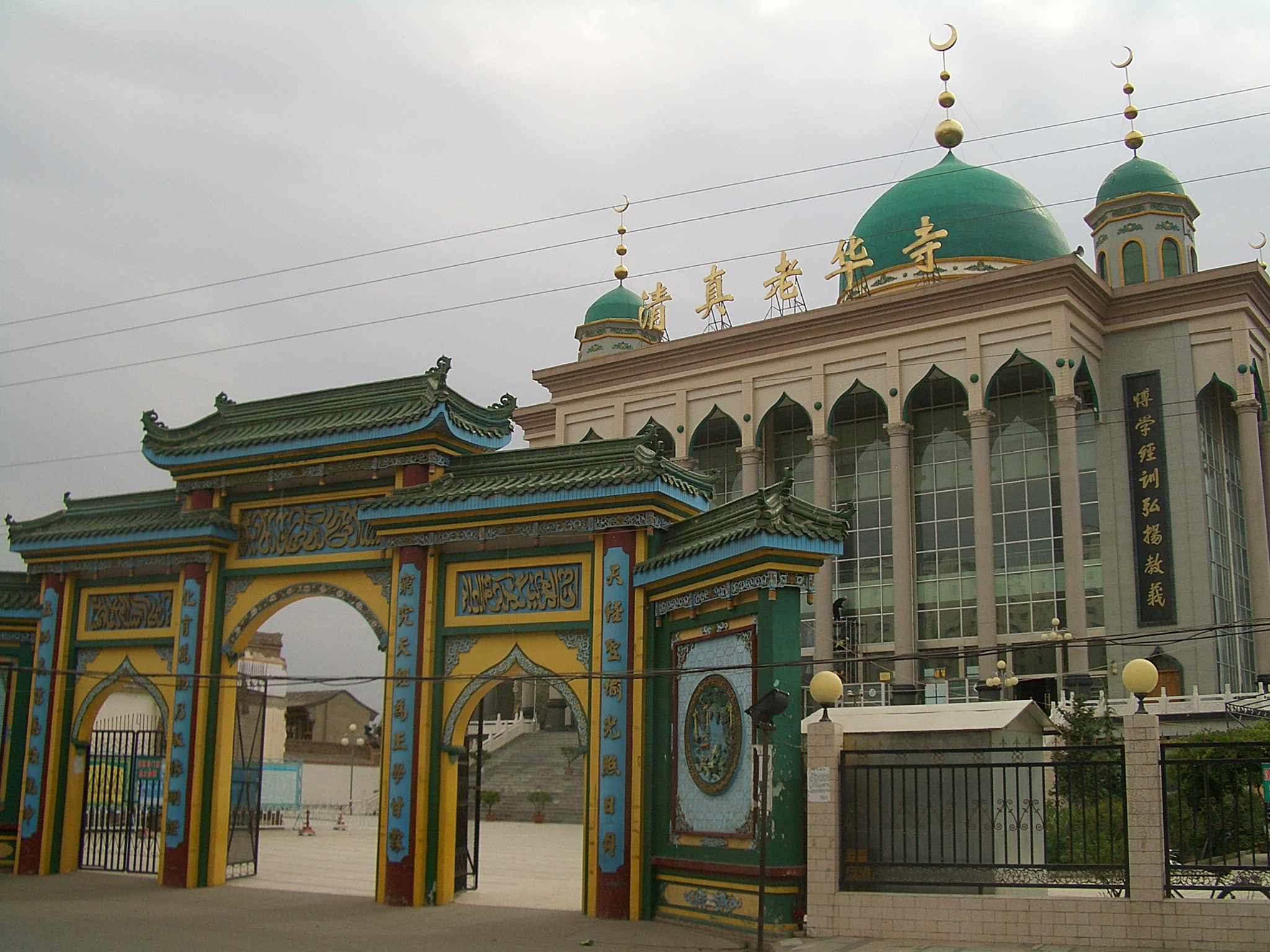
Moschea di Laohua a Linxia, Gansu.

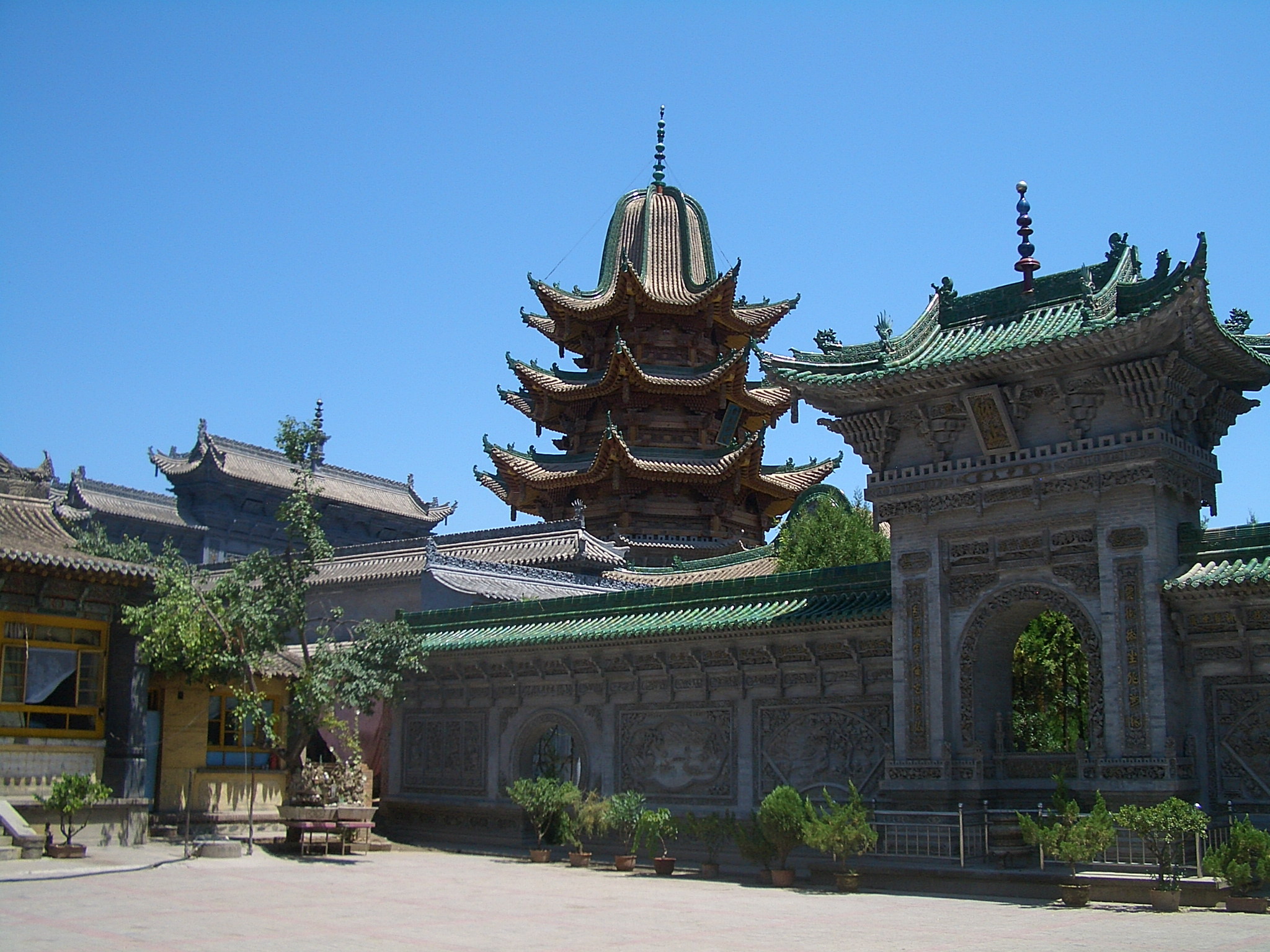
Il gongbei (santuario) del maestro sufi Yu Baba a Linxia.

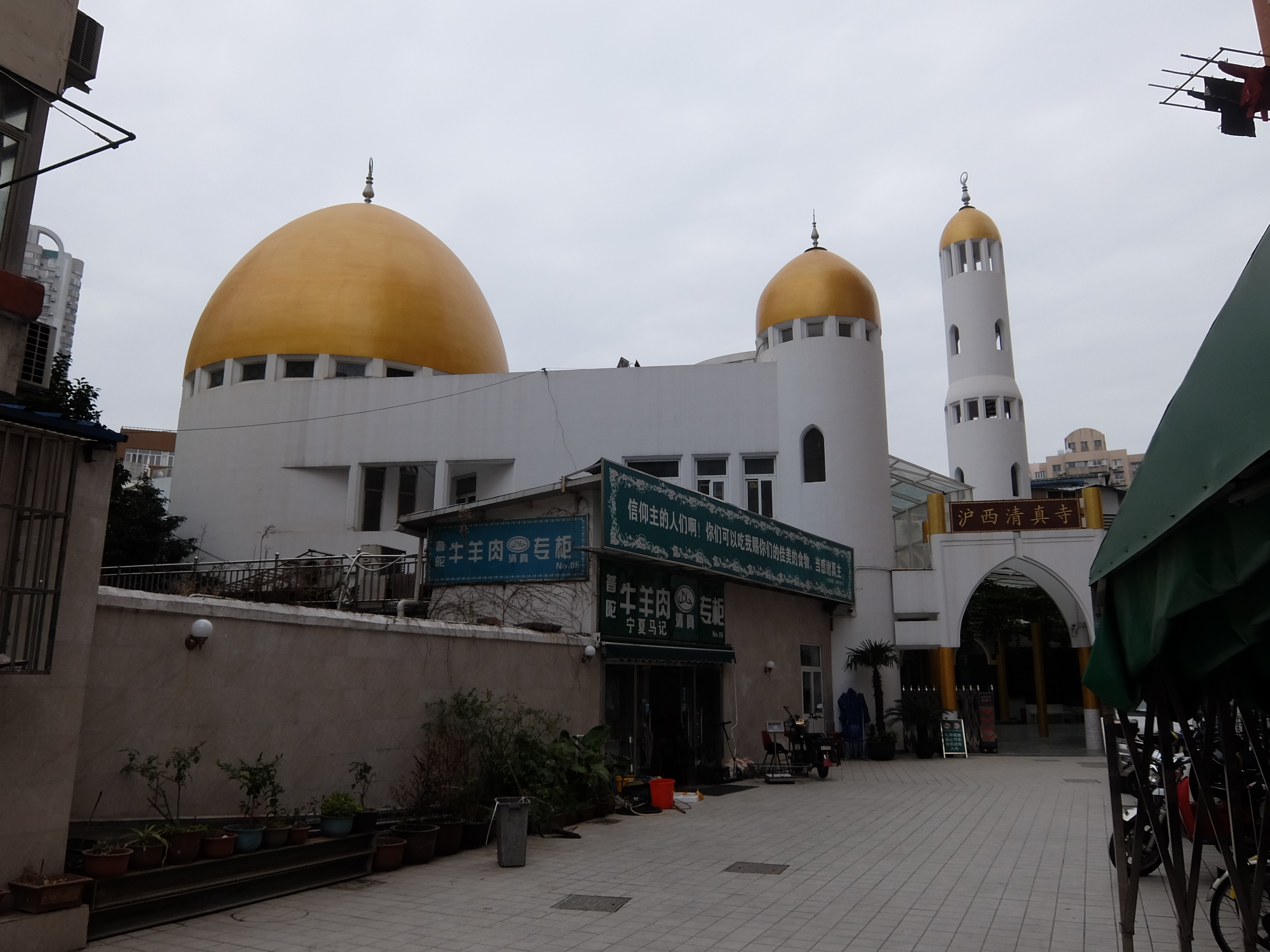
Moschea di Huxi e negozio ḥalāl a Shanghai.

La prima introduzione dell'islam (伊斯兰教 yīsīlánjiào o 回教 huíjiào) in Cina è tradizionalmente fatta risalire a una missione diplomatica nel 651, diciotto anni dopo la morte di Maometto, guidata da Sa'd ibn Abi Waqqas. L'imperatore Gaozong mostrò interesse per l'islam e fondò la Moschea di Huaisheng a Guangzhou, anche detta "Moschea Memoriale" in quanto dedicata al Profeta stesso.
Gruppi di musulmani, per la maggior parte arabi, viaggiavano in Cina per praticare il commercio. Nell'anno 760, il massacro di Yangzhou portò all'uccisione di un gran numero di tali commercianti, e successivamente, nel 878–879, ribelli cinesi presero d'assalto la comunità araba attuando il cosiddetto massacro di Guangzhou. Ad ogni modo, i musulmani entro la dinastia Song (960–1279) dominavano il mercato di importazione ed esportazione. L'Ufficio Generale delle Spedizioni era costantemente occupato da un ministro musulmano. L'immigrazione islamica crebbe durante la dinastia Yuan (1271–1368), quando centinaia di migliaia di musulmani vennero dislocati in Cina per la loro abilità come amministratori locali. Un musulmano, Yeheidie'erding, guidò i lavori di costruzione della capitale degli Yuan, Khanbaliq, che sarebbe divenuta la odierna Pechino.
Durante la dinastia Ming (1368–1644), i musulmani continuarono ad avere influenze presso le classi alte. I generali più fidati di Zhu Yuanzhang erano musulmani, tra cui Lan Yu, che guidò una vittoria decisiva contro i mongoli, ponendo fine effettiva al progetto dei mongoli di riconquistare la Cina. L'ammiraglio Zhang He guidò sette spedizioni nell'Oceano Indiano. L'imperatore Hongwu compose l'Elogio di cento parole (百字讃 Bǎizìzàn) in onore di Maometto. I musulmani discendenti degli immigrati arabi e centro-asiatici iniziarono ad assimilarsi ai cinesi, parlando la lingua cinese, adottando nomi cinesi, e sposandosi con cinesi Han. Essi svilupparono una propria distinta tradizione culinaria, una propria architettura, stili di arti marziali e una propria calligrafia (il sini). Questo periodo, in genere considerato un'età dell'oro dell'islam in Cina, vide anche Nanchino divenire un importante centro di studi islamici.
L'ascesa della dinastia Qing vide numerose ribellioni islamiche, inclusa la ribellione dei panthay (termine birmano per i musulmani cinesi) che ebbe luogo in Yunnan dal 1855 al 1873, e la rivolta dei Dungani che ebbe luogo in Xinjiang, Shaanxi e Gansu dal 1862 al 1877. Il governo di origine manciù ordinò l'esecuzione di tutti i ribelli, uccidendo circa un milione di musulmani a seguito della rivolta panthay, e diversi milioni a seguito della rivolta dei Dungani. Comunque, molti musulmani, tra cui Ma Zhan'ao, Ma Anliang, Dong Fuxiang, Ma Qianling e Ma Julung, passarono dalla parte dei Qing, e aiutarono il generale Zuo Zongtang a sterminare i musulmani ribelli. Questi generali musulmani appartenevano alla setta Khufiyya, mentre i ribelli appartenevano alla setta Jahariyya. Nel 1895, un'ulteriore rivolta dei Dungani ebbe luogo, e musulmani lealisti come Dong Fuxiang, Ma Anliang, Ma Guoliang, Ma Fulu e Ma Fuxiang, massacrarono i ribelli che erano guidati da Ma Dahan, Ma Yonglin, e Ma Wanfu. Pochi anni dopo, un'armata islamica nota come i Prodi del Gansu, guidata dal generale Dong Fuxiang, combatté per la dinastia Qing contro gli occidentali durante la rivolta dei Boxer.
Dopo la caduta dei Qing, Sun Yat-sen proclamò che la Cina apparteneva a pari diritto a tutte le "cinque razze" che l'hanno storicamente popolata: cinesi Han, mancesi, mongoli, tibetani e cinesi Hui (ossia i cinesi musulmani). Negli anni 1920 le province di Qinghai, Gansu e Ningxia caddero sotto il controllo di signori della guerra musulmani conosciuti come la "cricca dei Ma" (cognome derivato da Muḥammad), i quali servirono come generali nell'Esercito rivoluzionario nazionale. Durante il periodo maoista e la rivoluzione culturale, le moschee vennero spesso chiuse o demolite, e le copie del Corano distrutte dalle Guardie Rosse.
Dopo gli anni 1980 l'islam è riemerso in Cina con una rifioritura culturale, la fondazione di nuove associazioni islamiche e moschee. Esso è presente in tutte le province della Cina, ma ha una presenza massiccia, in certe zone maggioritaria, in tutto il centro-nord-ovest del paese, incluse le province di Ningxia e Qinghai; è la religione della maggioranza assoluta in Xinjiang, abitato dalla popolazione islamica degli uiguri. Delle minoranze etniche riconosciute dalla Cina, dieci gruppi sono tradizionalmente islamici. Per quanto riguarda il numero totale di musulmani in Cina, le rilevazioni statistiche in genere riscontrano che un 1–2% della popolazione totale della Cina si dichiara musulmano, ossia dai 20 ai 30 milioni. Nel 2010 la popolazione musulmana cinese era servita da circa trenta-quarantamila moschee, quaranta-cinquantamila imam (ahong), e dieci scuole coraniche.

## Altre religioni

### Religioni indigene delle minoranze etniche

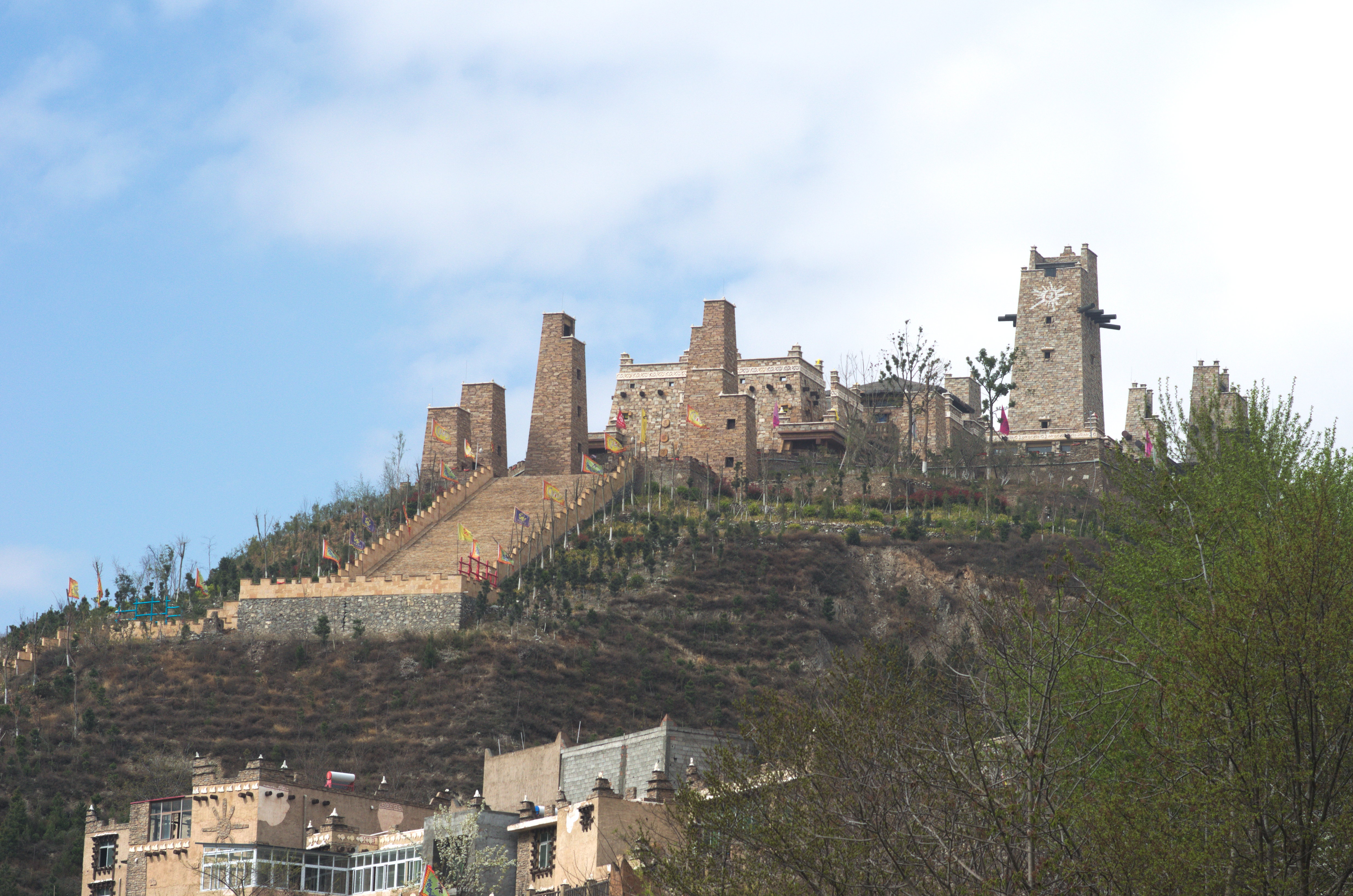
Il Tempio della Tartaruga Argentea (银龟神庙 Yínguīshénmiào), un complesso di templi qiang consacrati nel 2013-2014. I suoi tre templi sono dedicati a Yandi, Dayu e Li Yuanhao, le più importanti divinità dei Qiang, popolo poco numeroso ma importante nella storia sino-tibetana. Si trova sul Qiangshan (Monte Qiang), a Qiang, contea di Mao della prefettura autonoma tibetana e qiang di Aba, Sichuan.

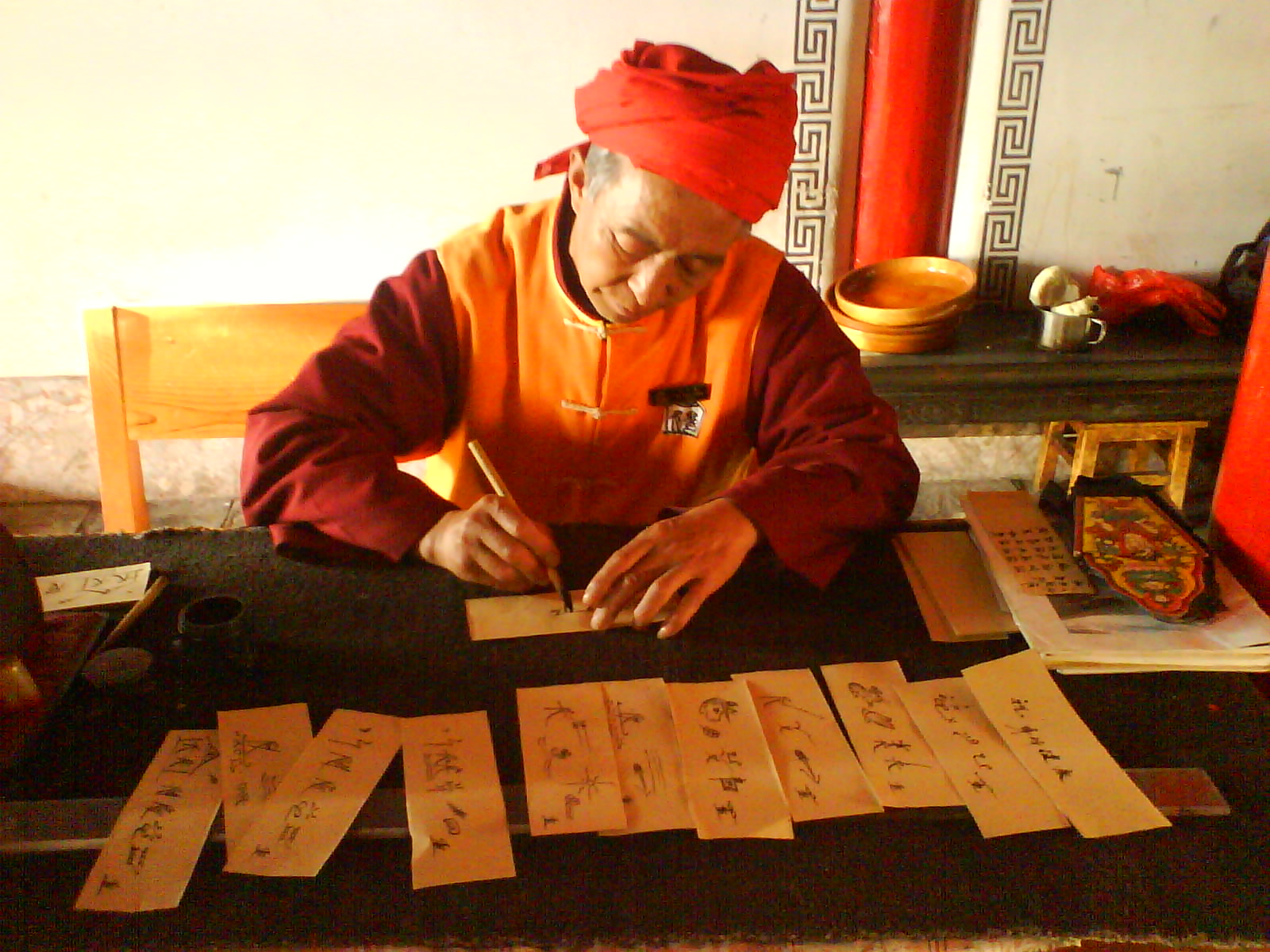
Un sacerdote dongba che scrive oracoli nella scrittura sacra dei Naxi presso un tempio dongba a Lijiang, Yunnan.

I popoli mongoli e manciù del nord del paese praticano, insieme al buddhismo tibetano o cinese, proprie forme di sciamanesimo (sciamanesimo mongolo, 蒙古族萨满教 ménggǔzú sàmǎnjiào; sciamanesimo mancese, 满族萨满教 mǎnzú sàmǎnjiào). Pratiche sciamaniche sono anche parte della religione popolare cinese del centro e del sud.
Molte delle minoranze etniche della Cina conservano proprie tradizioni religiose autoctone. Il dongbaismo (東巴教 dōngbajiào) è la religione indigena del popolo Naxi, una minoranza etnica di origine tibetana che vive nello Yunnan. Parimenti sono praticati il bimoismo (毕摩教 bìmójiào) dal popolo Yi, il benzhuismo (本主教 běnzhǔjiào) dal popolo Bai, il bön (苯教 běnjiào) nativo dei Tibetani, la religione del popolo Zhuang (anche chiamata "moismo", 摩教 mójiào, o "shigongismo", 师公教 shīgōngjiào, zhuang), le religioni popolari dei Hmong, dei Qiang, e degli Yao, che sono intersecate con la religione tradizionale cinese (condividendone molti concetti, dèi e antenati).

### Ebraismo
Gli ebrei sono arrivati in Cina probabilmente allo stesso modo dei cristiani, nel VII secolo, lungo la via della seta. Quattro comunità ebraiche sono presenti in Cina, ad Harbin, Shanghai, Canton e Kaifeng. La comunità di Kaifeng, studiata da Matteo Ricci nel XVII secolo, risalirebbe alla dinastia Song.

## Dottrine maligne (xiejiao)
Il governo cinese, come l'antico governo imperiale (almeno dal periodo Ming) e la prima repubblica (1912-1949), proibisce per legge come "dottrine maligne", o "eretiche", "irregolari" o "demoniache" (邪教 xiéjiào) un vasto numero di sette e organizzazioni religiose considerate pericolose per la salute pubblica e l'ordine dello stato, e contrarie alla tradizione religiosa cinese normale. Queste organizzazioni sono elencate in apposite liste ufficiali.
Molte di queste organizzazioni fanno proprie dottrine tradizionali (taoiste e confuciane), buddhiste, cristiane, o altro, mescolandole o elaborandone interpretazioni nuove. Un esempio emblematico è il Falun Gong (法轮功), emerso nel 1992 come una delle tante correnti del movimento spirituale innovativo del qigong in seno alla spiritualità tradizionale cinese. Secondo il Ministero della Pubblica Sicurezza, il Falun Gong contava 80 milioni di simpatizzanti nel 1998. Dal 1999 questo movimento, considerato pericoloso dal governo, venne proibito e duramente represso. Un altro esempio di xiejiao è la Chiesa di Dio Onnipotente, parte di uno spettro di movimenti di matrice cristiana cui sono attribuiti vari crimini.

## Citazioni
1. 1 2  Chinese Family Panel Studies 2014, per i risultati vedere rilascio #1 (archiviato) e rilascio #2 (archiviato). Le tavole contengono anche i risultati del CFPS 2012 (campione 20,035) e i risultati del Chinese General Social Survey (CGSS) per gli anni 2006, 2008 and 2010 (campioni ~10.000/11,000). Vedere anche, per comparazione,  Yunfeng 云峰 Lu 卢, 卢云峰：当代中国宗教状况报告——基于CFPS（2012）调查数据 [Report on Religions in Contemporary China – Based on CFPS (2012) Survey Data] (PDF), in World Religious Cultures, n. 1, 2014 (archiviato dall'url originale il 9 agosto 2014). p. 13, che riporta i risultati del CGSS 2006, 2008, 2010 and 2011, e l loro media (prima tavola, quinta colonna).
2. 1 2 3 4   Katharina Wenzel-Teuber, Statistics on Religions and Churches in the People's Republic of China – Update for the Year 2016 (PDF), in Religions & Christianity in Today's China, VII, n. 2,  pp. 26-53 (archiviato dall'url originale il 22 luglio 2017).
3. 1 2  Nb: CFPS 2014 ha studiato 13,857 famiglie e 31,665 individui (p. 27, nota 4). Come notato da Katharina Wenzel-Teuber del China Zentrum, istituto tedesco per la ricerca sulle religioni in Cina, a confronto con il CFPS 2012, il CFPS 2014 domandò ai cinesi quali fossero le loro credenze personali riguardo a certe concezioni della divinità associate a una religione precisa (cioè "Buddha", "Tao", "Allah", "Dio dei cristiani/Gesù", "Dio dei cattolici") piuttosto che l'appartenenza a precise istituzioni religiose (p. 27). CFPS 2014 ha anche incluso regioni, come quelle nell'occidente della Cina, che furono escluse dal CFPS 2012 (p. 27, nota 3), nonché i cristiani non membri delle chiese ufficiali (p. 28). Per questi motivi, Wenzel-Teuber conclude che il CFPS 2014 offre risultati particolarmente accurati.
4. ↑  L'asse principale del Tempio della Fortuna e della Longevità (福寿观 Fúshòuguān) ha un Tempio delle Tre Potenze (三皇殿 Sānhuángdiàn) e un Tempio dei Tre Puri (三清殿 Sānqīngdiàn, la trinità di dèi del Taoismo ortodosso). Cappelle laterali includono un Tempio del Dio della Prosperità (財神殿 Cáishéndiàn), un Tempio della Dea (娘娘殿 Niángniángdiàn), un Tempio degli Otto Immortali (八仙殿 Bāxiāndiàn), e un Tempio del (Dio della) Cultura Fiorente (文昌殿 Wénchāngdiàn). Il Tempio Fushou appartiene alla Chiesa taoista e fu edificato nel 2005 sul sito di un precedente tempio buddhista, il Tempio dalle Tegole di Ferro, che fu demolito nel 1950. Parte delle tegole che coprono i tetti del nuovo tempio provengono dalle rovine del tempio precedente, ripulite nel 2002.
5. ↑  Yao, 2011, p. 11
6. ↑  Miller, 2006, p. 57
7. ↑  Tam Wai Lun, "Local Religion in Contemporary China", in  Zhibin Xie, Religious Diversity and Public Religion in China, Ashgate Publishing, 2006, ISBN 978-0-7546-5648-7. p. 73
8. ↑   Rodney L. Taylor, Proposition and Praxis: The Dilemma of Neo-Confucian Syncretism, in Philosophy East and West, vol. 32, n. 2, aprile 1982. p. 187
9. 1 2 3 4 5 6 7  2010 Chinese Spiritual Life Survey condotto dal Center on Religion and Chinese Society della Purdue University. Risultati pubblicati in  Katharina Wenzel-Teuber e David Strait, People's Republic of China: Religions and Churches Statistical Overview 2011 (PDF), in Religions & Christianity in Today's China, II, n. 3, 2012,  pp. 29-54, ISSN 2192-9289 (WC · ACNP) (archiviato dall'url originale il 27 aprile 2017).
10. ↑  Pregadio, 2013, p. xv
11. 1 2  Yao, 2010, p. 9
12. ↑  Yao, 2010, p. 10
13. ↑  Pregadio, 2013, p. 326
14. ↑  Palmer, 2011, pp. 12-14
15. ↑  Clart, 2014, p. 393
16. ↑  Goossaert, Palmer, 2011, p. 347, citazione: "[Dagli anni 1990] [...] un numero di [...] gruppi laici di salvazione (come lo Xiantiandao nella Cina meridionale e lo hongyangismo [弘阳教 Hóngyángjiào] in Hebei) si registrarono con successo nell'associazione taoista [gestita dal governo], guadagnando quindi legittimità".
17. ↑  Clart, 2014, pp. 402-406
18. ↑  Altri nomi proposti (cf. Clart, 2014, p. 409) includono: semplicemente "religione cinese" (中華教 Zhōnghuájiào) in senso complessivo, visto come comparabile all'uso di "induismo" per le religioni indiane; e "shenxianesimo" (神仙教 Shénxiānjiào), "religione di dèi e immortali", in parte ispirato a "shenismo" coniato da Allan J. A. Elliott. (cf. Shi, 2008)
19. 1 2  "Credi popolari" (民间信仰 mínjiān xìnyǎng) è incluso nei documenti ufficiali di stato riguardanti le religioni a partire dal 2015. Cf. Xiaoxuan Wang, "“Folk Belief”, Cultural Turn of Secular Governance and Shifting Religious Landscape in Contemporary China", in K. Dean, P. van der Veer (a cura di), The Secular in South, East, and Southeast Asia. Global Diversities, Palgrave Macmillan, Cham, 2019, ISBN 9783319893686. p. 149
20. ↑  Federico Ferrone (trad.), "In Cina rifiorisce la religione tradizionale", Internazionale, 11 ottobre 2019.
21. ↑   Xinzhong Yao, Religious Belief and Practice in Urban China 1995-2005, in Journal of Contemporary Religion, vol. 22, n. 2, maggio 2007. pp. 169-185.
22. 1 2   Religion in China on the Eve of the 2008 Beijing Olympics, Religion and Public Life Project, Pew Research Center, 2008.
23. 1 2 3   Yu Tao, A Solo, a Duet, or an Ensemble? Analysing the Recent Development of Religious Communities in Contemporary Rural China, ECRAN – Europe-China Research and Advice Network, University of Nottingham, 2012.
24. 1 2 3 4 5 6 7 8  China Family Panel Studies 2012. Riportato e comparato con i Chinese General Social Survey (CGSS) 2006, 2008, 2010 e 2011 in  Yunfeng 云峰 Lu 卢, 卢云峰：当代中国宗教状况报告——基于CFPS（2012）调查数据 [Report on Religions in Contemporary China – Based on CFPS (2012) Survey Data] (PDF), in World Religious Cultures, n. 1, 2014 (archiviato dall'url originale il 9 agosto 2014).
25. ↑  Yang, Hu, 2012, p. 514
26. ↑  Fan, Chen, 2013, p. 8, cita: Dean, Kenneth (2011). "Local Ritual Traditions of Southeast China: A Challenge to Definitions of Religion and Theories of Ritual". In Yang, Fenggang; Lang, Graeme. Social Scientific Study of Religion in China: Methodology, Theories, and Findings. Leiden: Brill. p. 134
27. ↑   大陆民间宗教管理变局 [Mainland folk religion management change], in Phoenix Weekly, n. 500, Pu Shi Institute for Social Science, luglio 2014 (archiviato dall'url originale il 4 marzo 2016).
28. 1 2  Francis Ching-Wah Yip, in Miller, 2006, p. 186
29. ↑   Junqiang Han, Yingying Meng, Chengcheng Xu e Siqi Qin, Urban Residents' Religious Beliefs and Inﬂuencing Factors on Christianity in Wuhan, China, in Religions, vol. 8, n. 244, 2017, DOI:10.3390/rel8110244. pp. 9–11
30. ↑   Ji Zhe, Non-institutional Religious Re-composition among the Chinese Youth (PDF), in Social Compass, vol. 53, n. 4, SAGE Publications, 2006,  pp. 535-549 (archiviato dall'url originale il 1º gennaio 2018).
31. ↑   Chris White, Counting Christians in China: A critical reading of A star in the East: The rise of Christianity in China (PDF), MMG Working Paper 17-03, Göttingen, Max Planck Institute for the Study of Religious and Ethnic Diversity, 2017, ISSN 2192-2357 (WC · ACNP) (archiviato dall'url originale il 13 giugno 2018).
32. ↑  Source map #1. Dumortier, Brigitte, 2002, Atlas des religions, Autrement, collection Atlas, Paris, p. 32. Archiviato.
33. ↑  Source map #2. Narody Vostochnoi Asii ("Ethnic Groups of East Asia" (1965)), Zhongguo Minsu Dili ("Folklore Geography of China" (1999)), Zhongguo Dili ("Geography of China" (2002)). Archiviato.
34. ↑  Source map #3. 高文德 主编.中国少数民族史大辞典.长春：吉林教育出版社. 1995. Archiviato.
35. ↑  Source map #4. 《中国少数民族艺术词典》编程委员会 编;殷海山,李耀宗,郭洁 主编.中国少数民族艺术词典.北京：民族出版社. 1991. Archiviato.
36. 1 2 3 4 5 6 7  Dati dal Chinese Spiritual Life Survey (CSLS) 2010 per la religione patriarcale cinese, e dal Chinese General Social Survey (CGSS) 2009 per i cristiani. Riportato in  Xiuhua Wang, Explaining Christianity in China: Why a Foreign Religion has Taken Root in Unfertile Ground, Baylor University, 2015,  p. 15 (archiviato dall'url originale il 25 settembre 2015).
37. 1 2 3 4  Dati dai China Family Panel Studies (CFPS) 2012. Riportati in  Rong Hua Gai e Jun Hui Gao, Multiple-Perspective Analysis on the Geological Distribution of Christians in China, in PEOPLE: International Journal of Social Sciences, vol. 2, n. 1, 22 dicembre 2016,  pp. 809-817, DOI:10.20319/pijss.2016.s21.809817, ISSN 2454-5899 (WC · ACNP).
38. 1 2   Junqing Min, The Present Situation and Characteristics of Contemporary Islam in China (PDF), in JISMOR, n. 8, 2013 (archiviato dall'url originale il 24 giugno 2017). p. 29. Data from  Zongde Yang, Study on Current Muslim Population in China (PDF), in Jinan Muslim, n. 2, 2010 (archiviato dall'url originale il 27 aprile 2017).
39. ↑   Hongyi Lai, China's Governance Model: Flexibility and Durability of Pragmatic Authoritarianism, Routledge, 2016, ISBN 978-1-317-85952-9. p. 167
40. ↑   Internazional Religious Freedom Report 2012 (PDF), su state.gov, US Government. p. 20, citazione: "La maggioranza dei Tibetani pratica il buddhismo tibetano, anche se una minoranza significativa pratica il Bon, una religione indigena, e minoranze molto piccole praticano l'islam, il cattolicesimo, o il protestantesimo. Alcuni studiosi stimano che ci siano almeno 400 000 seguaci del Bon sul pianoro tibetano. Gli studiosi stimano anche 5 000 tibetani musulmani e 700 tibetani cattolici".
41. ↑   Jiayu Wu e Yong Fang, Study on the Protection of the Lama Temple Heritage in Inner Mongolia as a Cultural Landscape, in Journal of Asian Architecture and Building Engineering, vol. 15, n. 1, gennaio 2016 (archiviato dall'url originale il 24 settembre 2017). Si noti che l'articolo, in un'evidente cattiva traduzione dal cinese, riporta 30 milioni di buddhisti tibetani in Mongolia Interna invece che 3 milioni.
42. ↑  Chinese Spiritual Life Survey (CSLS) 2007. Risultati riportati in  Xiuhua Wang, Explaining Christianity in China: Why a Foreign Religion has Taken Root in Unfertile Ground, Baylor University, 2015 (archiviato dall'url originale il 25 settembre 2015). p. 15. Nb: la religione ancestrale cinese, o religione di lignaggio, è il culto degli antenati divini di una famiglia o un lignaggio (più famiglie con la stessa origine e quindi lo stesso cognome) nel sistema delle congregazioni di lignaggio e dei templi ancestrali. Non include altre forme di religione cinese, quali il culto agli dèi della nazione tutta o agli dèi della natura (che è più comune nel nord della Cina), il taoismo e il confucianesimo.
43. ↑   Taoism in China (JPG), su previews.figshare.com (archiviato dall'url originale il 27 aprile 2017). Mappa illustrante l'incidenza del taoismo in Cina, vale a dire dove la religione locale è più frequentemente guidata da specialisti, forme e istituzioni del taoismo.
44. ↑  Mappatura della diffusione geografica dei movimenti popolari di salvazione, le chiese confuciane, e i movimenti jiaohua ("insegnamenti di trasformazione"), sulla base di studi sul campo storici e contemporanei. Le fonti includono la World Religion Map dell'Università di Harvard e gli studi del Regional Religious System. Cf.  Jiang Wu e Daoqin Tong, Spatial Analysis and GIS Modeling of Regional Religious Systems in China (PDF), su chinadatacenter.org, University of Arizona (archiviato dall'url originale il 27 aprile 2017).
45. ↑  Il Sulde Bianco (Spirito Bianco) è uno dei due spiriti di Gengis Khan secondo le credenze tradizionali (l'altro è il Sulde Nero), rappresentato dal suo cavallo bianco o giallo, oppure come feroce guerriero che cavalca un destriero, ossia come Gengis stesso. All'interno, il tempio ospita una statua di Gengis Khan (al centro) e di quattro dei suoi uomini su ogni lato (per un totale di nove statue, un numero simbolico nella cultura mongola), vi sono poi un altare dove sono offerti i sacrifici a tali uomini-dèi, e tre sulde fatti con criniera di cavallo bianco. Dal sulde centrale si dipartono stringe che legano insieme stoffe azzurre e bianche. I muri sono istoriati con i nomi dei lignaggi mongoli. I cinesi venerano Gengis Khan come dio ancestrale della dinastia Yuan.
46. ↑   Litao Zhao e Soon Heng Tan, Religious Revival in China (PDF), East Asian Institute Background Brief, n. 368, 2008 (archiviato dall'url originale il 1º gennaio 2018). pp. i–ii: "La loro rinascita è più evidente nel sud-est della Cina, dove feste annuali per divinità locali e regionali mobilitano spesso la popolazione di interi villaggi in rituali elaborati. Le profonde e ricche tradizioni rituali hanno similarità con quelle di Taiwan e dei cinesi d'oltremare e aiuti finanziari da queste comunità rendono il Fujian costiero apripista nella rinascita della religione comunitaria locale."
47. ↑  Waldron, 1998, p. 325
48. ↑  Chan, 2005, p. 93, citazione: "Dai primi anni 1990 le attività taoiste sono divenute comuni specialmente nelle aree rurali, e iniziarono a non essere più controllabili dacché la linea di demarcazione tra le attività taoiste ufficiali e le attività di religiosità popolare [...] divenne indistinguibile. [...] Le attività non regolarizzate possono spaziare da liturgie taoiste ortodosse a riti sciamanici. La popolarità di tali attività taoiste sottolinea il fatto che la società rurale cinese ha una lunga tradizione di religiosità e ha preservato e perpetuato il taoismo nonostante politiche ufficiali e istituzioni religiose. Con la crescita della prosperità economica nelle aree rurali, specialmente nelle province costiere dove le attività taoiste si concentrano, con una politica più liberale sulla religione, e con la rinascita delle identità culturali locali, il taoismo, sia esso della varietà supportata ufficialmente o attività che vanno al di là dei limiti del corpo taoista ufficiale, sembra godere di un forte ritorno ai nostri tempi".
49. ↑  Overmyer, 2009, p. 185, citazione: "La ricerca etnografica sulle feste templari e i rituali comunitari celebrati per entro tali culti di divinità ha rivelato la distribuzione diffusa di tradizioni rituali taoiste in quest'area, specialmente incluse le varianti Zhengyi (Taoismo dei Maestri Celesti) e Lushan".
50. 1 2 3 4 5 6   Vincent Goossaert, Is There a North China Religion? A Review Essay, in Journal of Chinese Religions, vol. 39, n. 1, 2011,  pp. 83-93, DOI:10.1179/073776911806153907, ISSN 0737-769X (WC · ACNP).
51. ↑  Overmyer, 2009, pp. 12-13
52. ↑  Overmyer, 2009, p. xii
53. ↑  Overmyer, 2009, p. 10
54. ↑  Overmyer, 2009, pp. 73-179
55. ↑  Overmyer, 2009, pp. 3-33
56. ↑  Overmyer, 2009, p. 15
57. ↑  Ownby, 2008
58. ↑  Payette, 2016
59. 1 2   Stephen Jones, Yinyang: Household Daoists of North China and Their Rituals, in Daoism: Religion, History & Society, vol. 3, n. 1, 2011,  pp. 83-114.
60. ↑   Claire Qiuju Deng, Action-Taking Gods: Animal Spirit Shamanism in Liaoning, China (Master in East Asian Studies), Montreal, McGill University, Department of East Asian Studies, 2014 (archiviato dall'url originale il 16 gennaio 2018).
61. ↑   Mark Juergensmeyer e Wade Clark Roof, Encyclopedia of Global Religion, SAGE Publications, 2011, ISBN 978-1-4522-6656-5. p. 202.
62. ↑   Benjamin Penny, Religion and Biography in China and Tibet, Routledge, 2013, ISBN 978-1-136-11394-9. pp. 185–187.
63. ↑   A. D. Jones, Contemporary Han Chinese Involvement in Tibetan Buddhism: A Case Study from Nanjing, in Social Compass, vol. 58, n. 4, 2011,  pp. 540-553.
64. ↑  Teiser, 1995, p. 378
65. 1 2  Shahar, Weller, 1996, p. 1
66. ↑  Clart, 2014, pp. 393-409
67. 1 2   Nengchang Wu, Religion and Society. A Summary of French Studies on Chinese Religion, in Review of Religion and Chinese Society, n. 1, 2014,  pp. 104-127. pp. 105-106
68. ↑  Littlejohn, 2010, pp. 35-37; Shen, Shun, 2007, pp. 278-279
69. 1 2  Clart, 2003, pp. 3-5
70. ↑  Libbrecht, 2007, p. 43
71. ↑  Fan, Chen, 2013, pp. 5-6
72. ↑  Fan, Chen, 2013, p. 21
73. ↑  Fan, Chen, 2013, p. 23
74. ↑  Adler, 2011, p. 13
75. ↑  Teiser, 1996, passim
76. 1 2  Do, 2003, pp. 10-11
77. ↑  Madsen, 2010, pp. 62-64
78. ↑  Gaenssbauer, 2015, pp. 28-37
79. 1 2 3   Religions & Christianity in Today's China (PDF), IV, n. 1, China Zentrum, 2014, ISSN 2192-9289 (WC · ACNP) (archiviato dall'url originale il 27 aprile 2017). pp. 22-23
80. ↑  Sautman, 1997, pp. 80-81
81. ↑   Adam Yuet Chau, The Politics of Legitimation and the Revival of Popular Religion in Shaanbei, North-Central China (PDF), in Modern China, vol. 31, n. 2, 2005,  pp. 236-278 (archiviato dall'url originale l'8 agosto 2017).
82. ↑  Chau, 2005, p. 49
83. ↑   Guoguang Wu e Helen Lansdowne, Socialist China, Capitalist China: Social tension and political adaptation under economic globalization, China Policy Series, Routledge, 2009, ISBN 0-415-48226-7. p. 92
84. ↑   Yiyi Lu, Non-Governmental Organisations in China, China Policy Series, Routledge, 2008, ISBN 0-415-45858-7. p. 21
85. 1 2 3 4 5 6 7 8   Andreea Chirita, Antagonistic Discourses on Shamanic Folklore in Modern China (PDF), in Annals of Dimitrie Cantemir Christian University, n. 1, 2014 (archiviato dall'url originale il 30 giugno 2017).
86. 1 2   Shi Kun, Shamanistic Studies in China: A Preliminary Survey of the Last Decade (PDF), in Shaman, vol. 1, 1–2, Ohio State University, 1993–2007 (archiviato dall'url originale il 26 settembre 2017). pp. 104–106
87. ↑  Tao Te Ching, Chapter 1, translated by Livia Kohn (1993).
88. ↑  Nadeau, 2012, p. 42
89. ↑   Catherine Despeux, Women in Daoism, in Livia Kohn (a cura di), Daoism Handbook, Leiden, Brill, 2000. pp. 403-404
90. 1 2 3 4 5  Chan, 2005, p. 93
91. ↑  Goossaert, Palmer, 2011, p. 347
92. ↑  Overmyer, 2003, p. 118
93. ↑  Goossaert, Palmer, 2011, p. 332
94. ↑  Chan, 2005, p. 93; Pas, 1998, p. 259
95. ↑   法教與民俗信仰學術研討會論文集: 2009 [Faism and Folk Religion: 2009], Wenjin, Taipei, Taiwan Folk Religion Society, 2011, ISBN 957-668-945-7.
96. 1 2 3 4  Pas, 1998, p. 259
97. ↑   Vincent Goossaert, Is There a North China Religion? A Review Essay, in Journal of Chinese Religions, vol. 39, n. 1, Routledge, 2011,  pp. 83-93, DOI:10.1179/073776911806153907, ISSN 0737-769X (WC · ACNP). p. 86.
98. ↑   Edward L. Davis, Daoism (Zhengyi tradition), in Encyclopedia of Contemporary Chinese Culture, Taylor & Francis, 2009, ISBN 0-415-77716-X.
99. ↑   Sarah Coakley, Religion and the Body, Cambridge Studies in Religious Traditions, vol. 8, Cambridge University Press, 2000, ISBN 0-521-78386-0. p. 246
100. ↑  Palmer, Shive, Wickeri, 2011, p. 46
101. ↑  Lagerwey, 2010, p. 80
102. ↑  Chen, 2012, p. 9
103. ↑   Guy Alitto (a cura di), Contemporary Confucianism in Thought and Action, Springer, 2015, ISBN 3-662-47750-5. pp. 2-3
104. ↑   Herbert Fingarette, Confucius: The Secular As Sacred, Waveland, 1998, ISBN 1-57766-010-2.
105. 1 2  Adler, 2014, p. 12
106. ↑  Adler, 2014, p. 10
107. ↑  Littlejohn, 2010, pp. 34-36
108. ↑   Joël Thoraval, Heaven, Earth, Sovereign, Ancestors, Masters: Some Remarks on the Politico-Religious in China Today, Occasional Papers, n. 5, Paris, France, Centre for Studies on China, Korea and Japan, 2016 (archiviato dall'url originale il 16 gennaio 2018).
109. ↑  Fingarette, 1972
110. ↑  Craig, 1998, p. 550
111. ↑  Chen, 2012, p. 105, nota 45
112. 1 2 3 4 5  Tay, 2010, p. 100
113. ↑  Tay, 2010, p. 102
114. 1 2 3 4 5   Fenggang Yang, Cultural Dynamics in China: Today and in 2020, in Asia Policy, n. 4, luglio 2007. p. 48
115. 1 2 3  Chen, 2012, p. 175
116. 1 2  Chen, 2012, p. 174
117. ↑  Fan, Chen, 2015a, p. 7
118. ↑  Billioud, 2013, pp. 203-214
119. ↑  Billioud, 2013, p. 219
120. ↑  Chen, 2015, p. 29
121. 1 2  Fan, Chen, 2015, p. 34
122. ↑  Fan, Chen, 2015, p. 29
123. ↑  Billioud, 2015, p. 148
124. ↑  Payette, 2014; Billioud, 2015, pp. 152-156
125. ↑  Billioud, 2010, p. 204
126. 1 2  Palmer, 2011, p. 19
127. ↑  Palmer, 2011, pp. 19-20
128. ↑  Palmer, 2011, p. 17; Clart, 2014, p. 395
129. ↑  Palmer, 2011, p. 12
130. ↑  Palmer, 2011, p. 23
131. ↑  Palmer, 2011, p. 29
132. ↑  Palmer, 2011, pp. 4-6
133. ↑  Palmer, 2011, p. 11
134. ↑  Palmer, 2011, pp. 12-13
135. 1 2 3  Palmer, 2011, p. 13
136. 1 2 3   Raymond P. Ambrosi, Towards the City! Towards the Country! Old Martial Art Strengthens Social Cohesion in Chinese Rural Areas, Goethe-Institut China, 2013 (archiviato dall'url originale il 4 gennaio 2015).
137. ↑   Raymond P. Ambrosi, Interconnections amongst Folk Religions, Civil Society and Community Development: Meihua Boxers as Constructors of Social Trust and the Agrarian Public Sphere, in Modern China, Sage Publishing, 2015.
138. ↑   Henri Maspero, Taoism and Chinese Religion, traduzione di Frank A. Kierman, University of Massachusetts, 1981, ISBN 978-0-87023-308-1. p. 46
139. 1 2   Charles Prebish, Buddhism: A Modern Perspective, Penn State Press, 1975, ISBN 0-271-01195-5. p. 192.
140. ↑   Heinrich Dumoulin, James W. Heisig e Paul Knitter, Zen Buddhism: A History (India and China, World Wisdom, 2005, ISBN 0-941532-89-5. pp. 68, 70–73, 167–168
141. ↑  Ibid, pp. 166–167, 169–172
142. ↑  Ibid, 189–190, 268–269
143. ↑   Charles Alexander Moore, The Chinese Mind: Essentials of Chinese Philosophy and Culture, University of Hawaii Press, 1967, ISBN 0-8248-0075-3. pp. 133, 147
144. ↑   Linda Woodhead, Christopher Partridge e Kawanami Hiroko, Religions in the Modern World, third, New York, New York, Routledge, 2016.
145. ↑   André Laliberté, The growth of a Taiwanese Buddhist association in China: Soft power and institutional learning, in China Information, vol. 0, n. 0, 2012, DOI:10.1177/0920203X12466206.
146. ↑  "Religione gialla" è una sineddoche di "Berretti Gialli", altro nome della scuola maggioritaria Gelug, ma può riferirsi anche allo "sciamanesimo giallo", che è un tipo di sciamanesimo mongolo che utilizza uno stile espressivo ispirato al buddhismo.
147. ↑  Goossaert, Palmer, 2011, p. 369
148. ↑   Zhengliang Huang e Xilu Zhang, Research Review of Bai Esoteric Buddhist Azhali Religion Since the 20th Century, in Journal of Dali University, 2013.
149. ↑   Yongjia Liang, The Anthropological Study of Religion in China: Contexts, Collaborations, Debates and Trends (PDF), in Asia Research Institute Working Paper Series, n. 250, 2016,  p. 25 (archiviato dall'url originale il 23 ottobre 2017). p. 3
150. ↑   The "Cult" of Buddha, in Dui Hua, n. 52, 29 agosto 2013 (archiviato dall'url originale il 5 gennaio 2017).
151. ↑  Goossaert, Palmer, 2011, p. 349
152. ↑  Goossaert, Palmer, 2011, p. 348
153. ↑   Kristin Kupfer, 'Geheimgesellschaften' in der VR China: Christlich inspirierte, spirituell-religiöse Gruppierungen seit 1978 (PDF), in China Analysis, n. 8, Trier University's Center for East Asian and Pacific Studies, ottobre 2001 (archiviato dall'url originale il 12 ottobre 2013).
154. ↑   Edward V. Gulick, Peter Parker and the Opening of China, in Journal of the American Oriental Society, vol. 3, n. 95, 1975,  pp. 561-562.
155. ↑   Yulin Wu, Memories of Dr. Wu Lien-teh, Plague Fighter, World Scientific, 1995, ISBN 981-02-2287-4. p. 68.
156. ↑  Ruokanen, Huang, 2011, p. 171
157. ↑  Madsen, 2010, p. 66
158. ↑  Overmyer, 2003, p. 185; Francis Ching-Wah Yip in Miller, 2006, p. 185
159. ↑  Francis Ching-Wah Yip in Miller, 2006, p. 186
160. ↑   Uncovering China's Korean Christians, in Dui Hua, n. 46, Winter 2012 (archiviato dall'url originale il 26 dicembre 2016).
161. 1 2 3   Christianity in Chinese Public Life: Religion, Society, and the Rule of Law, Palgrave Pivot, 2004, ISBN 1-137-42787-6. pp. 29–31, 33, 37
162. ↑   Jonathan Newman Lipman, Familiar Strangers, a History of Muslims in Northwest China, University of Washington Press, 1997, ISBN 0-295-97644-6. p. 25.
163. 1 2 3   Jacques Gernet, A History of Chinese Civilization, vol. 2, New York, Cambridge University Press, 1996, ISBN 0-521-49712-4.
164. ↑   Merle Goldman, Religion in Post-Mao China, in The Annals of the American Academy of Political and Social Science, vol. 1, n. 486, 1986,  pp. 145-56.
165. ↑  David A. Palmer, "Heretical Doctrines, Reactionary Secret Societies, Evil Cults: Labelling Heterodoxy in 20th-Century China", in Mayfair Yang (a cura di) Chinese Religiosities: The Vicissitudes of Modernity and State Formation, 113-134. Berkeley e Los Angeles: University of California Press, 2016, ISBN 9780520098640.
166. 1 2  Edward Irons, "The List of China's Banned Religious Groups", relazione presentata al convegno internazionale 2016 del CESNUR, Daejin University, Pocheon, Corea del Sud, 5-10 luglio 2016.

## Fonti
- Joseph A. Adler, Chinese Religion: An Overview, in Lindsay Jones (a cura di), Encyclopedia of Religion, 2nd Ed., Detroit, Macmillan Reference USA, 2005. Available at the author's website: Joseph Adler Department of Religious Studies, Kenyon College.
- Joseph A. Adler, Confucianism as a Religious Tradition: Linguistic and Methodological Problems (PDF), Gambier, Ohio, USA, Kenyon College, 2014.
- Joseph A. Adler, The Heritage of Non-Theistic Belief in China (PDF), (Conference paper) Toward a Reasonable World: The Heritage of Western Humanism, Skepticism, and Freethought, San Diego, CA, 2011.
- Daniel H. Bays, A New History of Christianity in China, Chichester, West Sussex; Malden, MA, Wiley-Blackwell, 2012, ISBN 978-1-4051-5954-8.
- Sébastien Billioud, Carrying the Confucian Torch to the Masses: The Challenge of Structuring the Confucian Revival in the People's Republic of China (PDF), in OE, vol. 49, 2010.
- Sébastien; Joel Thoraval Billioud, The Sage and the People: The Confucian Revival in China, Oxford University Press, 2015, ISBN 0-19-025814-4.
- Kim-Kwong Chan, Religion in China in the Twenty-first Century: Some Scenarios, in Religion, State & Society, vol. 33, n. 2, 2005, DOI:10.1080/09637490500118570.
- Ruth H. Chang, Understanding Di and Tian: Deity and Heaven from Shang to Tang Dynasties (PDF), in Sino-Platonic Papers, n. 108, Victor H. Mair, 2000, ISSN 2157-9679 (WC · ACNP).
- Yong Chen, Confucianism as Religion: Controversies and Consequences, Brill, 2012, ISBN 90-04-24373-9.
- Adam Yuet Chau, Miraculous Response: Doing Popular Religion in Contemporary China, 2005, ISBN 978-0-8047-5160-5.
- Julia Ching, Chinese Religions, Houndsmills; London, Macmillan, 1993, ISBN 978-0-333-53174-7. Various reprints.
- Philip Clart, Conceptualizations of "Popular Religion" in Recent Research in the People's Republic of China (PDF), in Yanjiu xin shijie: "Mazu yu Huaren minjian xinyang" guoji yantaohui lunwenji, Taipei, Boyang, 2014,  pp. 391-412, ISBN 978-0-19-959653-9.
- Philip Clart, Confucius and the Mediums: Is There a "Popular Confucianism"? (PDF), in T'uong Pao, LXXXIX, Leiden, Brill, 2003.
- Edward Craig, Routledge Encyclopedia of Philosophy, Volume 7, Taylor & Francis, 1998, ISBN 978-0-415-07310-3.
- J.J.M. De Groot, The Religious System of China: Its Ancient Forms, Evolution, History and Present Aspect, Manners, Customs and Social Institutions Connected Therewith, Leiden, Netherlands, Brill, 1892. 6 volumes. Online at: Les classiques des sciences sociales, Université du Québec à Chicoutimi; Scribd: Vol. 1, Vol. 2, Vol. 3, Vol. 4, Vol. 5, Vol. 6.
- John C. Didier, In and Outside the Square: The Sky and the Power of Belief in Ancient China and the World, c. 4500 BC – AD 200, in Sino-Platonic Papers, n. 192, Victor H. Mair, 2009. Volume I: The Ancient Eurasian World and the Celestial Pivot, Volume II: Representations and Identities of High Powers in Neolithic and Bronze China, Volume III: Terrestrial and Celestial Transformations in Zhou and Early-Imperial China.
- Thien Do, Vietnamese Supernaturalism: Views from the Southern Region, Anthropology of Asia, Routledge, 2003, ISBN 0-415-30799-6.
- Thomas David Dubois, The Sacred Village: Social Change and Religious Life in Rural North China (PDF), University of Hawaii Press, 2005, ISBN 0-8248-2837-2. URL consultato il 12 gennaio 2018 (archiviato dall'url originale il 10 gennaio 2017).
- Grégoire Espesset, Early Chinese Religion: Part One: Shang Through Han (1250 BC-220 AD), in Latter Han Mass Religious Movements and the Early Daoist Church, Early Chinese Religion, Leiden, Brill, 2008,  pp. 1117-1158, ISBN 90-04-16835-4. Online at archives-ouvertes.fr.
- Lizhu Fan e Na Chen, Revival of Confucianism and Reconstruction of Chinese Identity, in The Presence and Future of Humanity in the Cosmos, Tokyo, 18–23 March, ICU, 2015a.
- Lizhu Fan e Na Chen, The Revival of Indigenous Religion in China (PDF), in China Watch, Fudan University, Fudan-UC Center for China Studies, 2013, DOI:10.1093/oxfordhb/9780195338522.013.024. Preprint from The Oxford Handbook of Religious Conversion, 2014.
- Lizhu Fan e Na Chen, The Religiousness of "Confucianism" and the Revival of Confucian Religion in China Today, in Cultural Diversity in China, n. 1, De Gruyter Open, 2015,  pp. 27-43, DOI:10.1515/cdc-2015-0005, ISSN 2353-7795 (WC · ACNP).
- Herbert Fingarette, Confucius: The Secular as Sacred, New York City, Harper, 1972.
- Jeanine D. Fowler, An Introduction to the Philosophy and Religion of Taoism: Pathways to Immortality[collegamento interrotto], Sussex Academic Press, 2005, ISBN 1-84519-086-6.
- Yiu-ming Fung, Problematizing Contemporary Confucianism in East Asia, in Richey Jeffrey (a cura di), Teaching Confucianism, Oxford University Press, 2008, ISBN 0-19-804256-6.
- Monika Gaenssbauer, Popular Belief in Contemporary China: A Discourse Analysis, Projekt Verlag, 2015, ISBN 0-226-30416-7.
- Vincent Goossaert e David Palmer, The Religious Question in Modern China, University of Chicago Press, 2011, ISBN 0-226-30416-7.
- Ian Johnson, The Souls of China: The Return of Religion after Mao, New York, Pantheon Books, 2017, ISBN 978-1-101-87005-1.
- Jun Jing, The Temple of Memories: History, Power, and Morality in a Chinese Village, Stanford University Press, 1996, ISBN 0-8047-2756-2.
- Yaning Kao, Religious Revival among the Zhuang People in China: Practising "Superstition" and Standardizing a Zhuang Religion, in Journal of Current Chinese Affairs, vol. 43, n. 2, 2014,  pp. 107-144, ISSN 2353-7795 (WC · ACNP). ISSN 1868-4874 (WC · ACNP) (online), ISSN 1868-1026 (WC · ACNP) (print).
- David N. Keightley, The Making of the Ancestors: Late Shang Religion and Its Legacy, in Lagerwey John (a cura di), Religion and Chinese Society, vol. 1, Shatin, Chinese University Press, 2004,  pp. 3-63, ISBN 962-996-123-7.
- Olivia Kraef, Of Canons and Commodities: The Cultural Predicaments of Nuosu-Yi "Bimo Culture", in Journal of Current Chinese Affairs, vol. 43, n. 2, 2014,  pp. 145-179.
- John Lagerwey, China: A Religious State, Hong Kong, University of Hong Kong Press, 2010, ISBN 988-8028-04-9.
- John Lagerwey e Marc Kalinowski, Early Chinese Religion: Part One: Shang Through Han (1250 BC-220 AD), Early Chinese Religion, Brill, 2008, ISBN 90-04-16835-4.
- John Lagerwey e Pengzhi Lü, Early Chinese Religion, Part Two: The Period of Division (220-589 AD), Early Chinese Religion, Brill, 2009, ISBN 90-474-2929-X.
- John Lagerwey e Pierre Marsone, Modern Chinese Religion I: Song-Liao-Jin-Yuan (960-1368 AD), Modern Chinese Religion, Brill, 2014, ISBN 90-04-27164-3.
- John Lagerwey, Vincent Goossaert e Jan Kiely, Modern Chinese Religion II: 1850 - 2015, Modern Chinese Religion, Brill, 2015, ISBN 90-04-30464-9.
- André Laliberté, Religion and the State in China: The Limits of Institutionalization, in Journal of Current Chinese Affairs, vol. 40, n. 2, 2011,  pp. 3-15.
- Pui-Lam Law, The Revival of Folk Religion and Gender Relationships in Rural China: A Preliminary Observation, in Asian Folklore Studies, vol. 64, 2005,  pp. 89-109. URL consultato il 12 gennaio 2018 (archiviato dall'url originale il 22 aprile 2014).
- Ulrich Libbrecht, Within the Four Seas...: Introduction to Comparative Philosophy, Peeters Publishers, 2007, ISBN 90-429-1812-8.
- Ronnie Littlejohn, Confucianism: An Introduction, I. B. Tauris, 2010, ISBN 1-84885-174-X.
- Daji Lü e Xuezeng Gong, Marxism and Religion, Religious Studies in Contemporary China, Brill, 2014, ISBN 90-474-2802-1.
- Richard Madsen, The Upsurge of Religion in China (PDF), in Journal of Democracy, vol. 21, n. 4, 2010,  pp. 58-71. URL consultato il 12 gennaio 2018 (archiviato dall'url originale il 14 luglio 2017).
- James Miller, Chinese Religions in Contemporary Societies, ABC-CLIO, 2006, ISBN 1-85109-626-4.
- Randal L. Nadeau, The Wiley-Blackwell Companion to Chinese Religions, Malden, MA, Blackwell, 2012.
- Daniel L. Overmyer, Local Religion in North China in the Twentieth Century the Structure and Organization of Community Rituals and Beliefs (PDF), Leiden; Boston, Brill, 2009, ISBN 978-90-474-2936-4. URL consultato il 12 gennaio 2018 (archiviato dall'url originale il 16 giugno 2015).
- Daniel L. Overmyer, Religions of China: The World as a Living System, New York, Harper & Row, 1986.
- Daniel Overmyer, Religion in China Today, Cambridge University Press, 2003, ISBN 0-521-53823-8.
- David Ownby, Sect and Secularism in Reading the Modern Chinese Religious Experience, in Archives de sciences sociales des religions, vol. 144, 2008, DOI:10.4000/assr.17633.
- David A. Palmer, Glenn L. Shive e Philip L. Wickeri, Chinese Religious Life, Oxford University Press, 2011, ISBN 0-19-973138-1.
- David A. Palmer, Chinese Redemptive Societies and Salvationist Religion: Historical Phenomenon or Sociological Category?, in Journal of Chinese Ritual, Theatre and Folklore, vol. 172, 2011,  pp. 21-72.
- David W. Pankenier, Astrology and Cosmology in Early China, Cambridge University Press, 2013, ISBN 1-107-00672-4.
- Julian F. Pas, Historical Dictionary of Taoism, Historical Dictionaries of Religions, Philosophies, and Movements Series, Scarecrow Press, 1998, ISBN 0-8108-6637-4.
- Alex Payette, Local Confucian Revival in China: Ritual Teachings, ‘Confucian’ Learning and Cultural Resistance in Shandong [collegamento interrotto], in China Report, vol. 52, n. 1, febbraio 2016,  pp. 1-18, DOI:10.1177/0009445515613867.
- Alex Payette, Shenzhen's Kongshengtang: Religious Confucianism and Local Moral Governance (PDF), in Panel RC43: Role of Religion in Political Life, 23rd World Congress of Political Science, 19–24 July, 2014. URL consultato il 12 gennaio 2018 (archiviato dall'url originale il 23 ottobre 2017).
- Fabrizio Pregadio, The Encyclopedia of Taoism, Routledge, 2013, ISBN 1-135-79634-3. Two volumes: 1) A-L; 2) L-Z.
- Fabrizio Pregadio, Religious Daoism, in Edward N. Zalta (a cura di), Stanford Encyclopedia of Philosophy, Fall 2016, Stanford University, 2016.
- Christianity and Chinese Culture, William B. Eerdmans Publishing, 2011, ISBN 0-8028-6556-9.
- Barry Sautman, Myths of Descent, Racial Nationalism and Ethnic Minorities in the People's Republic of China, in Dikötter (a cura di), The Construction of Racial Identities in China and Japan: Historical and Contemporary Perspectives, Honolulu, University of Hawaii Press, 1997,  pp. 75-95, ISBN 962-209-443-0.
- Meir Shahar e Robert Paul Weller, Unruly Gods: Divinity and Society in China, University of Hawaii Press, 1996, ISBN 0-8248-1724-9.
- Qingsong Shen e Kwong-loi Shun, Confucian Ethics in Retrospect and Prospect, Council for Research in Values & Philosophy, 2007, ISBN 1-56518-245-6.
- Yilong 石奕龍 Shi, 中国汉人自发的宗教实践 — 神仙教 Zhongguo Hanren zifadi zongjiao shijian: Shenxianjiao (The Spontaneous Religious Practices of Han Chinese Peoples — Shenxianism), in 中南民族大学学报 — 人文社会科学版 (Journal of South-Central University for Nationalities (Humanities and Social Sciences)), vol. 28, n. 3, 2008,  pp. 146-150. URL consultato il 12 gennaio 2018 (archiviato dall'url originale il 31 agosto 2019).
- Stephen F. Teiser, Popular Religion, in Journal of Asian Studies, vol. 54, n. 2, 1995,  pp. 378-395, DOI:10.2307/2058743.
- Stephen F. Teiser, The Ghost Festival in Medieval China, Princeton, N.J., Princeton University Press, 1988, ISBN 0-691-05525-4.
- Michael Saso, "In and Outside the Square: The Sky and the Power of Belief in Ancient China and the World, c. 4500 b.c. –a.d. 200." (review), in China Review International, vol. 16, n. 4, 2009,  pp. 491-493, DOI:10.1353/cri.2009.0085.
- Jeffrey Riegel, Confucius, in Zalta Edward N. (a cura di), The Stanford Encyclopedia of Philosophy, Summer 2013.
- Stephen F. Teiser, The Spirits of Chinese Religion (PDF), in Donald S. Lopez Jr. (a cura di), Religions of China in Practice, Princeton, NJ, Princeton University Press, 1996., extracts at The Chinese Cosmos: Basic Concepts.
- Wei Leong Tay, Kang Youwei: The Martin Luther of Confucianism and His Vision of Confucian Modernity and Nation (PDF), in Secularization, Religion and the State, University of Tokyo Center of Philosophy, 2010.
- Arthur Waldron, Religious Revivals in Communist China, in Orbis, vol. 42, n. 2, 1998,  pp. 325-334.
- Zhibin Xie, Religious Diversity and Public Religion in China, Ashgate Publishing, 2006, ISBN 978-0-7546-5648-7.
- Fenggang Yang e Graeme Lang, Social Scientific Studies of Religion in China, Brill, 2012, ISBN 90-04-18246-2.
- C.K. Yang, Religion in Chinese Society: A Study of Contemporary Social Functions of Religion and Some of Their Historical Factors, Berkeley, University of California Press, 1961, ISBN 0-520-01371-9.
- Mayfair Mei-hui Yang, Ritual Economy and Rural Capitalism with Chinese Characteristics (PDF), 2007. URL consultato il 12 gennaio 2018 (archiviato dall'url originale il 3 marzo 2016). Chapter of: David Held, Henrietta Moore. Cultural Politics in a Global Age: Uncertainty, Solidarity and Innovation, Oxford: Oneworld Publications. ISBN 1851685502
- Fenggang Yang e Anning Hu, Mapping Chinese Folk Religion in Mainland China and Taiwan, in Journal for the Scientific Study of Religion, vol. 51, n. 3, 2012,  pp. 505-521, DOI:10.1111/j.1468-5906.2012.01660.x.
- Xinzhong Yao, Chinese Religion: A Contextual Approach, London, A&C Black, 2010, ISBN 978-1-84706-475-2.
- Jixu Zhou, Old Chinese "*tees" and Proto-Indo-European "*deus": Similarity in Religious Ideas and a Common Source in Linguistics (PDF), in Sino-Platonic Papers, n. 167, Victor H. Mair, 2005.
- Youguang Zhou, To Inherit the Ancient Teachings of Confucius and Mencius and Establish Modern Confucianism (PDF), in Sino-Platonic Papers, n. 226, Victor H. Mair, 2012.